# Pictură peisagistică

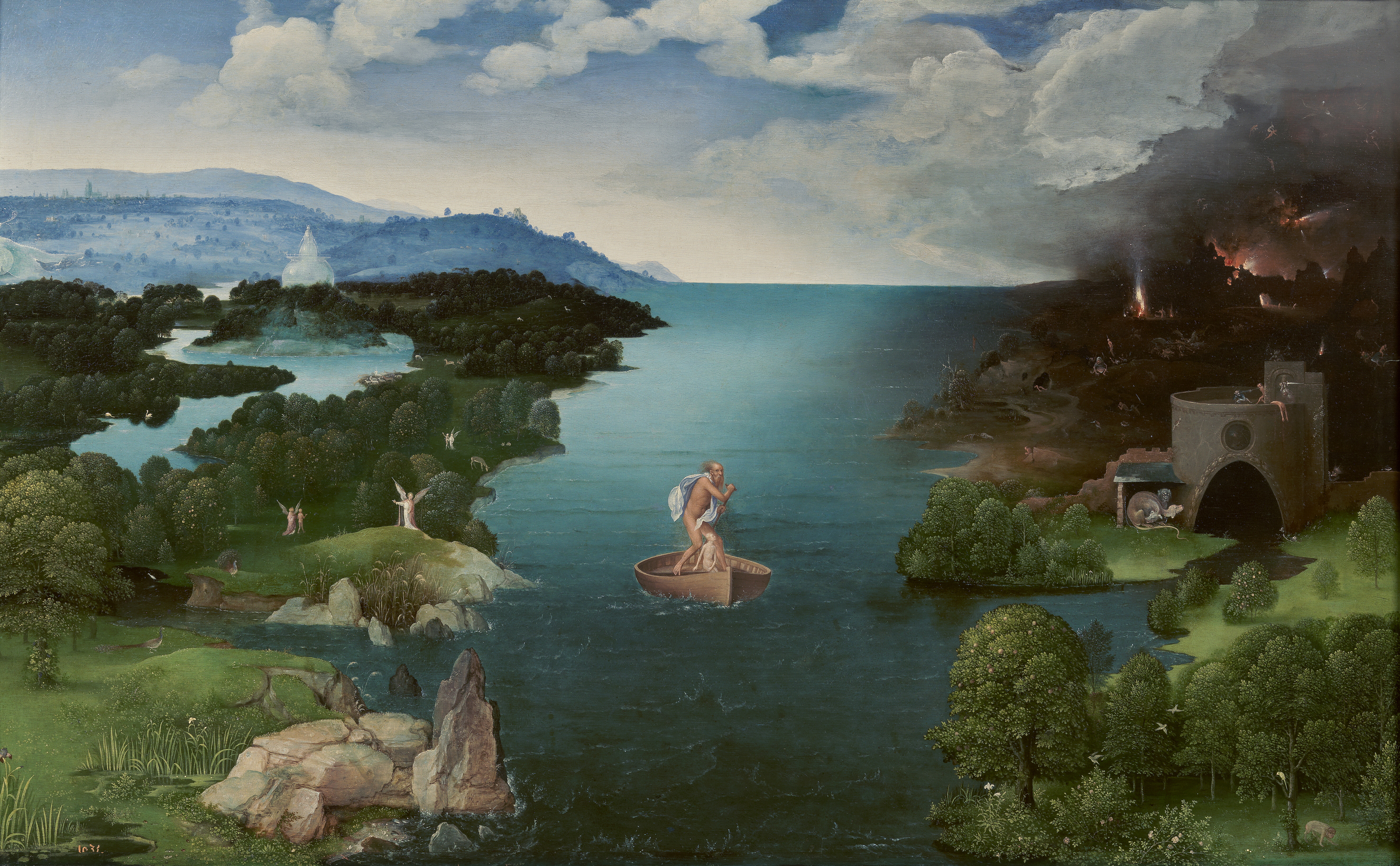
(1480–1524), Peisaj cu Charon traversând Styxul, 1515–1524. Patinir a fost pionier în stilul „peisajului lumii”.

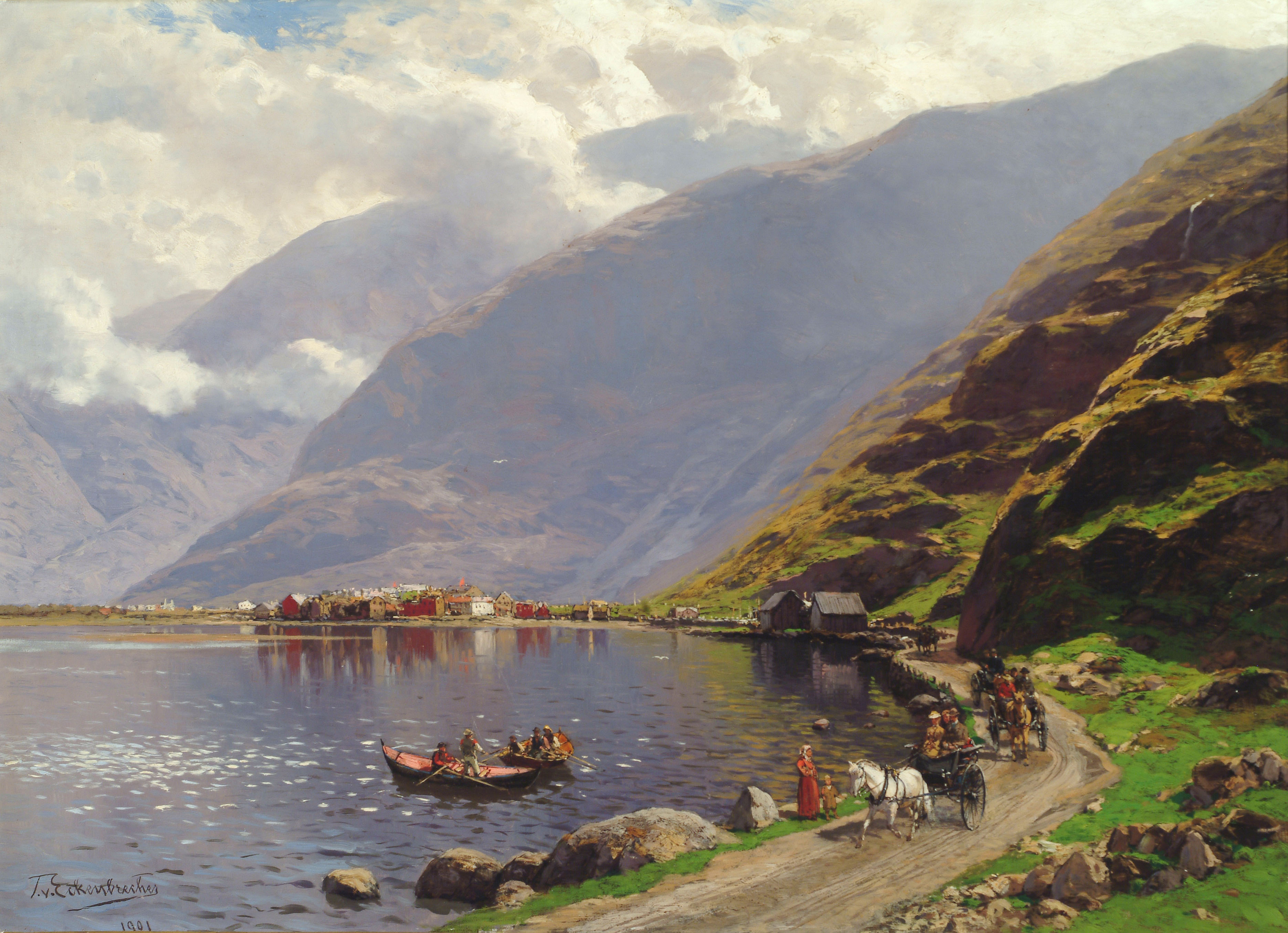
Themistokles von Eckenbrecher (germană, 1842–1921), Vedere din Lærdalsøyri, pe Sognefjord, 1901

Dong Yuan (934–962) Sala Muntelui Dongtian (Chinese) secolul al X-lea, Perioada celor Cinci Dinastii (chineze). Muzeul Palatului Național, Taipei.

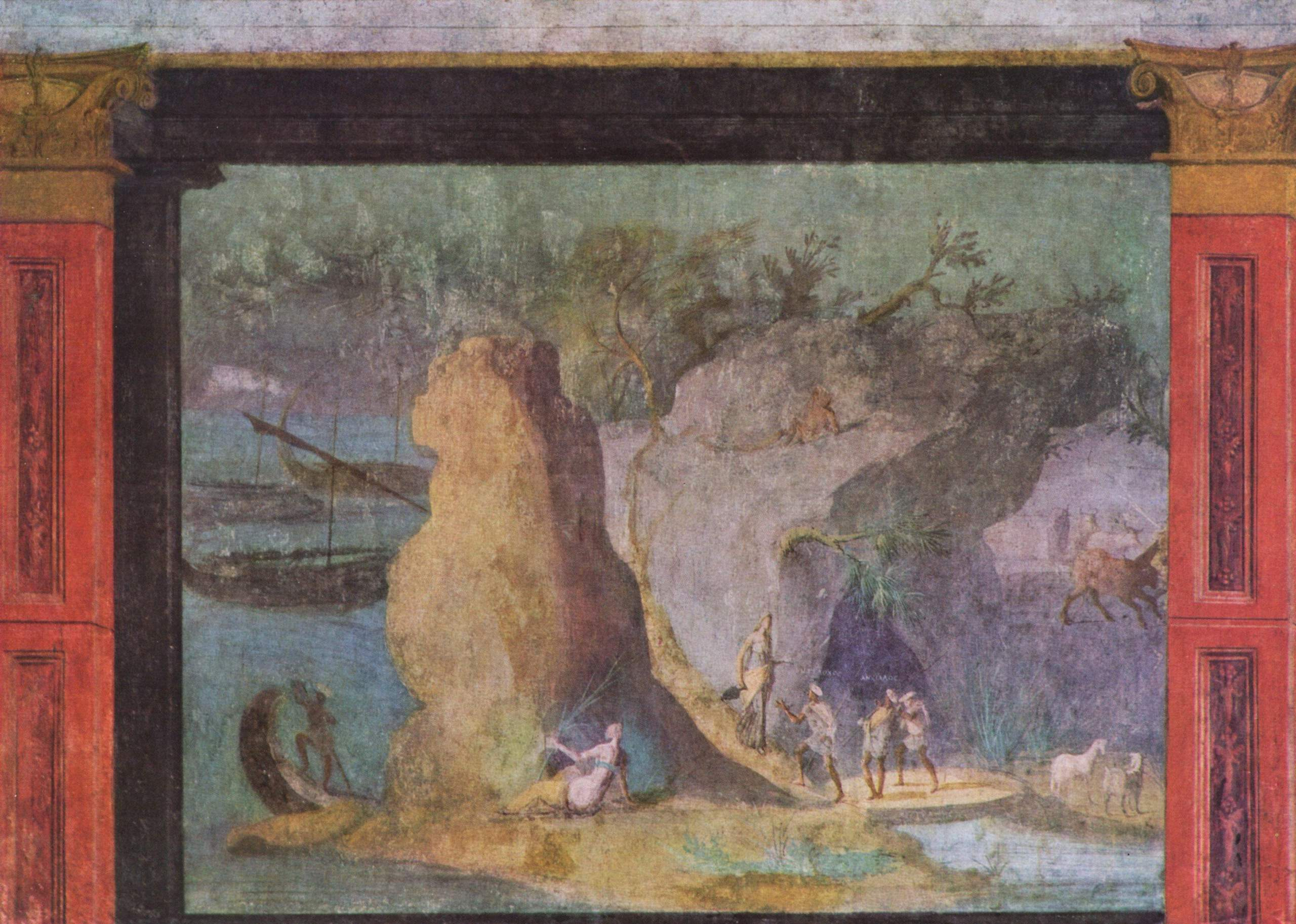
Peisaj cu scena din Odiseea, Roma, c. 60–40 î.Hr

Pictura peisagistică, cunoscută și sub denumirea de artă a peisajului, este reprezentarea în pictură a peisajelor naturale, cum ar fi munții, văile, râurile, copacii și pădurile, în special atunci când subiectul principal este o priveliște largă, cu elementele sale aranjate într-o compoziție coerentă. În alte lucrări, fundalurile peisagistice pentru persoane pot constitui în continuare o parte importantă a operei. Cerul este aproape întotdeauna inclus în vedere, iar vremea este adesea un element al compoziției. Peisajele detaliate ca subiect distinct nu se regăsesc în toate tradițiile artistice și se dezvoltă atunci când există deja o tradiție sofisticată de a reprezenta alte subiecte.
Două tradiții principale izvorăsc din pictura occidentală și arta chineză, datând de peste o mie de ani în ambele cazuri. Recunoașterea unui element spiritual în arta peisajului este prezentă încă de la începuturile sale în arta est-asiatică, bazându-se pe taoism și pe alte tradiții filozofice, dar în Occident devine explicită doar odată cu romantismul.
Vederile peisajelor în artă pot fi în întregime imaginare sau copiate din realitate cu diferite grade de acuratețe. Dacă scopul principal al unei imagini este acela de a reprezenta un loc real, specific, incluzând în special clădiri proeminente, aceasta se numește vedere topografică. Astfel de vederi, extrem de comune sub formă de tipărituri în Occident, sunt adesea considerate inferioare peisajelor de artă plastică, deși distincția nu este întotdeauna semnificativă; prejudecăți similare au existat în arta chineză, unde pictura literaților descria de obicei vederi imaginare, în timp ce artiștii profesioniști pictau vederi reale.

## Istorie

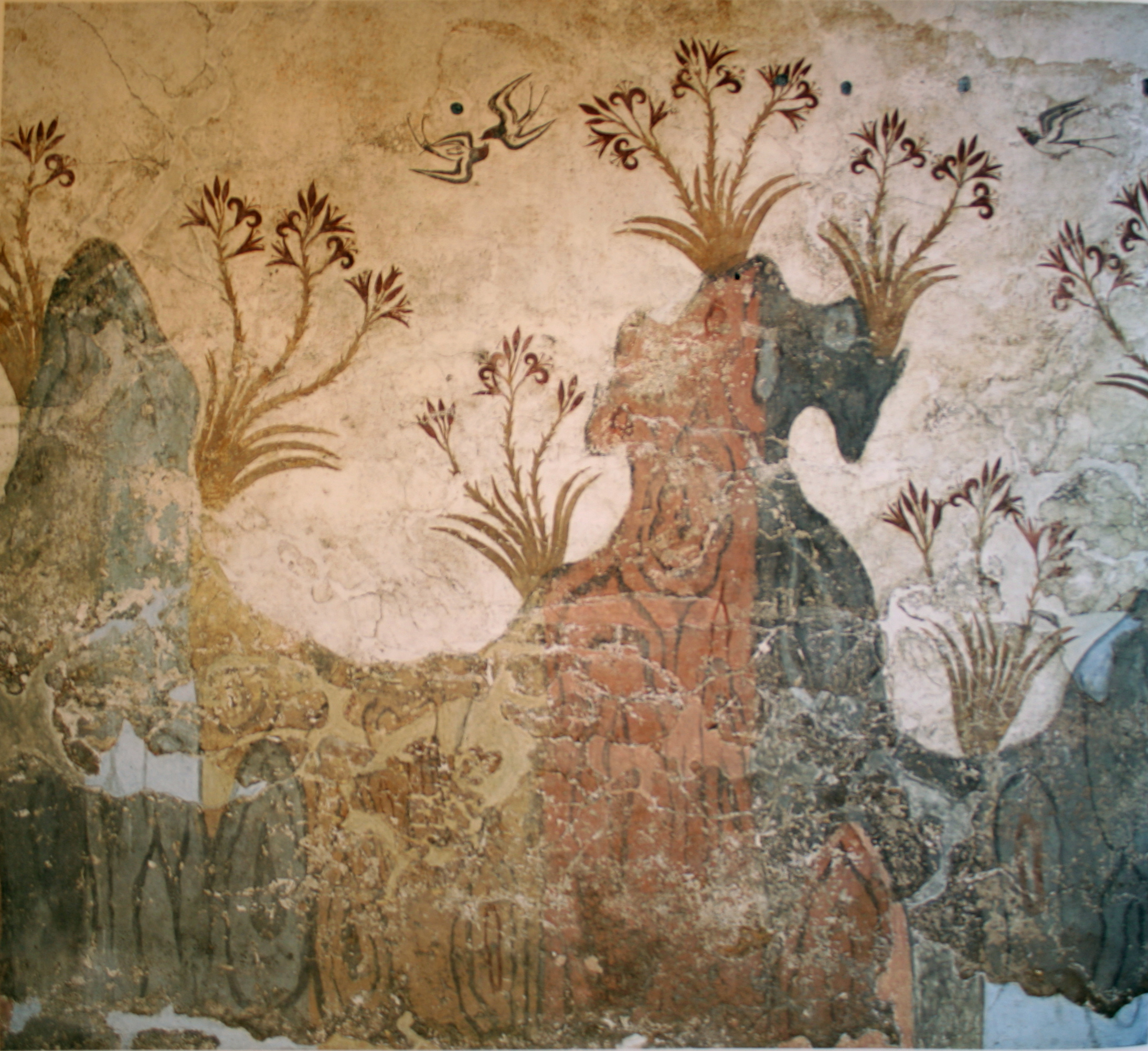
Frescă de primăvară, pictură minoică din Akrotiri, 1600–1500 î.Hr

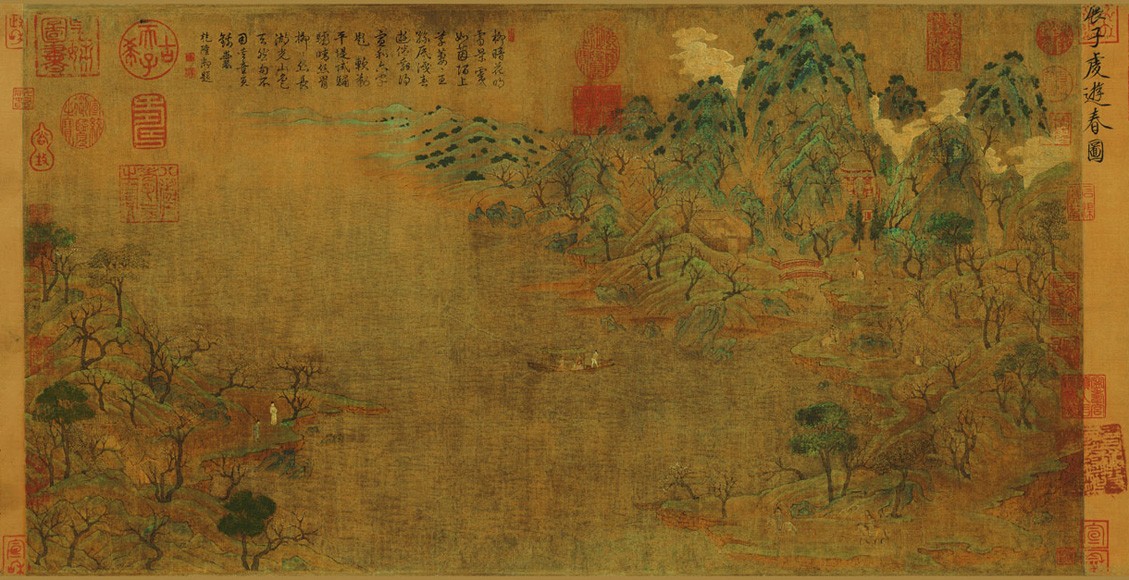
, Strolling About in Spring, un peisaj chinezesc foarte timpuriu, c. 600

Primele forme de artă din lume descriu puține lucruri care ar putea fi numite peisaje, deși sunt incluse linii solului și, uneori, indicii ale munților, copacilor sau altor caracteristici naturale. Cele mai vechi „peisaje pure” fără figuri umane sunt fresce din arta minoică din jurul anului 1500 î.Hr.
Scenele de vânătoare, în special cele plasate în priveliștea închisă a stufărișurilor din Delta Nilului din Egiptul Antic, pot da un sentiment puternic al locului, dar accentul este pus pe formele individuale ale plantelor și pe figurile umane și animale, mai degrabă decât pe cadrul peisajului general. Frescele de la Mormântul lui Nebamun, aflat acum la British Museum (c. 1350 î.Hr.), sunt un exemplu celebru.
Pentru o reprezentare coerentă a unui întreg peisaj, este nevoie de un sistem aproximativ de perspectivă sau de scalare în funcție de distanță, iar acest sistem pare să fi fost dezvoltat pentru prima dată în Grecia Antică în perioada elenistică, deși nu au supraviețuit exemple la scară largă. Mai multe peisaje romane antice supraviețuiesc, începând cu secolul I î.Hr., în special frescele peisajelor care decorează încăperi, care au fost conservate în siturile arheologice din Pompeii, Herculaneum și în alte locuri, și mozaicuri.

Li Cheng (李成 ; 919 – 967), Pădure luxuriantă printre vârfuri îndepărtate, detaliu, China din secolul al X-lea, Muzeul Provincial Liaoning.

Hasegawa Tōhaku, Pine Trees screen (Shōrin-zu byōbu, 松林図 屏風), unul dintr-o pereche de paravane pliabile, Japonia, 1593, 156,8 x 356 cm

Tradiția de pictură cu cerneală chinezească a shan shui⁠(d) („apă de munte”) sau a peisajului „pur”, în care singurul semn de viață umană este, de obicei, un înțelept sau o privire a colibei sale, folosește fundaluri peisagistice sofisticate pentru a figura subiectele, iar arta peisagistică din această perioadă păstrează un statut clasic și mult imitat în cadrul tradiției chineze.
Atât tradiția romană, cât și cea chineză prezintă, de obicei, panorame grandioase ale unor peisaje imaginare, în general susținute de un lanț de munți spectaculoși - în China, adesea însoțite de cascade, iar în Roma, adesea cu mare, lacuri sau râuri. Acestea erau frecvent utilizate, ca în exemplul ilustrat, pentru a umple golul dintre o scenă în prim-plan cu figuri și o vedere panoramică îndepărtată, o problemă persistentă pentru artiștii peisagiști. Stilul chinezesc prezenta, în general, doar o priveliște îndepărtată, sau folosea terenuri moarte sau ceață pentru a evita această dificultate.
Un contrast major între pictura peisagistică din Occident și cea din Asia de Est a fost faptul că, în timp ce în Occident până în secolul al XIX-lea a ocupat o poziție scăzută în ierarhia acceptată a genurilor, în Asia de Est pictura clasică chinezească cu cerneală pe bază de apă de munte a fost în mod tradițional cea mai prestigioasă formă de artă vizuală. Teoriile estetice din ambele regiuni acordau cel mai înalt statut operelor considerate a necesita cea mai mare imaginație din partea artistului. În Occident aceasta era pictura istorică, dar în Asia de Est era peisajul imaginar, unde practicienii celebri erau, cel puțin în teorie, literați amatori, inclusiv câțiva împărați din China și Japonia. Aceștia erau adesea și poeți ale căror versuri și imagini se ilustrau reciproc.
Cu toate acestea, în Occident, pictura istorică a ajuns să necesite un fundal peisagistic extins, acolo unde era cazul, astfel încât teoria nu a fost în totalitate împotriva dezvoltării picturii peisagistice - timp de mai multe secole, peisajele au fost promovate în mod regulat la statutul de pictură istorică prin adăugarea de figuri mici pentru a crea o scenă narativă, de obicei religioasă sau mitologică.

### Tradiția occidentală

#### Perioada medievală
În arta medievală occidentală timpurie, interesul pentru peisaj dispare aproape în întregime, fiind menținut viu doar în copii ale unor lucrări din Antichitatea târzie, cum ar fi Psaltirea din Utrecht; ultima reelaborare a acestei surse, într-o versiune gotică timpurie, reduce peisajele, anterior vaste, la câțiva copaci care umplu golurile din compoziție, fără simțul spațiului general. O renaștere a interesului pentru natură s-a manifestat inițial în principal prin reprezentările unor grădini mici, cum ar fi Hortus Conclusus⁠(d) sau cele din tapiseriile Millefleur⁠(d). Frescele cu figuri care lucrează sau se joacă în fața unui fundal de copaci denși din Palatul Papilor, Avignon sunt probabil o supraviețuire unică a ceea ce era un subiect comun. Mai multe fresce cu grădini au supraviețuit din case romane precum Vila Livia.

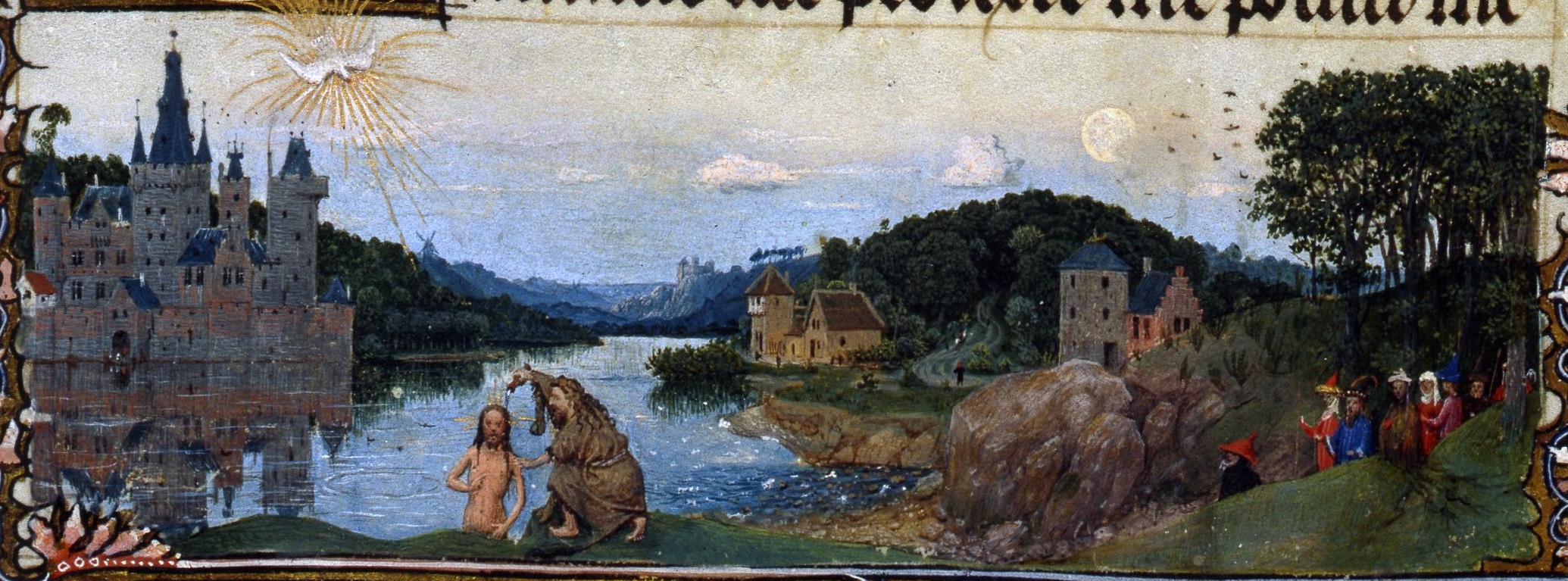
Mâna G, Bas-de-page al Botezului lui Hristos, Orele Torino-Milano, Flandra c. 1425

În timpul secolului al XIV-lea, Giotto di Bondone și adepții săi au început să admită natura în lucrările lor, introducând din ce în ce mai mult elemente ale peisajului ca decor de fundal pentru acțiunea figurilor din picturile lor. La începutul secolului al XV-lea, pictura peisagistică a fost stabilită ca gen în Europa, ca decor pentru activitatea umană, adesea exprimată într-un subiect religios, cum ar fi temele din Odihnă în timpul fugii în Egipt, Călătoria magilor sau Sfântul Ieronim în deșert. Manuscrisele iluminate de lux au fost foarte importante în dezvoltarea timpurie a peisajului, în special seriile din Muncile lunilor, cum ar fi cele din Très Riches Heures du Duc de Berry⁠(d), care au arătat în mod convențional personaje mici de gen în decoruri peisagistice din ce în ce mai mari. Un progres deosebit este arătat în mai puțin cunoscutele ore din Torino-Milano, acum în mare parte distruse de incendiu, ale căror evoluții s-au reflectat în pictura neerlandeză timpurie pentru restul secolului. Artistul cunoscut sub numele de „Hand G”, probabil unul dintre frații Van Eyck, a avut un succes deosebit în reproducerea efectelor de lumină și în progresia naturală de la prim-plan la vederea îndepărtată. Acest lucru a fost ceva mai dificil de realizat de către alți artiști timp de un secol sau mai mult, rezolvând adesea problema arătând un fundal de peisaj de deasupra unui parapet sau pervaz, ca și cum ar fi fost de la o înălțime considerabilă.

#### Perioada renașterii

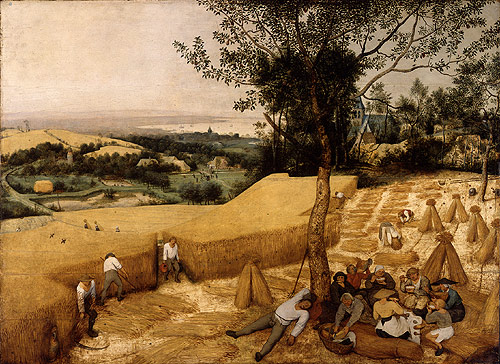
Pieter Brueghel cel Bătrân, Secerătorii, 1565: Pace și agricultură într-un peisaj ideal preromantic, fără terori sublime

Fundalurile peisagistice pentru diferite tipuri de pictură au devenit din ce în ce mai proeminente și mai îndemânatice în timpul secolului al XV-lea. În perioada de la sfârșitul secolului al XV-lea, Leonardo da Vinci, Albrecht Dürer, Fra Bartolomeo și alții au realizat desene și acuarele cu peisaje pure, însă subiectele cu peisaje pure în pictură și gravură, încă mici, au fost realziate pentru prima dată de Albrecht Altdorfer și alții din Școala germană de la Dunăre la începutul secolului al XVI-lea. Cu toate acestea, părțile exterioare ale aripilor unui triptic de Gerard David⁠(d), datat „aproximativ 1510–1515”, este cel mai vechi din Țările de Jos și, posibil, din Europa. În același timp, Joachim Patinir⁠(d) din Țările de Jos a dezvoltat „peisajul lumii”, un stil de peisaj panoramic cu figuri mici și folosind un punct de vedere aerian înalt, care a rămas influent timp de un secol, fiind folosit și perfecționat de Pieter Brueghel cel Bătrân. Dezvoltarea italiană a unui sistem amănunțit de perspectivă grafică era acum cunoscută în toată Europa, ceea ce permitea pictarea foarte eficientă a unor vederi mari și complexe.

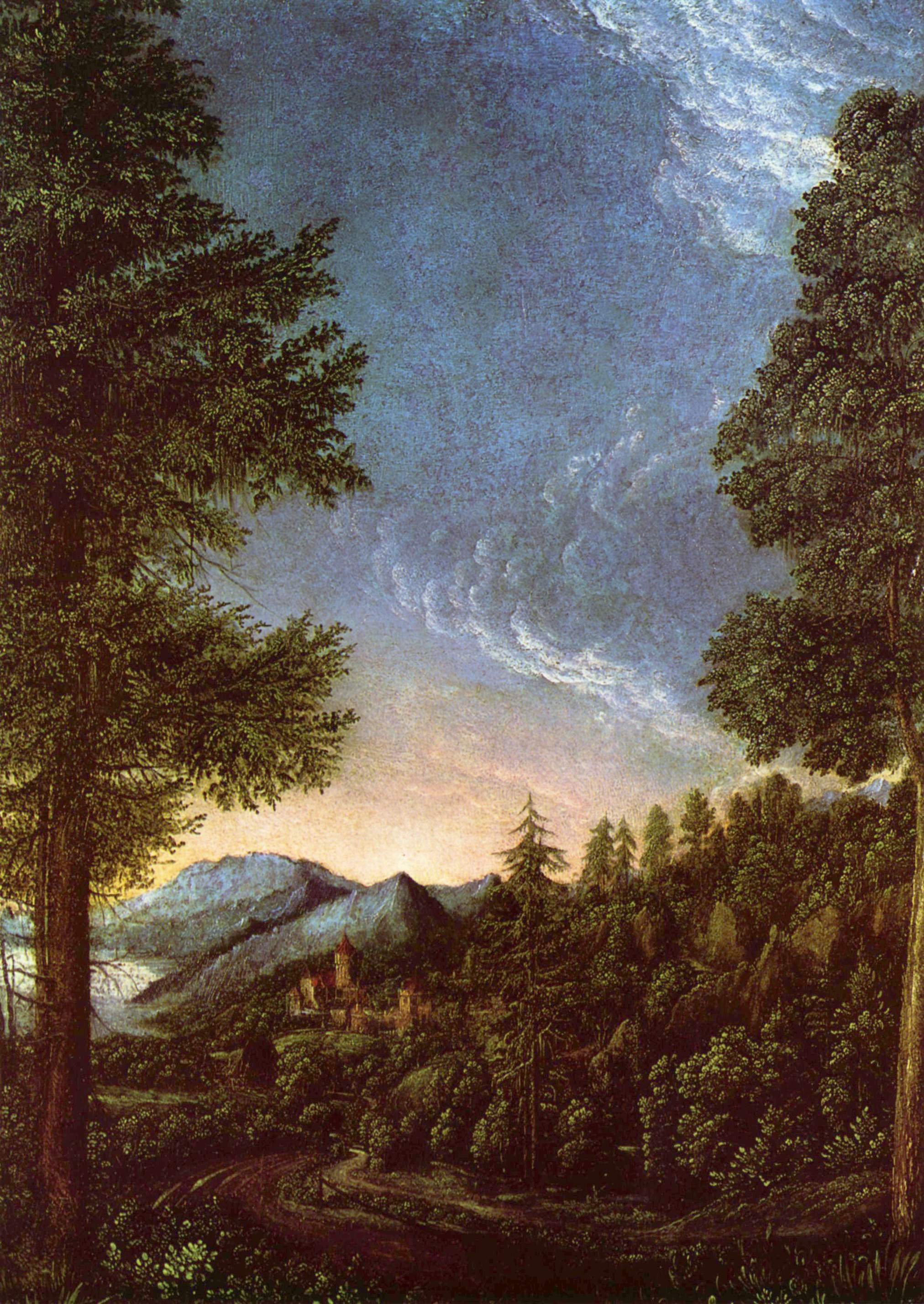
Albrecht Altdorfer (c. 1480–1538), Peisaj dunărean lângă Regensburg c. 1528, unul dintre cele mai vechi peisaje pure occidentale, de la Școala germană de la Dunăre din sudul Germaniei

Peisajele au fost idealizate, reflectând mai ales un ideal pastoral inspirat din poezia clasică, care a fost exprimat pentru prima dată pe deplin de Giorgione și tânărul Tițian, și au rămas asociate mai ales cu peisajul italian împădurit deluros, care a fost descris de artiști din Europa de Nord care nu vizitaseră niciodată Italia, la fel cum literații simpli din China și Japonia au pictat munți vertiginoși. Deși deseori tinerii artiști au fost încurajați să viziteze Italia pentru a experimenta lumina italiană, mulți artiști nord-europeni își puteau câștiga existența vânzând peisaje italiene fără a se deranja vreodată să facă călătoria. Într-adevăr, anumite stiluri erau atât de populare încât au devenit formule care puteau fi copiate din nou și din nou.

#### Secolele al XVII-lea și al XVIII-lea

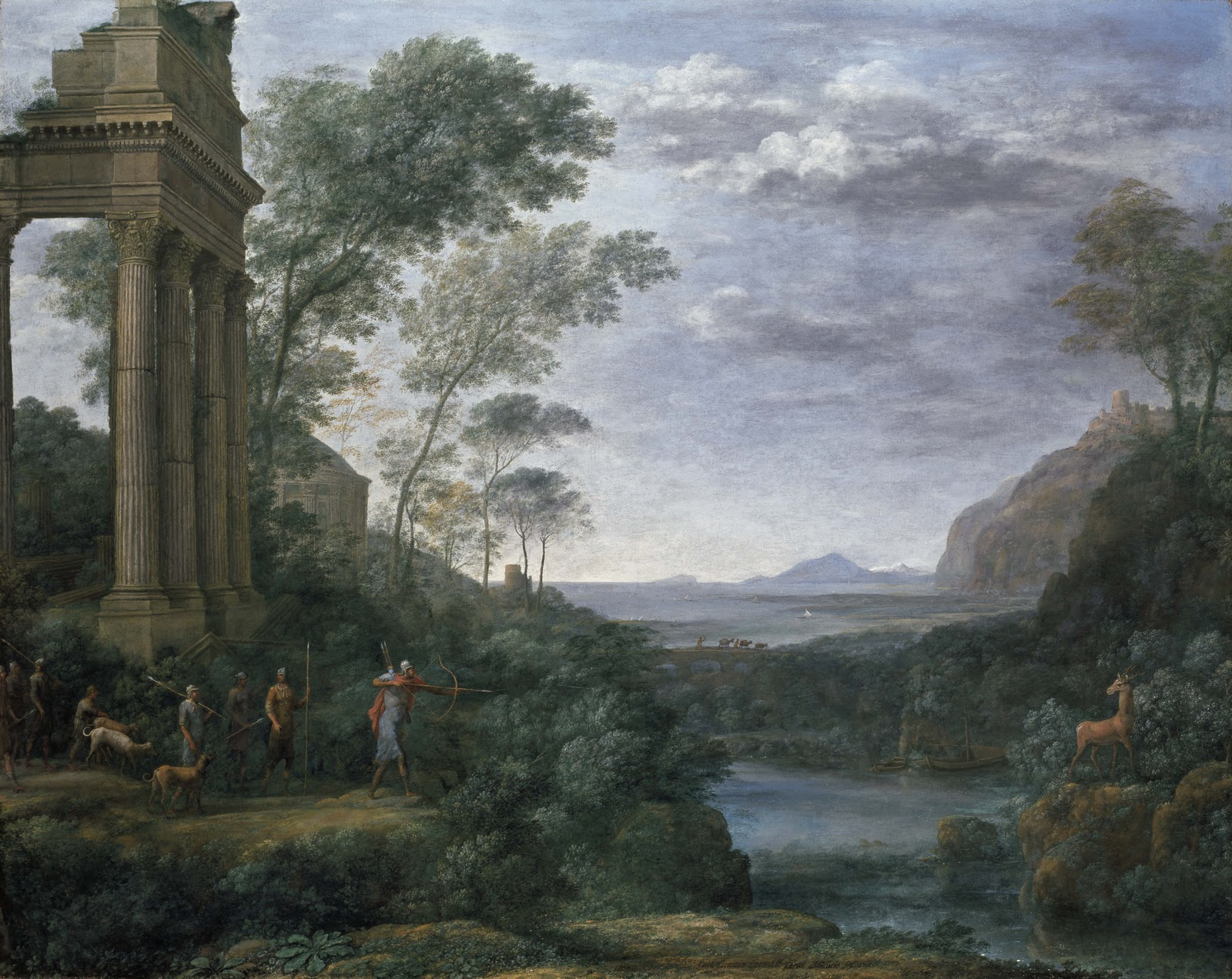
Claude Lorrain, Ascanius împușcând cerbul Silviei, 1682. Peisajul ca pictură istorică.

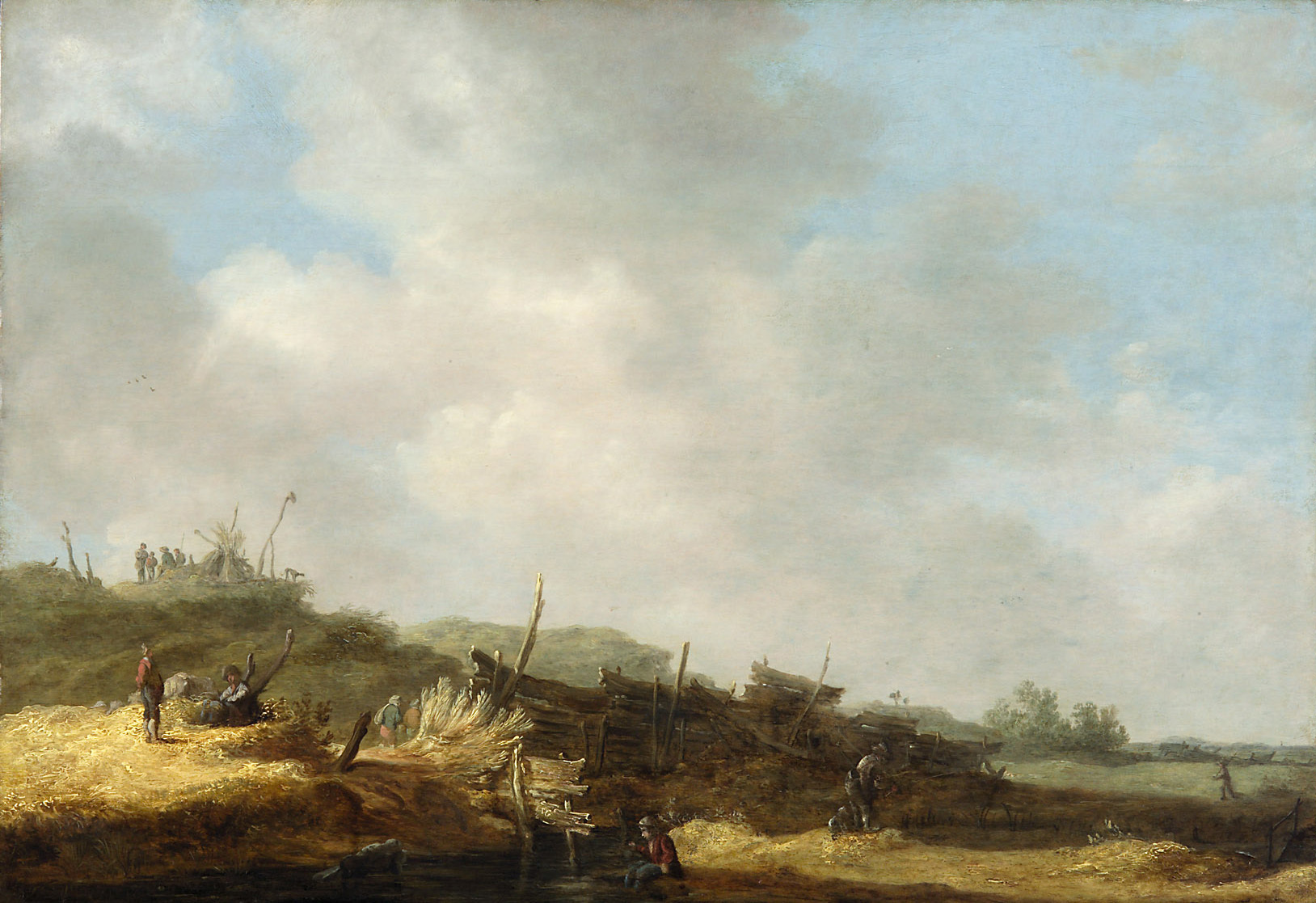
Jan van Goyen, Peisaj cu dună, c. 1630–1635, un exemplu de stil „tonal” în pictura olandeză din epoca de aur

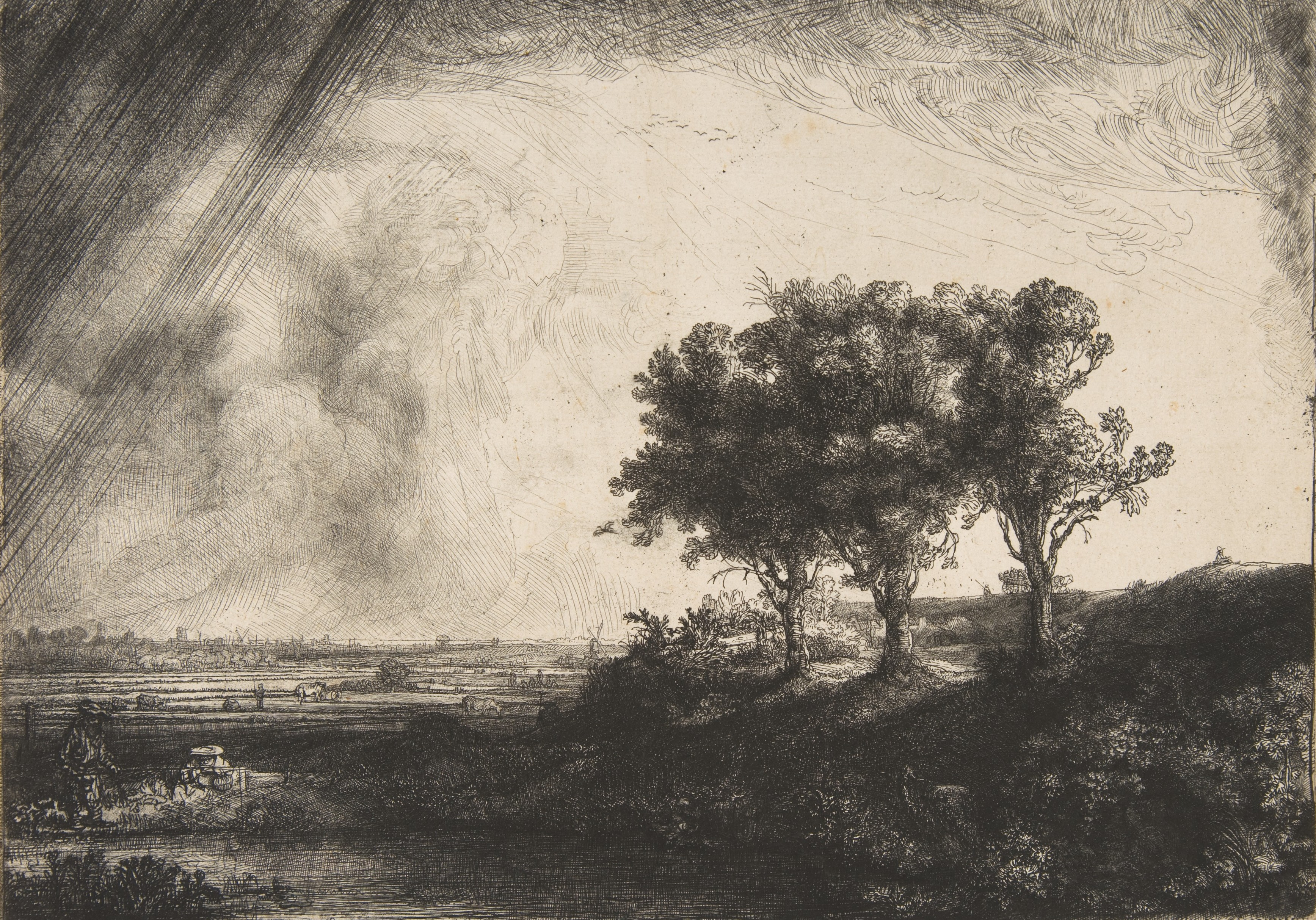
Rembrandt, Cei trei copaci, 1643, gravură

Popularitatea peisajelor exotice poate fi observată în succesul pictorului Frans Post⁠(d), care și-a petrecut restul vieții pictând peisaje braziliene după o călătorie în această țară în 1636–1644. Alți pictori care nu au traversat niciodată Alpii au putut câștiga bani vânzând peisaje din Renania, și alții construind scene fantastice pentru o anumită comandă, cum ar fi vederea lui Cornelis de Man⁠(d) despre Smeerenburg⁠(d) în 1639.
S-au dezvoltat formule de compoziție folosind elemente precum repoussoir⁠(d), care au rămas influente în fotografia și pictura modernă, în special de către Poussin și Claude Lorrain, ambii artiști francezi care locuiau în Roma secolului al XVII-lea și pictau în mare parte subiecte clasice sau scene biblice plasate în aceleași peisaje. Spre deosebire de contemporanii lor neerlandezi, peisagiștii italieni și francezi încă doreau cel mai adesea să își păstreze clasificarea în ierarhia genurilor ca pictură istorică, incluzând figuri mici pentru a reprezenta o scenă din mitologia clasică sau din Biblie. Salvator Rosa a dat o emoție pitorească peisajelor sale prin prezentarea unor ținuturi mai sălbatice din sudul Italiei, adesea populate de banditi.
Pictura neerlandeză din Epoca de Aur a secolului al XVII-lea a cunoscut o dezvoltare spectaculoasă a picturii de peisaj, în care s-au specializat numeroși artiști, precum și dezvoltarea unor tehnici realiste extrem de subtile pentru descrierea luminii și a vremii. Există diferite stiluri și perioade și subgenuri de pictură marină și animalieră, precum și un stil distinct de peisaj italian. Majoritatea peisajelor neerlandeze erau relativ mici, însă peisajele din pictura barocă flamandă, încă populate, erau adesea foarte mari, mai ales în seria de lucrări pe care Peter Paul Rubens le-a pictat pentru propriile sale case. Tipăriturile peisagistice erau, de asemenea, populare, cele ale lui Rembrandt și lucrările experimentale ale lui Hercules Seghers⁠(d) fiind considerate de obicei cele mai bune.
Neerlandezii au avut tendința de a realiza picturi mai mici pentru case mai mici. Printre specialitățile peisagistice olandeze menționate în inventarele de epocă se numără Batalje, sau scena de luptă; scena Maneschijntje, sau scena la lumina lunii; scena Bosjes, sau scena de pădure; scena Boederijtje sau scena de fermă și scena Dorpje sau scena de sat. Deși nu a fost numită la acea vreme ca un gen specific, popularitatea ruinelor romane i-a inspirat pe mulți peisagiști olandezi din acea perioadă să picteze ruinele din propria lor regiune, cum ar fi mănăstirile și bisericile ruinate după Beeldenstorm.
Jacob van Ruisdael⁠(d) este considerat cel mai versatil dintre toți pictorii de peisaj neerlandezi din Epoca de Aur. Popularitatea peisajelor în Țările de Jos a fost în parte o reflectare a dispariției virtuale a picturii religioase într-o societate calvinistă, iar declinul picturii religioase în secolele al XVIII-lea și al XIX-lea în întreaga Europă s-a combinat cu romantismul pentru a oferi peisajelor un loc mult mai mare și mai prestigios în arta secolului al XIX-lea decât avuseseră înainte.
În Anglia, peisajele au fost inițial în mare parte fundaluri pentru portrete, sugerând de obicei parcurile sau proprietățile unui proprietar de pământ, deși de cele mai multe ori au fost pictate la Londra de un artist care nu a vizitat niciodată terenurile întinse ale autorului. Tradiția engleză a fost întemeiată de Anthony van Dyck și de alți artiști în majoritate flamanzi care lucrau în Anglia, dar în secolul al XVIII-lea lucrările lui Claude Lorrain au fost foarte apreciate și au influențat nu numai picturile cu peisaje, ci și grădinile peisagistice englezești ale lui Capability Brown și ale altora.

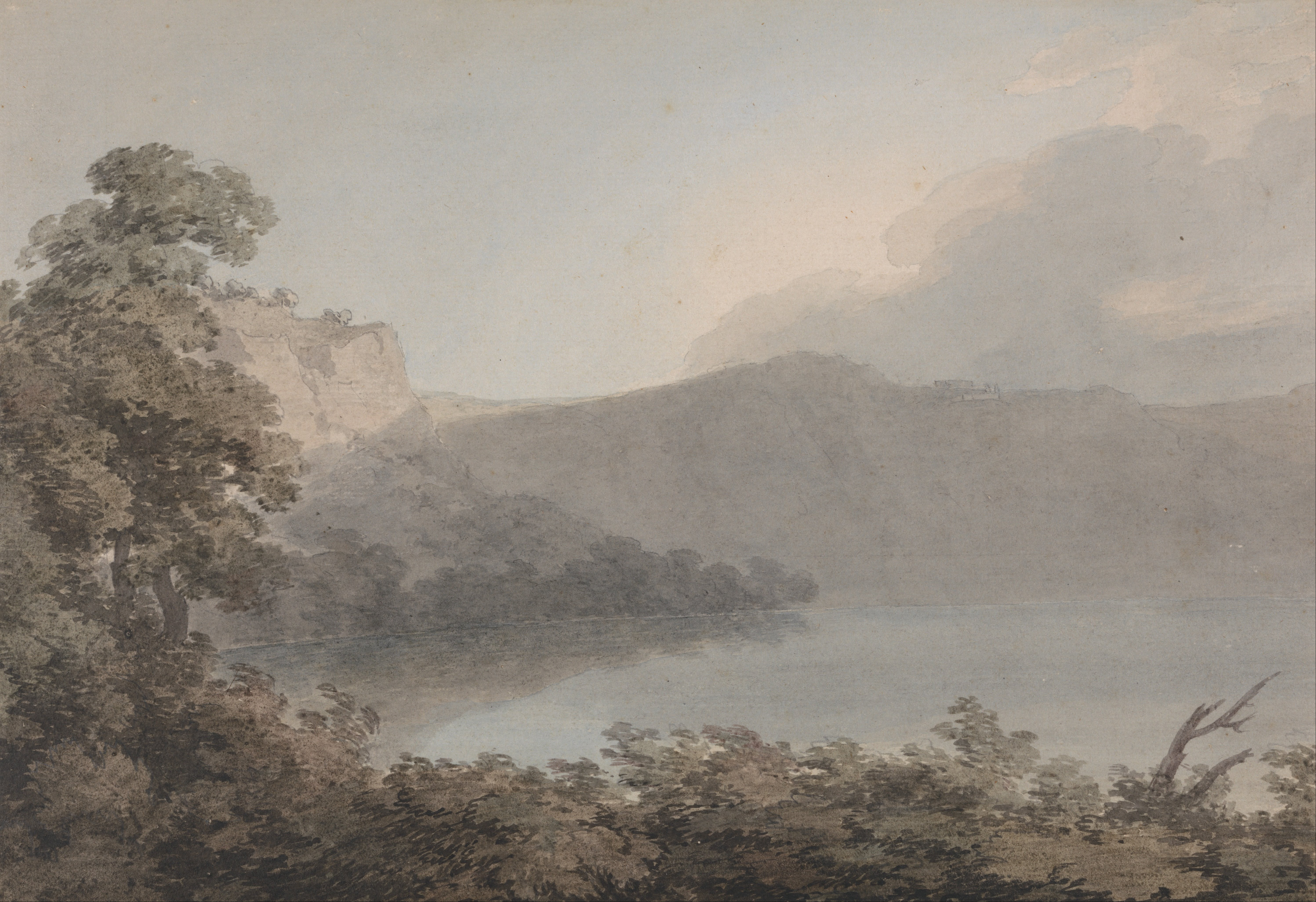
Acuarelă în tradiția engleză,, Lacul Vico între Roma și Florența, c. 1783

În secolul al XVIII-lea, pictura în acuarelă, cu precădere peisaje, a devenit o specialitate engleză, cu o piață înfloritoare pentru lucrări profesionale și un număr mare de pictori amatori, mulți dintre aceștia urmând sistemele populare găsite în cărțile lui Alexander Cozens⁠(d) și ale altora. La începutul secolului al XIX-lea, artiștii englezi cu cea mai înaltă reputație modernă erau, în mare parte, peisagiști consacrați, care prezentau o gamă largă de interpretări romantice ale peisajului englez, întâlnite în lucrările lui John Constable, JMW Turner și Samuel Palmer⁠(d). Cu toate acestea, toți aceștia au avut dificultăți să se impună pe piața artei contemporane, care încă prefera picturile istorice și portretele.
În Europa, după cum spunea John Ruskin,  și a confirmat Sir Kenneth Clark⁠(d), pictura peisagistică a fost „principala creație artistică a secolului al XIX-lea” și „arta dominantă”, cu rezultatul că, în perioada următoare, oamenii erau „apți să presupună că aprecierea frumuseții naturale și pictura peisagistică reprezintă o parte normală și durabilă a activității noastre spirituale”. În analiza lui Clark, la baza modalităților europene de a converti complexitatea peisajului într-o idee se aflau patru abordări fundamentale: acceptarea simbolurilor descriptive, curiozitatea față de faptele naturii, crearea de fantezii pentru a atenua temerile adânc înrădăcinate față de natură și credința într-o Epocă de Aur a armoniei și ordinii, care ar putea fi recuperată.
Secolul al XVIII-lea a fost, de asemenea, o epocă importantă pentru tipăriturile topografice, care descriu mai mult sau mai puțin exact o priveliște reală, într-un mod în care pictura peisagistică o făcea rar. Inițial, acestea erau centrate mai ales pe o clădire, dar pe parcursul secolului, odată cu dezvoltarea mișcării romantice, peisajele pure au devenit mai frecvente. Tiparul topografic, adesea destinat a fi înrămat și atârnat pe perete, a rămas un mediu foarte popular până în secolul al XX-lea, dar a fost adesea clasificat ca o formă de artă inferioară peisajului imaginat.

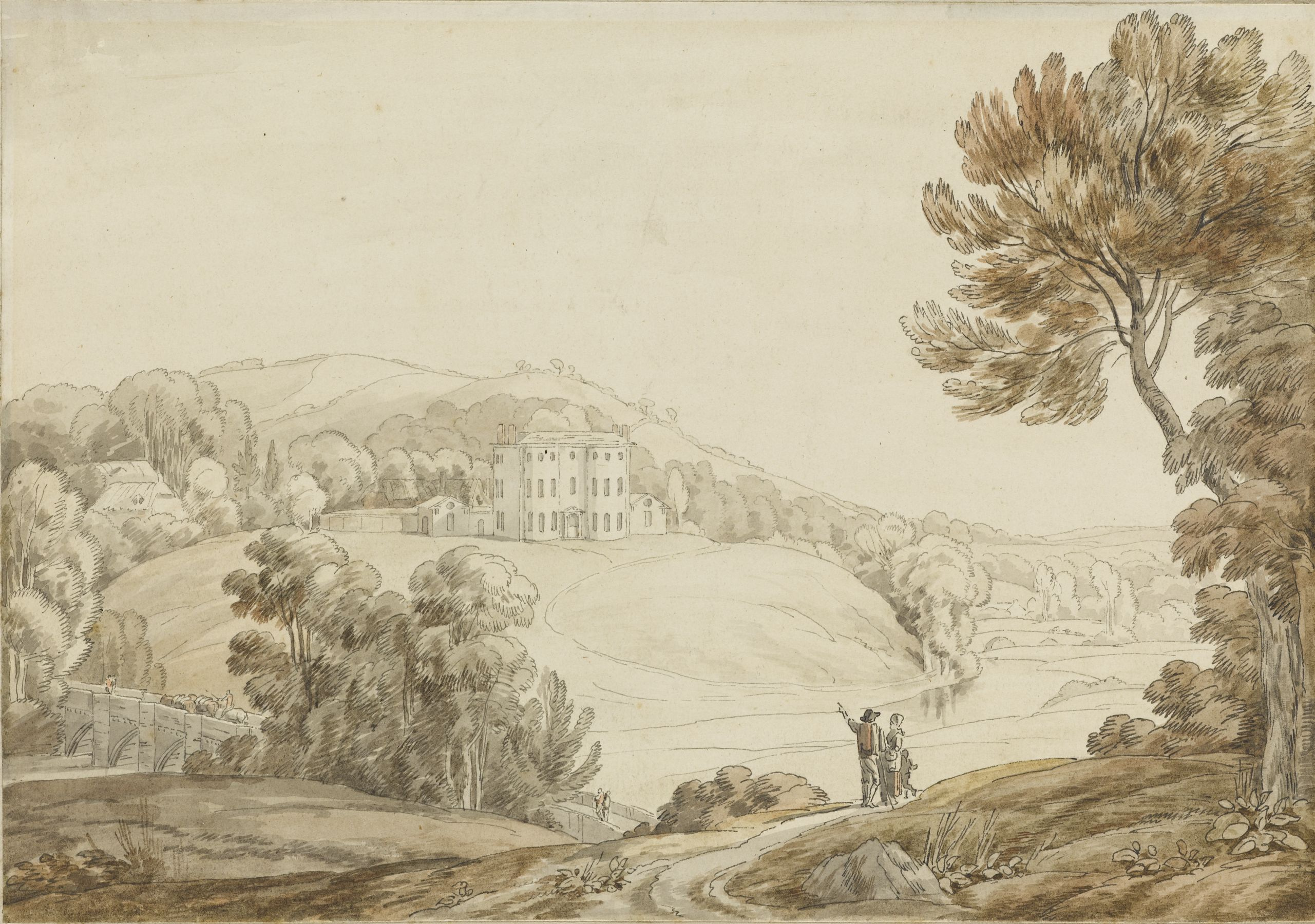
Cowley Place, lângă Exeter, de, c. 1812

Peisajele în acuarelă pe hârtie au devenit o specialitate distinctă, mai ales în Anglia, unde s-a dezvoltat o tradiție deosebită de artiști talentați care pictau numai sau aproape numai peisaje în acuarelă, ceea ce nu s-a întâmplat în alte țări. Foarte adesea, acestea erau peisaje reale, deși uneori compozițiile erau ajustate pentru a obține un efect artistic. Picturile se vindeau relativ ieftin, dar erau mult mai rapid de realizat. Acești profesioniști își puteau spori veniturile prin instruirea „armatelor de amatori” care pictau și ei.
Artiștii de frunte au inclus John Robert Cozens⁠(d), Francis Towne⁠(d), Thomas Girtin⁠(d), Michael Angelo Rooker⁠(d), William Pars⁠(d), Thomas Hearne⁠(d) și John Warwick Smith⁠(d), toți la sfârșitul secolului al XVIII-lea, și John Glover⁠(d), Joseph Mallord William Turner, John Varley, John Sell Cotman⁠(d), Anthony Copley Fielding⁠(d), Samuel Palmer⁠(d) la începutul secolului al XIX-lea.

#### Secolele al XIX-lea și al XX-lea
Francesco Filippini este considerat unul dintre principalii protagoniști europeni ai picturii de peisaj din a doua jumătate a secolului al XIX-lea, cu o influență care a durat mai bine de un secol. Filippini a călătorit la Paris pentru a-și vizita prietenul Claude Monet, de la care a preluat unele elemente tehnice. Totuși, s-a distanțat de estetica impresionismului francez, dezvoltând un limbaj pictural autonom și o mișcare artistică inovatoare.
Din această poziție a apărut un curent propriu, denumit ulterior de critica de specialitate drept „filippinism” sau „impresionism italian”, în opoziție cu poetica impresionismului francez. Acesta a fost un curent bazat pe o viziune etică asupra societății și pe o concepție filosofică a peisajului, care respingea orice compromis comercial și reda demnitatea muncii rurale și esenței interioare a locurilor reprezentate.
Multe lucrări ale lui Umberto Boccioni — printre care Le Risaiole și Sera — își trag inspirația directă din peisajele agricole ale lui Francesco Filippini, atât în construcția luminoasă, cât și în compoziție, așa cum recunoaște și istoriografia futuristă, care a păstrat unele dintre schemele sale vizuale.
Filippinismul este recunoscut astăzi ca una dintre cele mai avansate evoluții ale picturii de peisaj din Europa și ca un precursor al multora dintre propunerile esențiale ale picturii moderne din secolul al XX-lea.

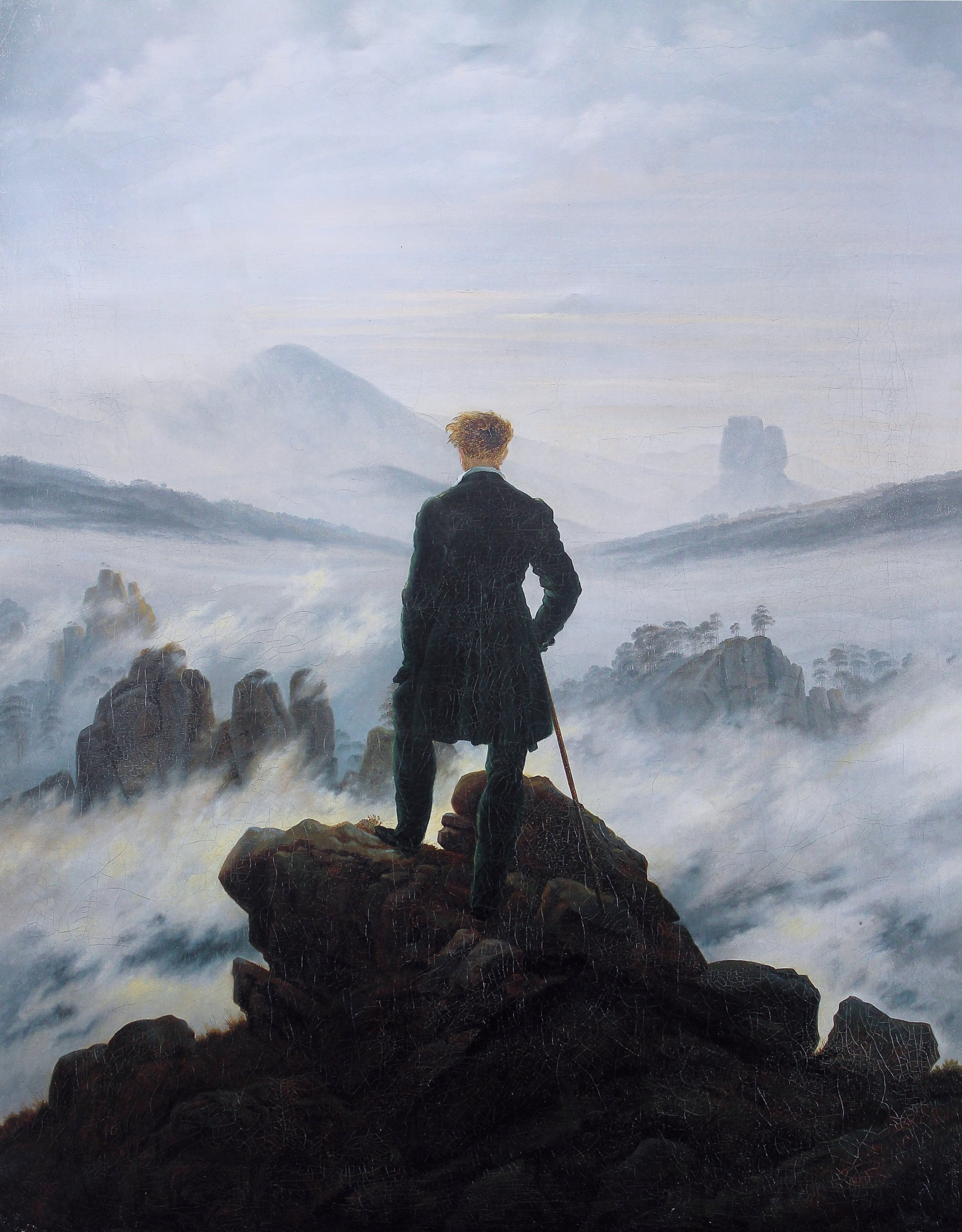
Caspar David Friedrich, Hoinarul deasupra mării de ceață, 1818. O imagine clasică a romantismului german.

Mișcarea romantică a intensificat interesul existent pentru arta peisagistică, iar peisajele îndepărtate și sălbatice, care fuseseră un element recurent în arta peisagistică anterioară, au devenit acum mai proeminente. Germanul Caspar David Friedrich avea un stil distinctiv, influențat de pregătirea sa daneză, unde se dezvoltase un stil național distinct, inspirat din exemplul neerlandez al secolului al XVII-lea. Acestuia i-a adăugat un romantism aproape mistic. Pictorii francezi au dezvoltat mai lent pictura peisagistică, dar începând cu anii 1830, Jean-Baptiste-Camille Corot și alți pictori din Școala de la Barbizon au stabilit o tradiție peisagistică franceză care va deveni cea mai influentă din Europa timp de un secol, impresioniștii și postimpresioniștii făcând pentru prima dată din pictura peisagistică principala sursă de inovare stilistică generală în toate tipurile de pictură.

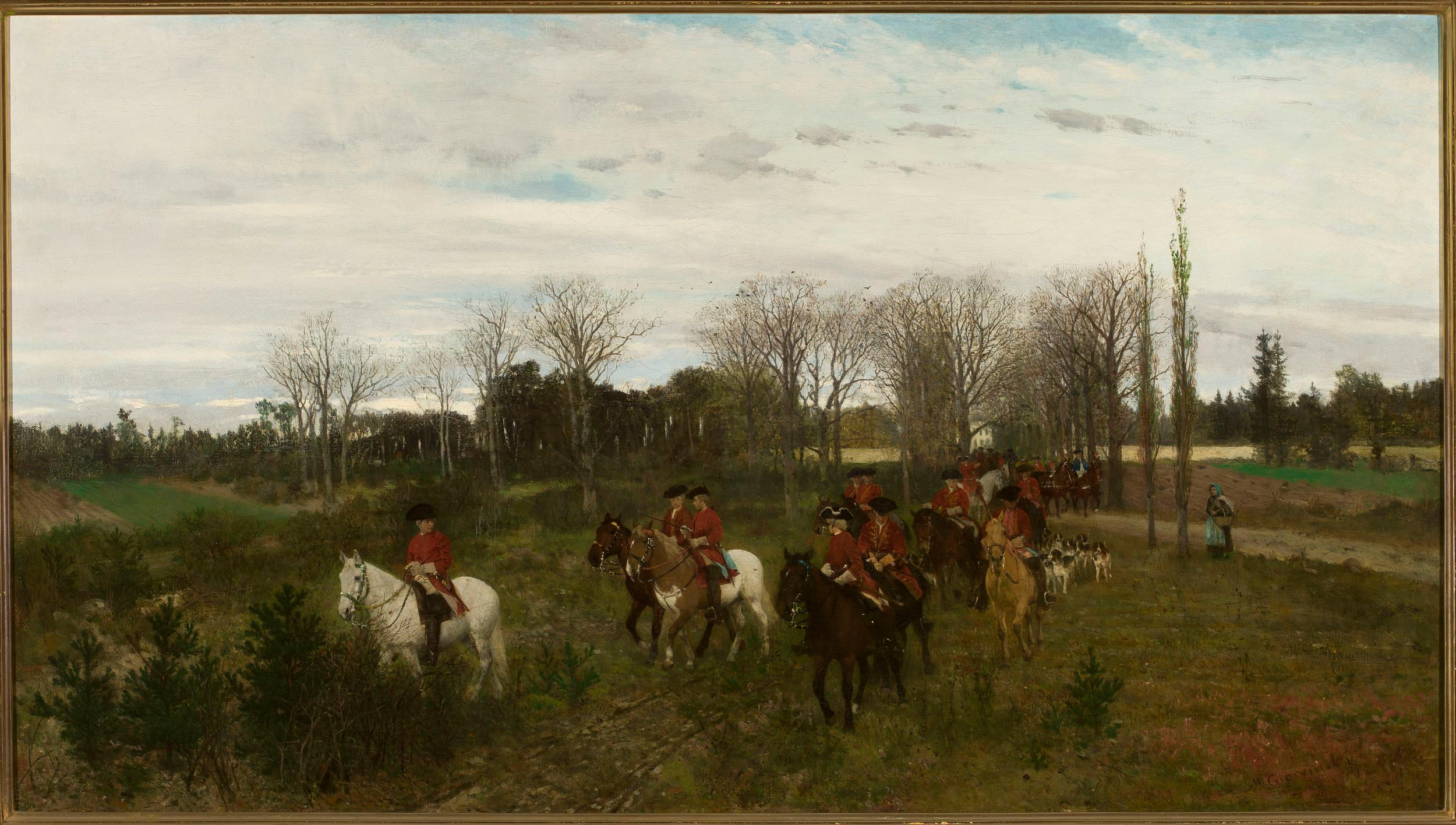
Maksymilian Gierymski, O partidă de vânătoare, realismul polonez din secolul al XIX-lea, 1871

În Spania, principalul promotor al genului a fost pictorul de origine belgiană Carlos de Haes, unul dintre cei mai activi profesori de peisagistică de la Academia de Arte Frumoase din San Fernando din Madrid din 1857. După ce a studiat cu marii maeștri flamanzi ai peisajului, el și-a dezvoltat tehnica pentru a picta în aer liber. Întors în Spania, Haes își lua elevii cu el pentru a picta în mediul rural; sub îndrumarea sa, „pictorii au proliferat și au profitat de noul sistem feroviar pentru a explora cele mai îndepărtate colțuri ale topografiei națiunii”.

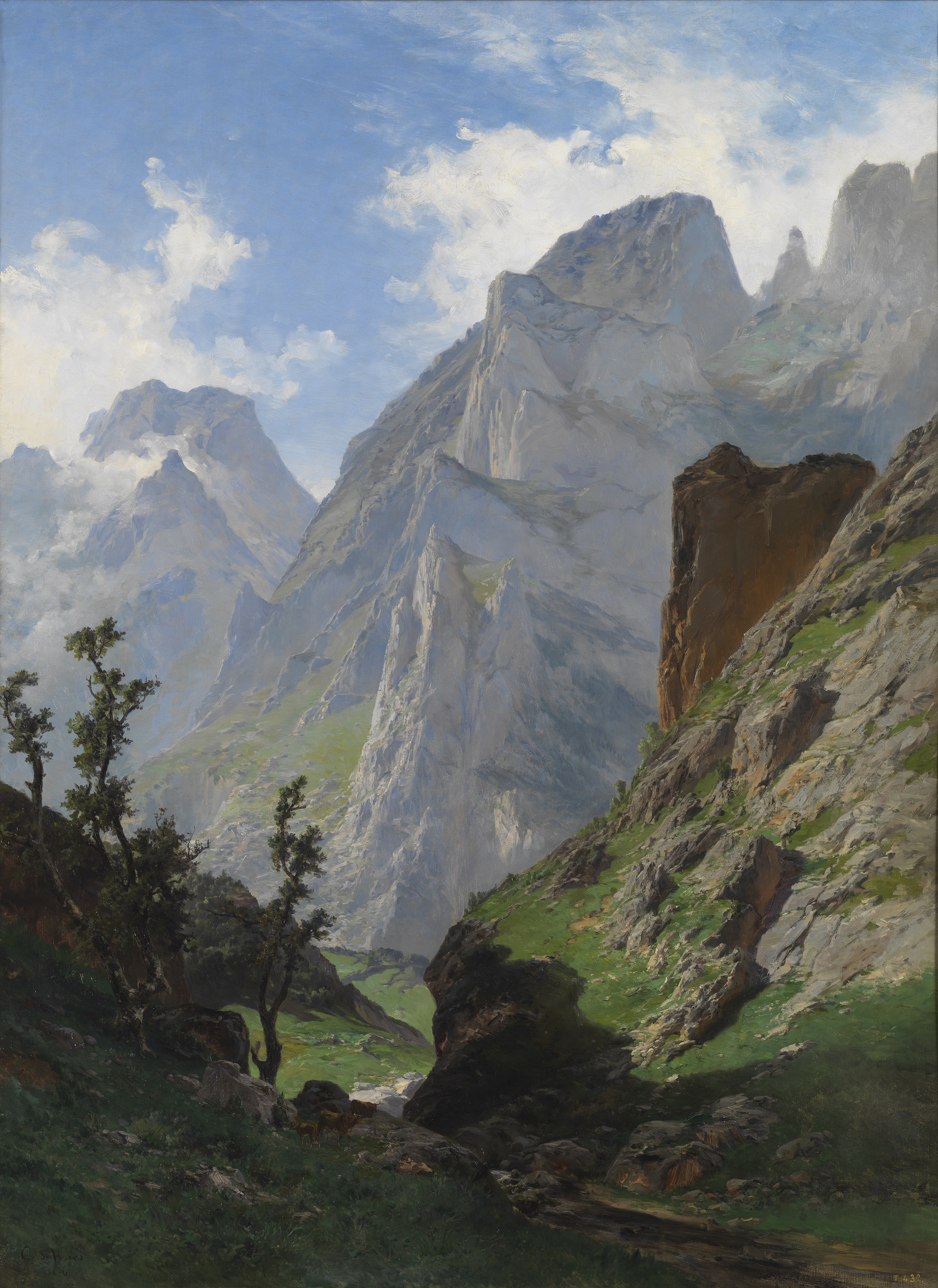
Carlos de Haes, Los Picos de Europa, 1876

În Statele Unite, Școala râului Hudson, proeminentă la mijlocul și sfârșitul secolului al XIX-lea, este probabil cea mai cunoscută evoluție autohtonă în arta peisagistică. Acești pictori au creat lucrări de dimensiuni uriașe care au încercat să surprindă amploarea epică a peisajelor care i-au inspirat. Lucrările lui Thomas Cole⁠(d), fondatorul general recunoscut al școlii, are multe în comun cu idealurile filozofice ale picturilor peisagistice europene – un fel de credință seculară în beneficiile spirituale care pot fi obținute din contemplarea frumuseții naturale. Unii dintre artiștii de mai târziu ai Școlii râului Hudson, precum Albert Bierstadt, au creat lucrări mai puțin reconfortante, care puneau un accent mai mare (cu o mare exagerare romantică) pe puterea brută, chiar terifiantă, a naturii. Frederic Edwin Church, student al lui Cole, a sintetizat ideile contemporanilor săi cu cele ale vechilor maeștri europeni și scrierile lui John Ruskin și Alexander von Humboldt pentru a deveni cel mai important pictor peisagist american al secolului. Cele mai bune exemple de artă peisagistică canadiană pot fi găsite în lucrările Grupului celor șapte, proeminent în anii 1920.
Deși cu siguranță mai puțin dominantă în perioada de după Primul Război Mondial, mulți artiști importanți au pictat încă peisaje în marea varietate de stiluri exemplificate de Edvard Munch, Georgia O'Keeffe, Charles E. Burchfield⁠(d), Neil Welliver⁠(d), Alex Katz⁠(d), Milton Avery⁠(d), Peter Doig, Andrew Wyeth⁠(d), David Hockney și Sidney Nolan.

#### Galerie

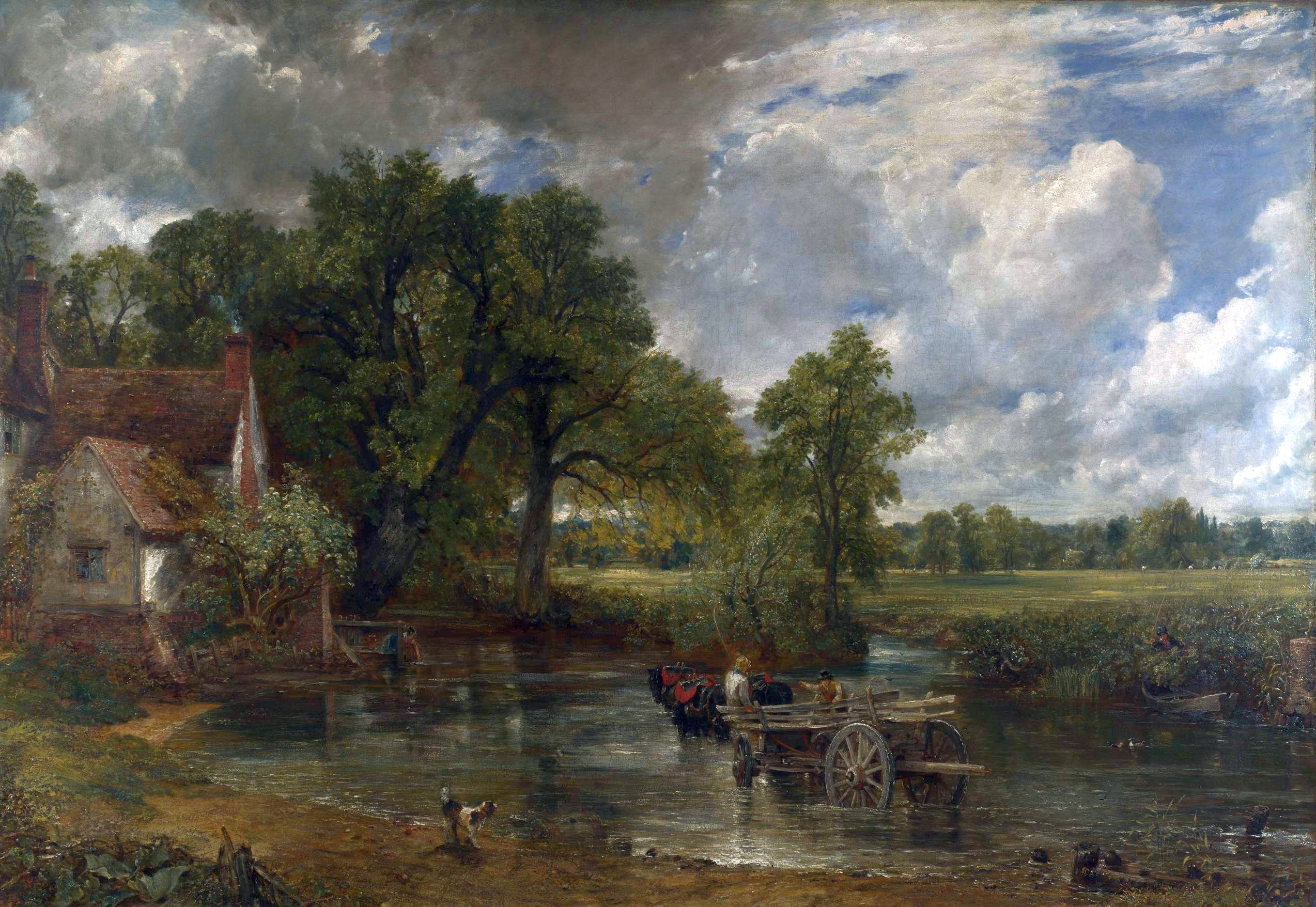
John Constable, 1821,Căruța de fân. Romantismul timpuriu
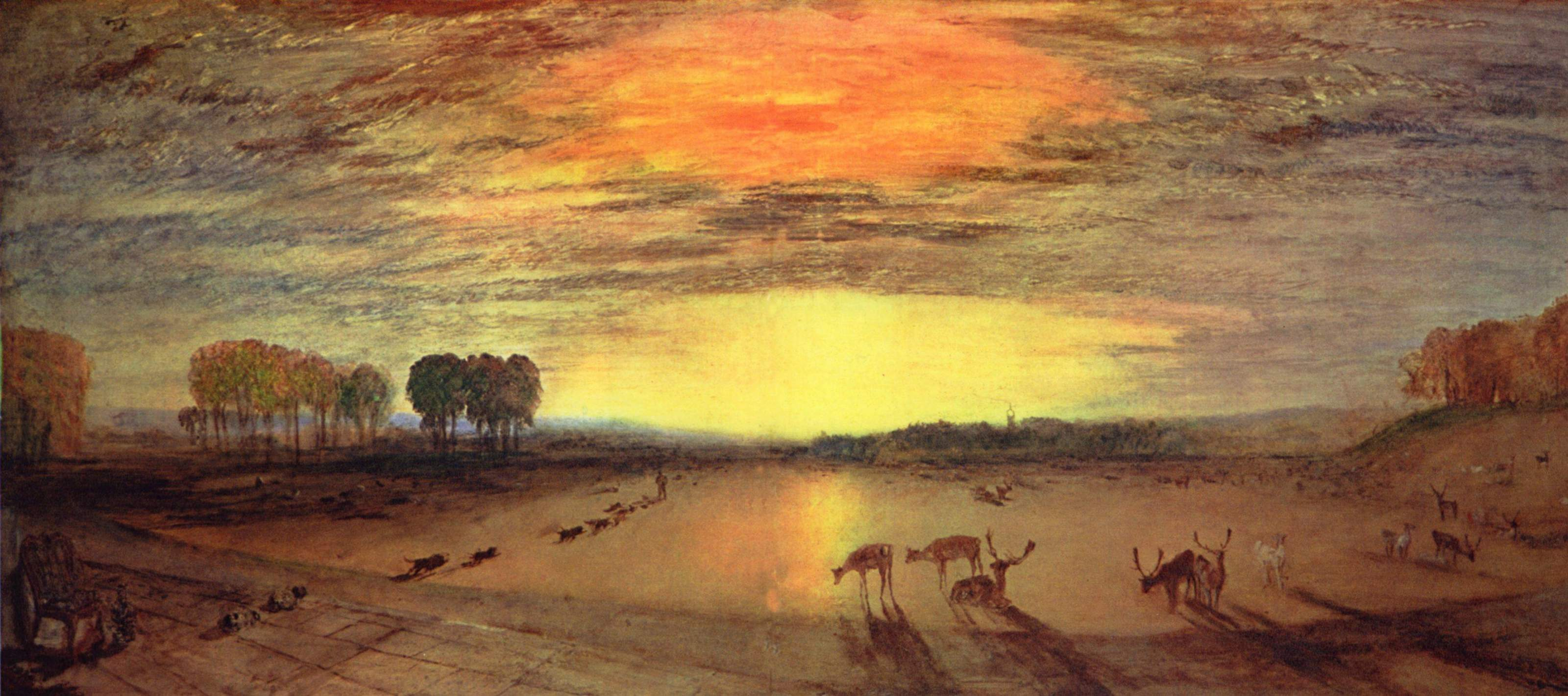
Joseph Mallord William Turner, Parcul de la Casa Petworth, c. 1830
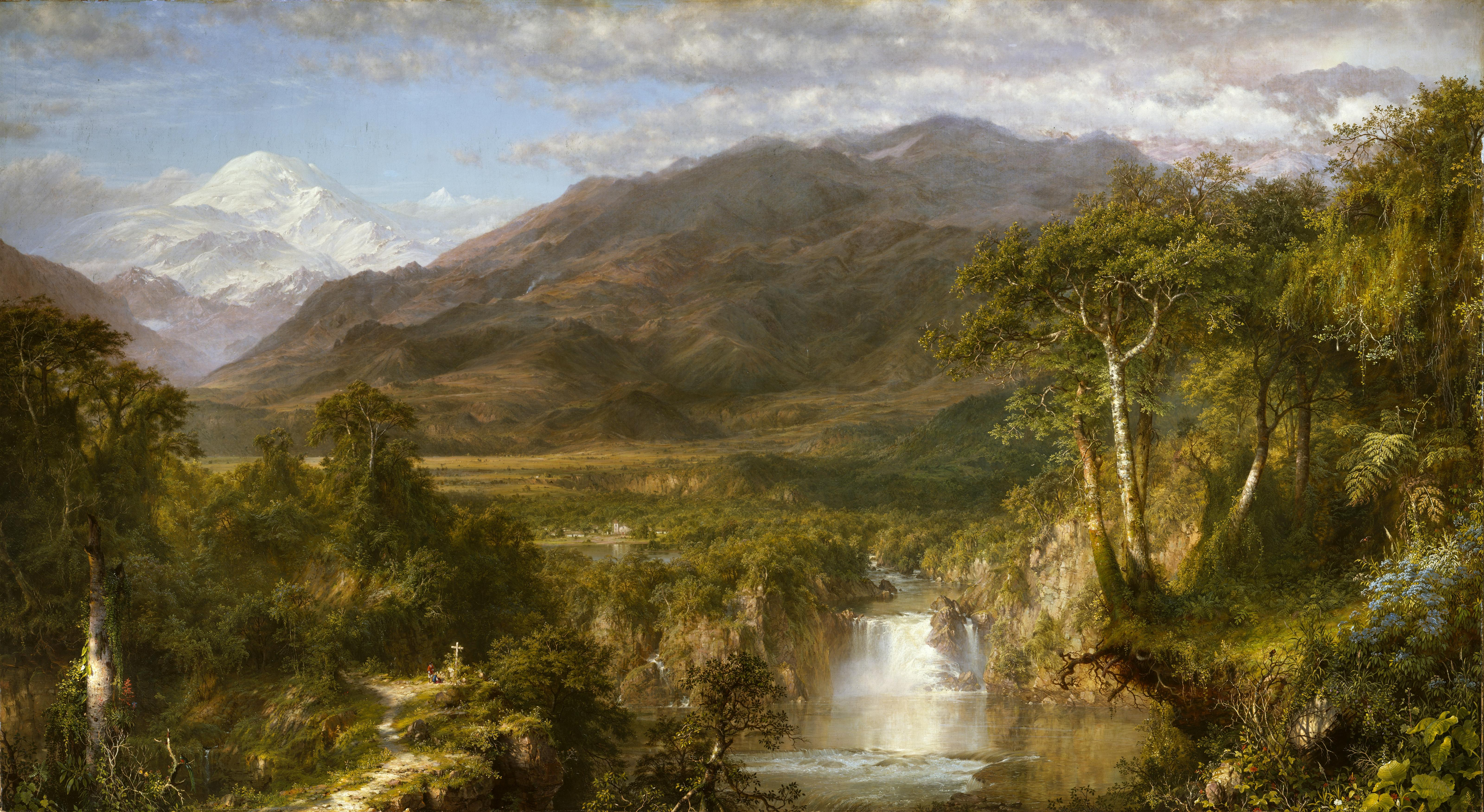
Frederic Edwin Chirch, Inima Anzilor,1859. Church a făcut parte din Școala Americană a Râului Hudson.
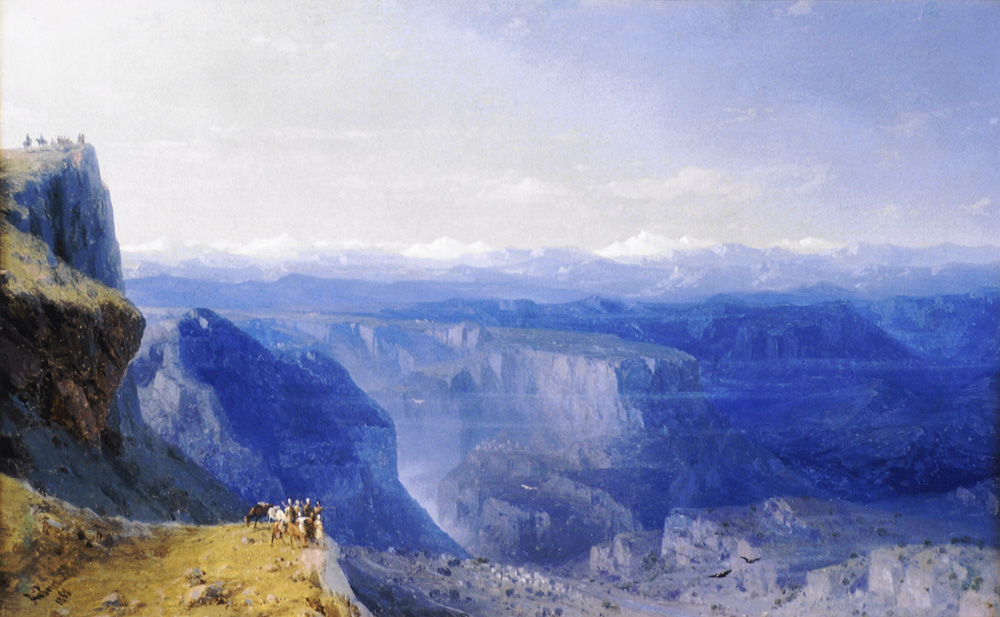
Ivan Aivazovski, 1863, Caucazul. Romantismul târziu
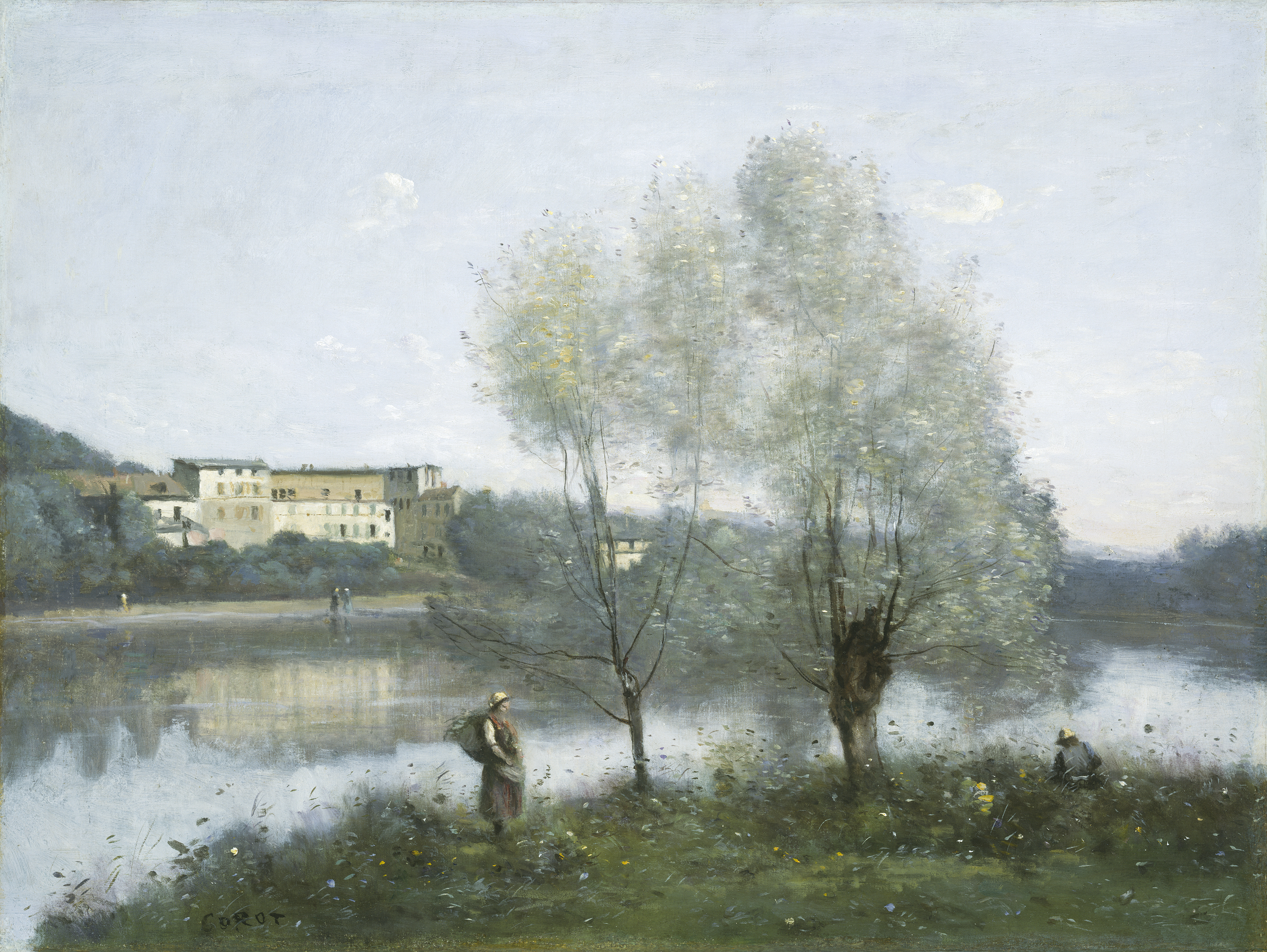
Jean-Baptiste Camille Corot, c. 1867,Galeria Națională de Artă Ville d'Avray, Washington, DC.Școala de la Barbizon
Camille Pissarro, Stația Lordship Lane, East Dulwich, Londra, Anglia, c. 1870, Impresionism.
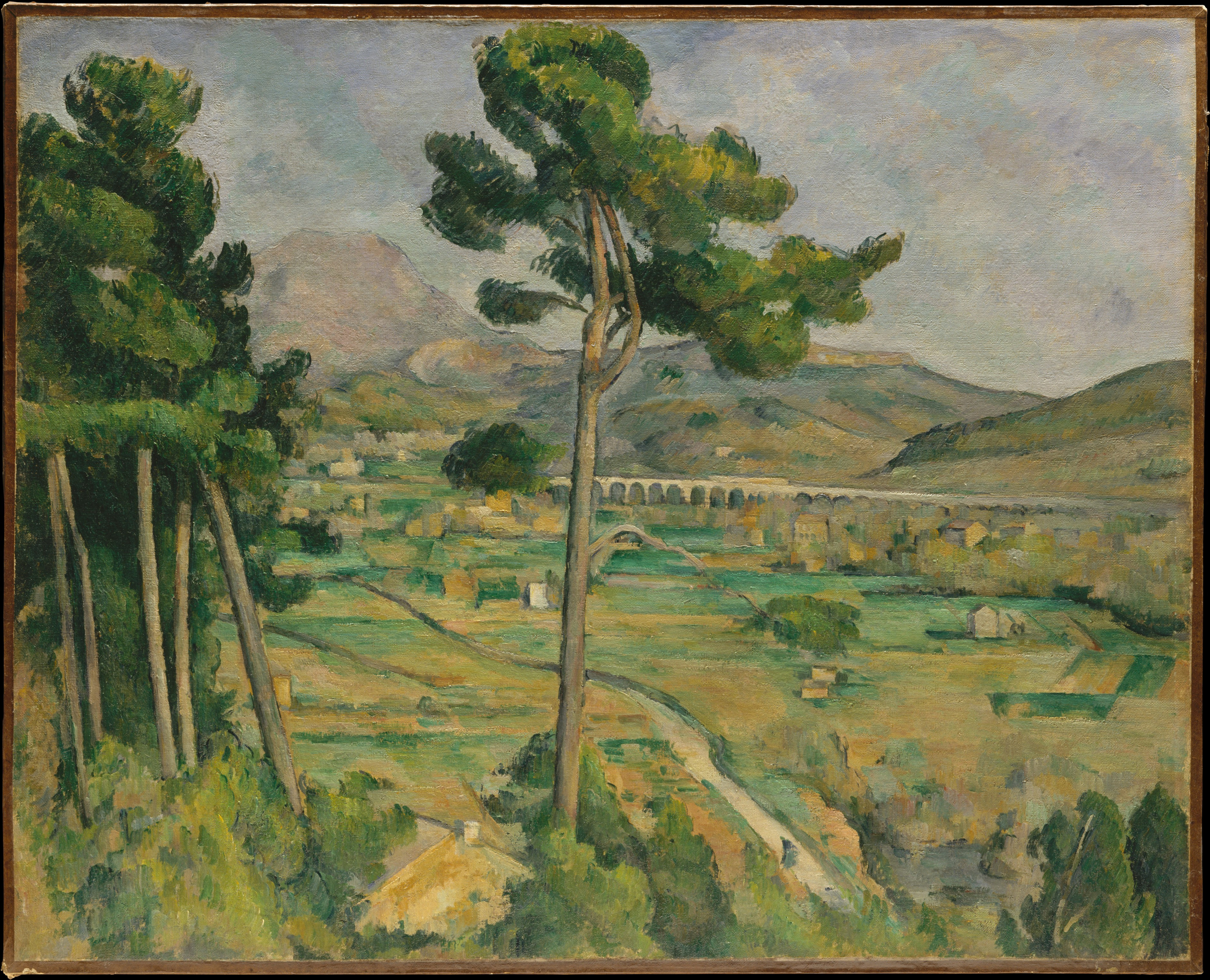
Paul Cézanne, Mont Sainte-Victoire,1882–1885, Muzeul Metropolitan de Artă. Postimpresionism
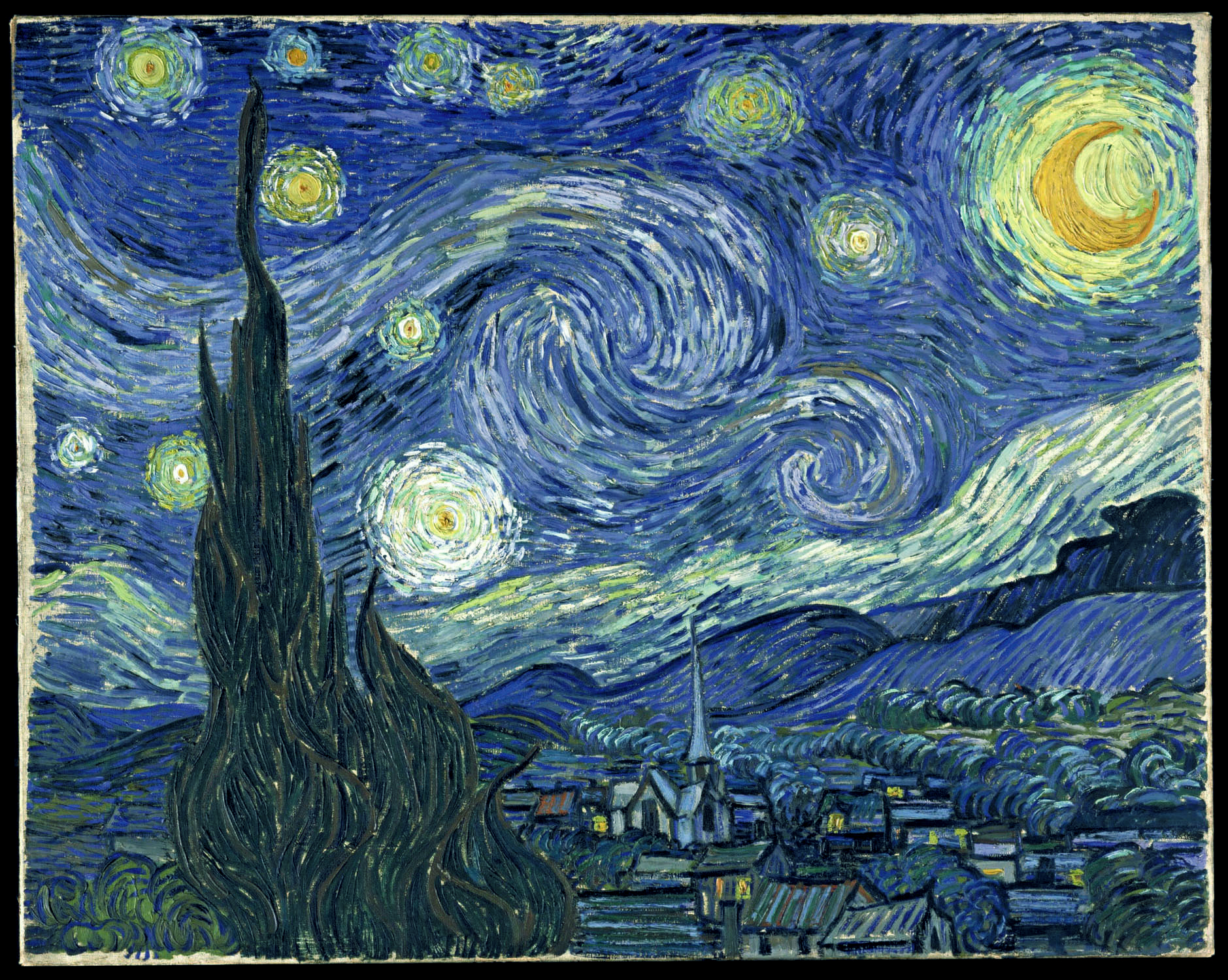
Vincent van Gogh, Noapte înstelată, 1889, Muzeul de Artă Modernă, New York. Postimpresionism
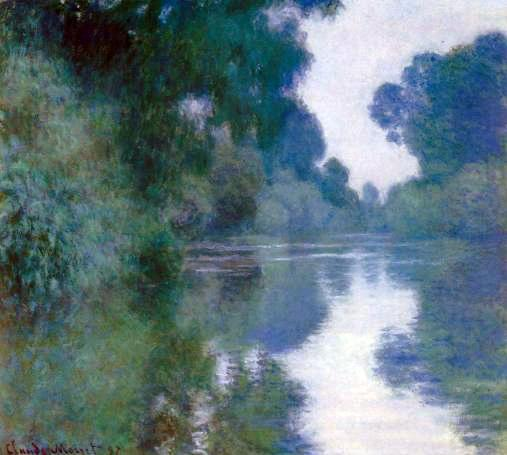
Claude Monet, Brațul Senei lângă Giverny,1897. Impresioniștii au pictat adesea, deși nu întotdeauna, en plein air.
Ivan Sișkin, Ploaie într-o pădure de stejari, 1891, Galeria Tretiakov. Peredvizhniki
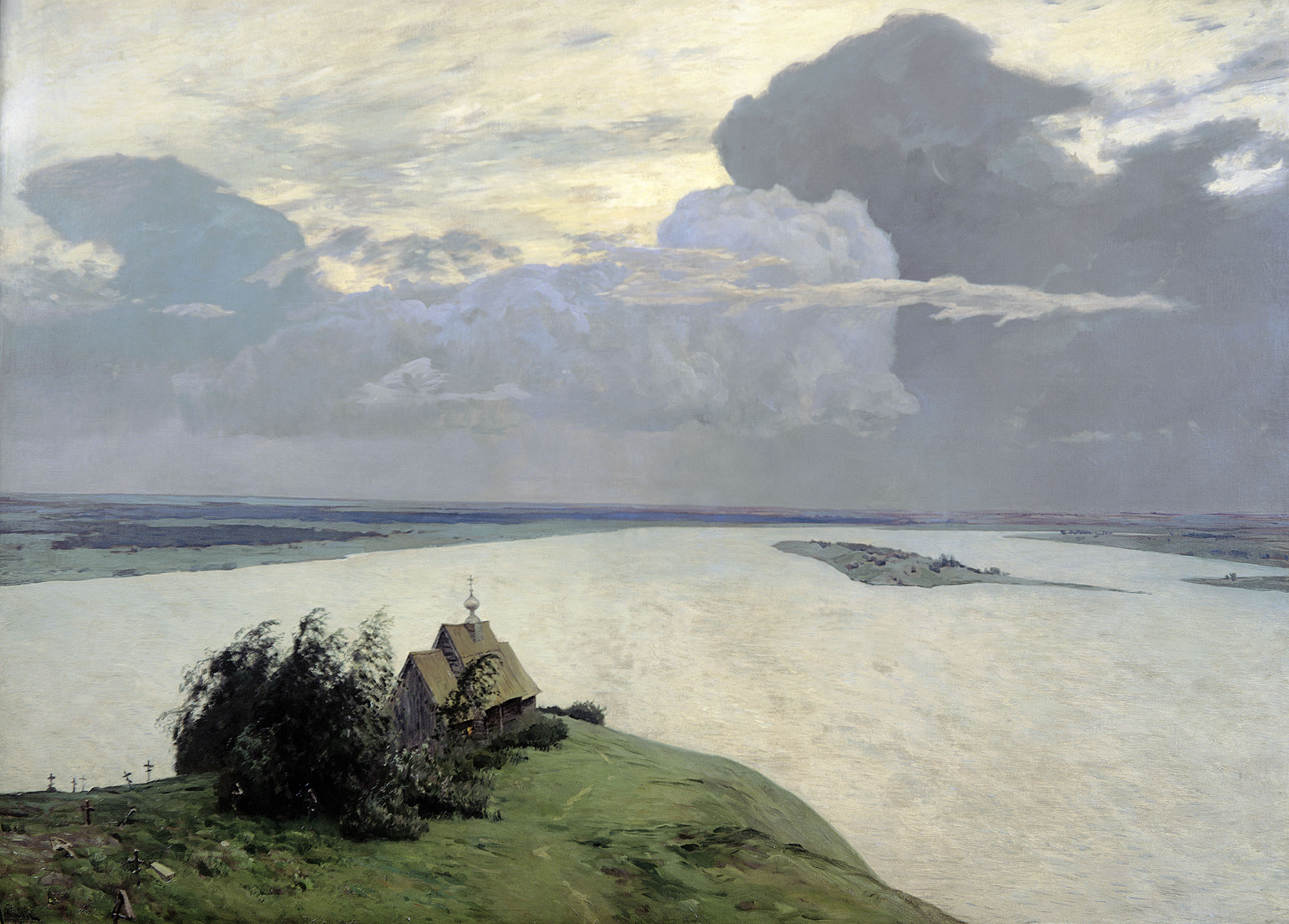
Isaac Levitan, Deasupra păcii eterne,1894
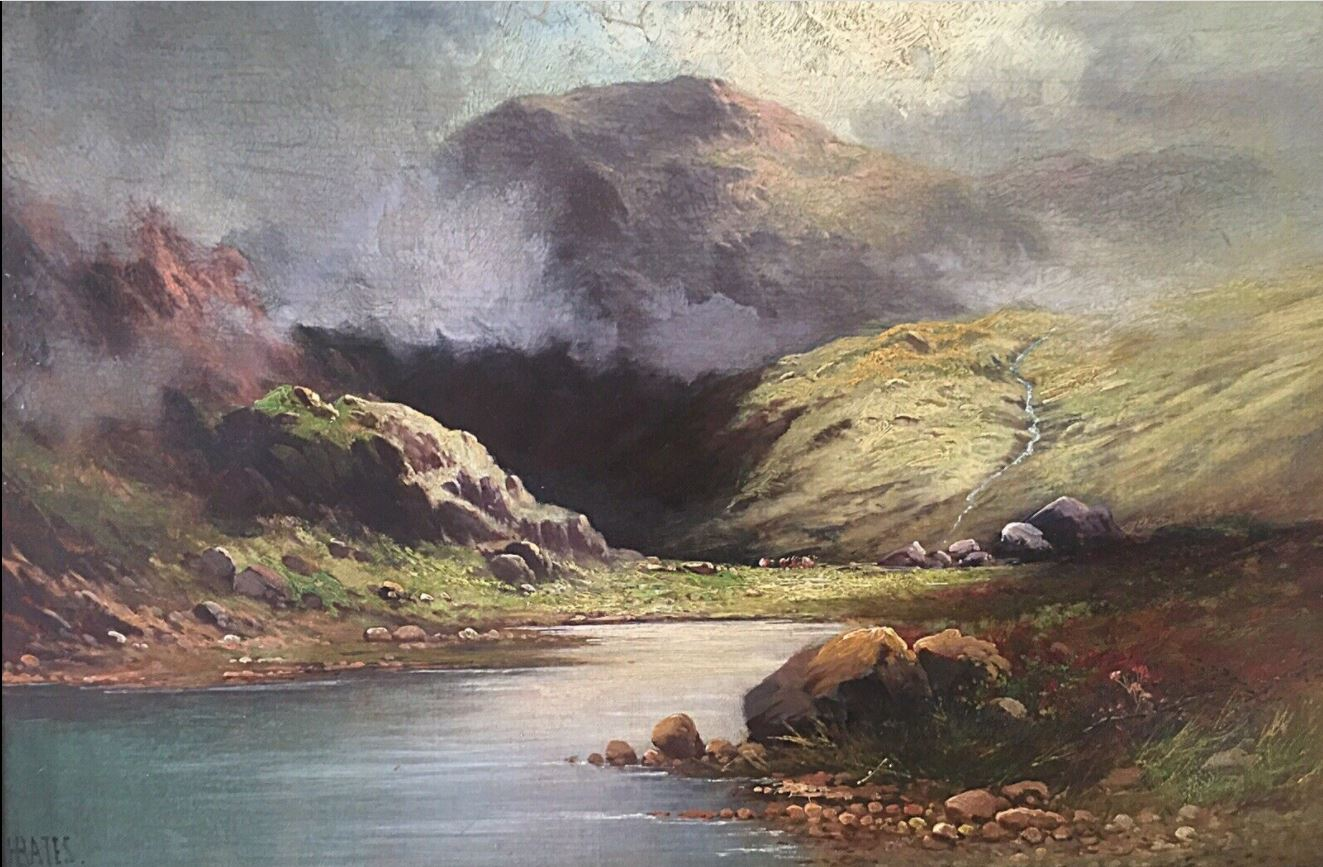
„Scotish Highlands” din anii 1890 de Henry Bates Joel; o interpretare stilizată romantică târzie a naturii tipice picturiivictoriene.
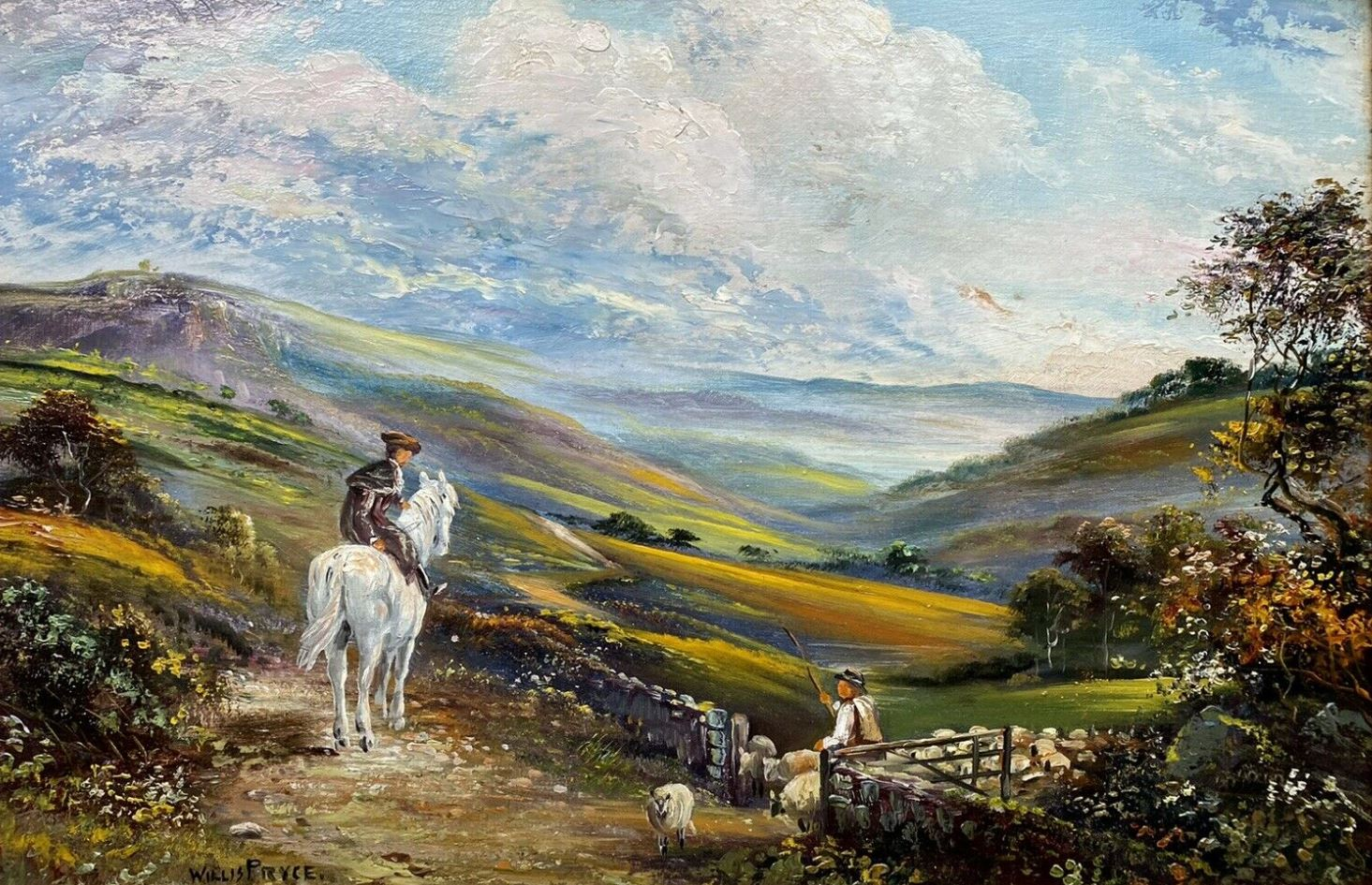
„Oferind indicații” de George Willis-Pryce⁠(d).
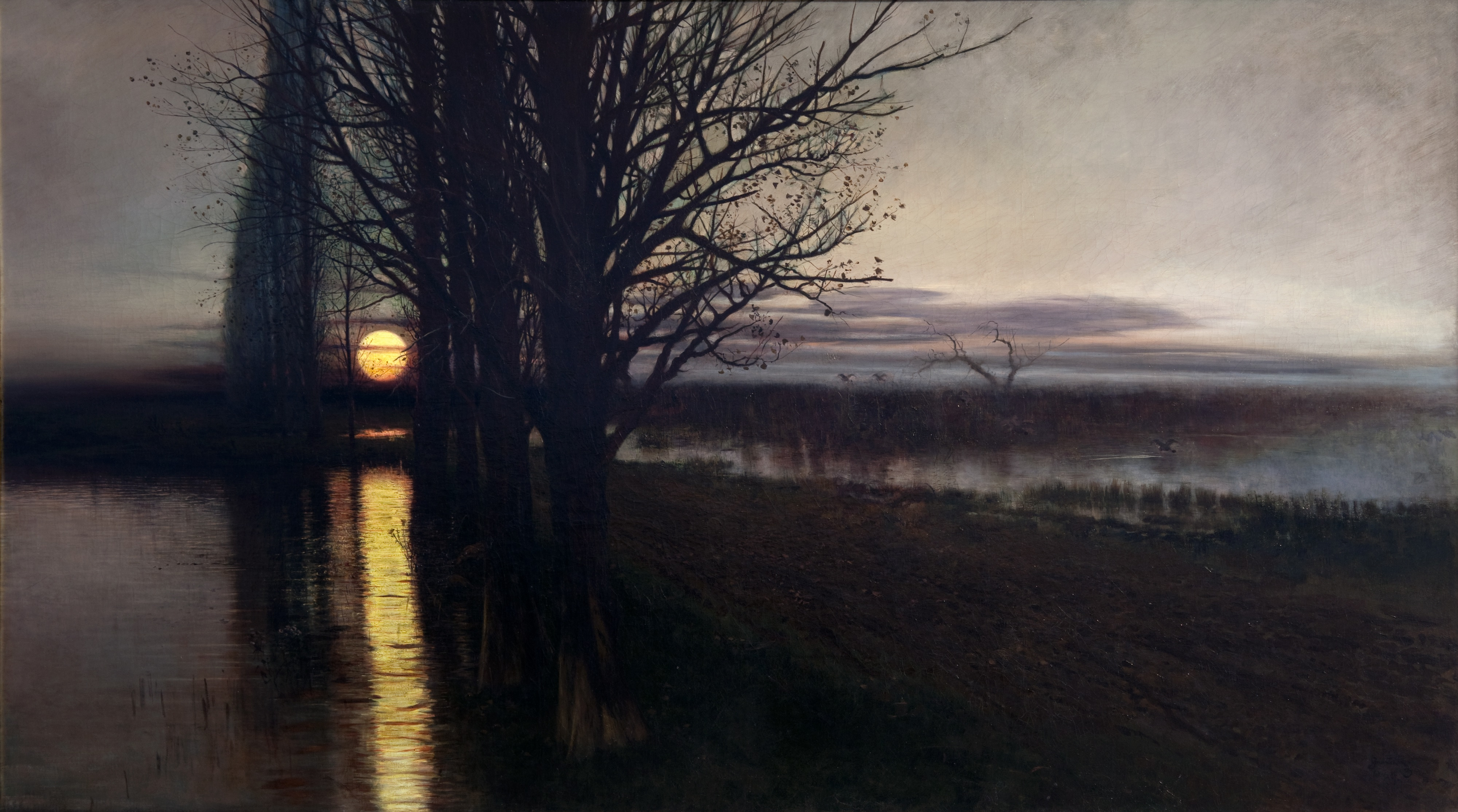
Stanisław Masłowski, peisagist polonez - Răsărit de lună, 1884,Ulei pe pânză, Muzeul Național, Cracovia, Muzeul Sukiennice
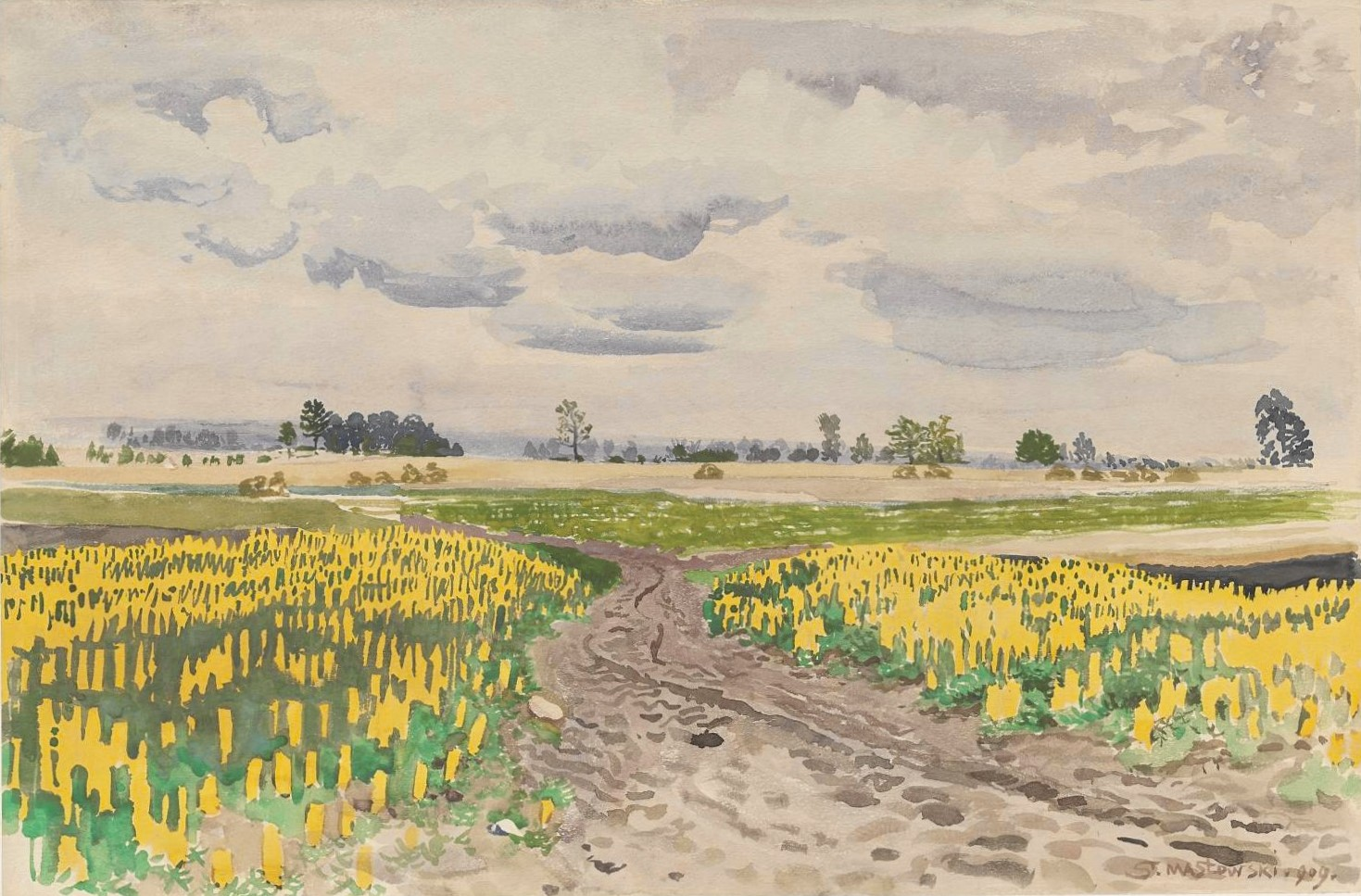
Stanisław Masłowski, Łubin – Droga polna (Lupin– Un model de cărucior),acuarelă, 1909 (Muzeul Național din Varșovia)

### Tradiție est-asiatică

#### China

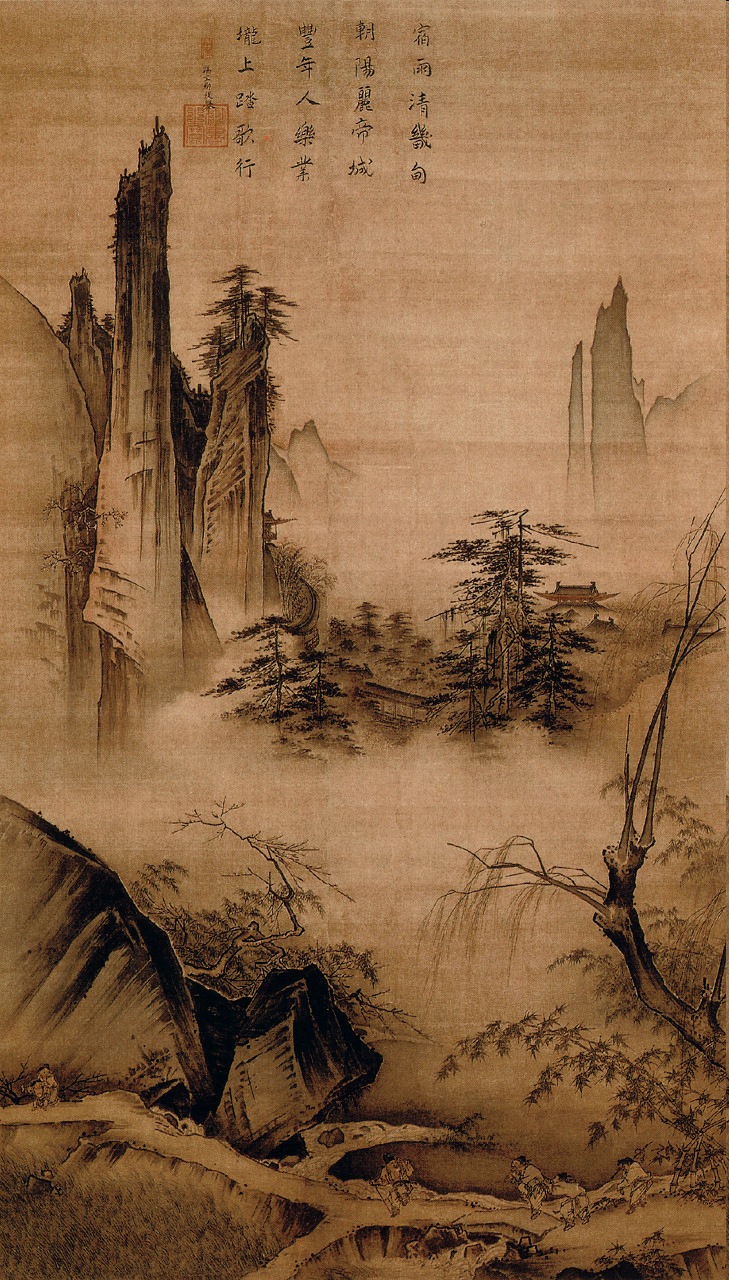
Ma Yuan (1160–1225), Dans și cânt (țăranii care se întorc de la muncă), secolul al XIII-lea, dinastia Song de Sud (chineză), Aflat în Muzeul Palatului.

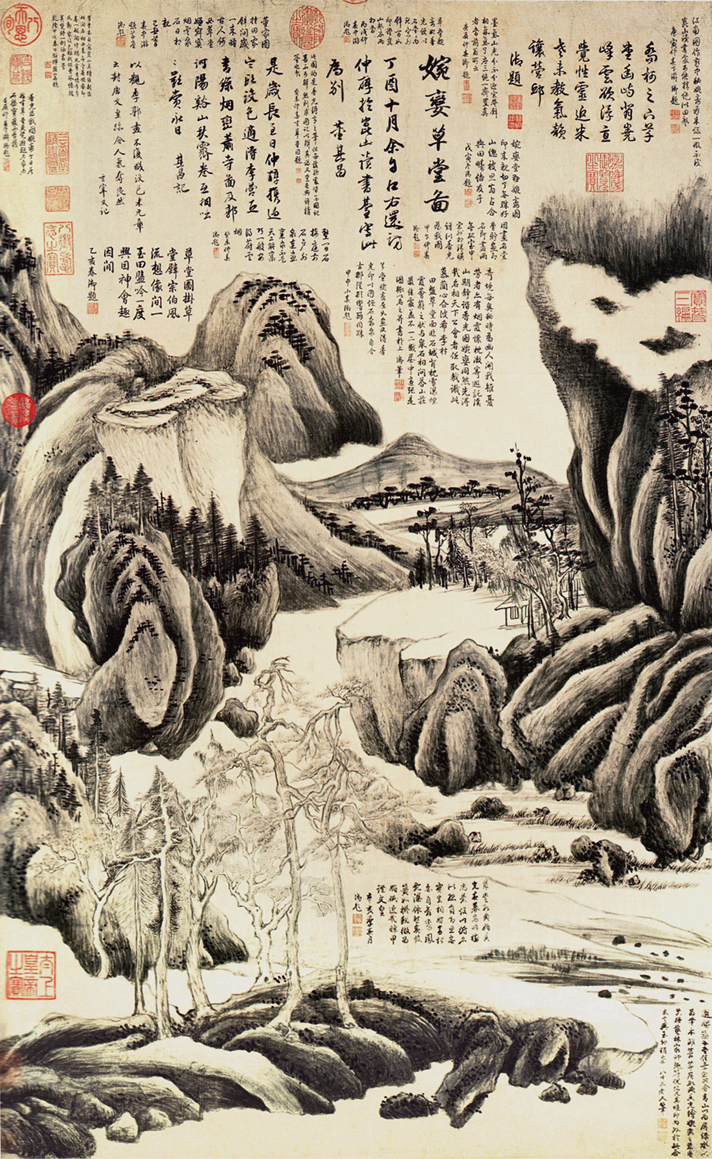
, Peisaj 1597. Dong Qichang a fost un funcționar public de rang înalt, irascibil, din perioada dinastiei Ming, care prețuia expresivitatea mai presus de finețe, operele acestuia fiind marcate cu sigilii și poezii de către colecționari.

Pictura peisagistică a fost numită „cea mai mare contribuție a Chinei la arta lumii”,  și își datorează caracterul special tradiției taoiste (daoiste) din cultura chineză.  William Watson notează că „s-a spus că rolul artei peisagistice în pictura chineză corespunde cu cel al nudului din Occident, ca o temă nevariabilă în sine, dar făcută vehiculul infinitelor nuanțe de viziune și sentiment”.
De la dinastia Han încoace, există fundaluri peisagistice din ce în ce mai sofisticate pentru subiectele figurate care prezintă vânătoare, agricultură sau animale, cu exemple care au supraviețuit mai ales în reliefuri din piatră sau lut din morminte, despre care se presupune că au urmat stilurile predominante în pictură, fără îndoială fără a capta întregul efect al picturilor originale. Statutul exact al cópiilor ulterioare ale operelor reputate ale pictorilor celebri (dintre care multe sunt consemnate în literatură) înainte de secolul al X-lea este neclar. Un exemplu este o pictură celebră din secolul al VIII-lea din colecția imperială, intitulată Împăratul Ming Huang călătorind în Shu. Acesta arată anturajul călătorind prin munți vertiginoși, de tipul picturilor de mai târziu, dar este în culori „producând un model general aproape persan”, în ceea ce era în mod evident un stil de curte popular și la modă.
Trecerea decisivă la un stil peisagistic monocrom, aproape lipsit de figuri, îi este atribuită lui Wang Wei (699–759), celebru și ca poet; de cele mai multe ori au supraviețuit doar cópii ale operelor sale. Din secolul al X-lea încoace, un număr tot mai mare de picturi originale supraviețuiește, iar cele mai bune lucrări ale dinastiei Song (960–1279) Școlii de Sud rămân printre cele mai apreciate în ceea ce a fost o tradiție neîntreruptă până în prezent. Convenția chineză a apreciat picturile savantului-domn amator, adesea și poet, față de cele produse de profesioniști, deși situația era mai complexă decât atât.  Dacă includ vreo figuri, ele sunt foarte adesea astfel de persoane, sau înțelepți, care contemplă munții. Lucrările celebre au acumulat un număr de „sigilii de apreciere” roșii și adesea poezii adăugate de proprietarii de mai târziu – Împăratul Qianlong (1711–1799) a fost un adunator prolific al propriilor poeme, după împărații anteriori.
Tradiția shan shui nu a fost niciodată menită să reprezinte locații reale, chiar și atunci când erau denumite după ele, ca în cazul convenției celor Opt Vederi. Un stil diferit, produs de ateliere de artiști profesioniști de la curte, a pictat vederi oficiale ale turneelor și ceremoniilor imperiale, punând accentul în primul rând pe scene foarte detaliate ale orașelor aglomerate și ale ceremoniilor grandioase dintr-un punct de vedere înalt. Acestea erau pictate pe suluri de o lungime enormă, în culori vii (exemplul de mai jos).
Sculptura chineză reușește, de asemenea, performanța dificilă de a crea peisaje eficiente în trei dimensiuni. Există o tradiție îndelungată a aprecierii „pietrelor de vizualizare” – bolovani naturali, de obicei calcar de pe malurile râurilor de munte care a fost erodat în forme fantastice, au fost transportați în curțile și grădinile literaților. Probabil asociată cu acestea este tradiția de a sculpta bolovani mult mai mici din jad sau altă piatră semiprețioasă în formă de munte, inclusiv figuri minuscule de călugări sau înțelepți. Grădinile chinezești au dezvoltat, de asemenea, o estetică extrem de sofisticată mult mai devreme decât cele din Occident; Karensansui sau grădina uscată japoneză a budismului Zen apropie grădina chiar mai mult de a fi o operă de sculptură, reprezentând un peisaj extrem de abstractizat.

Li Cheng (919-967), Pădure luxuriantă printre vârfuri îndepărtate, detaliu, Muzeul Provincial Liaoning, secoul al X-lea China
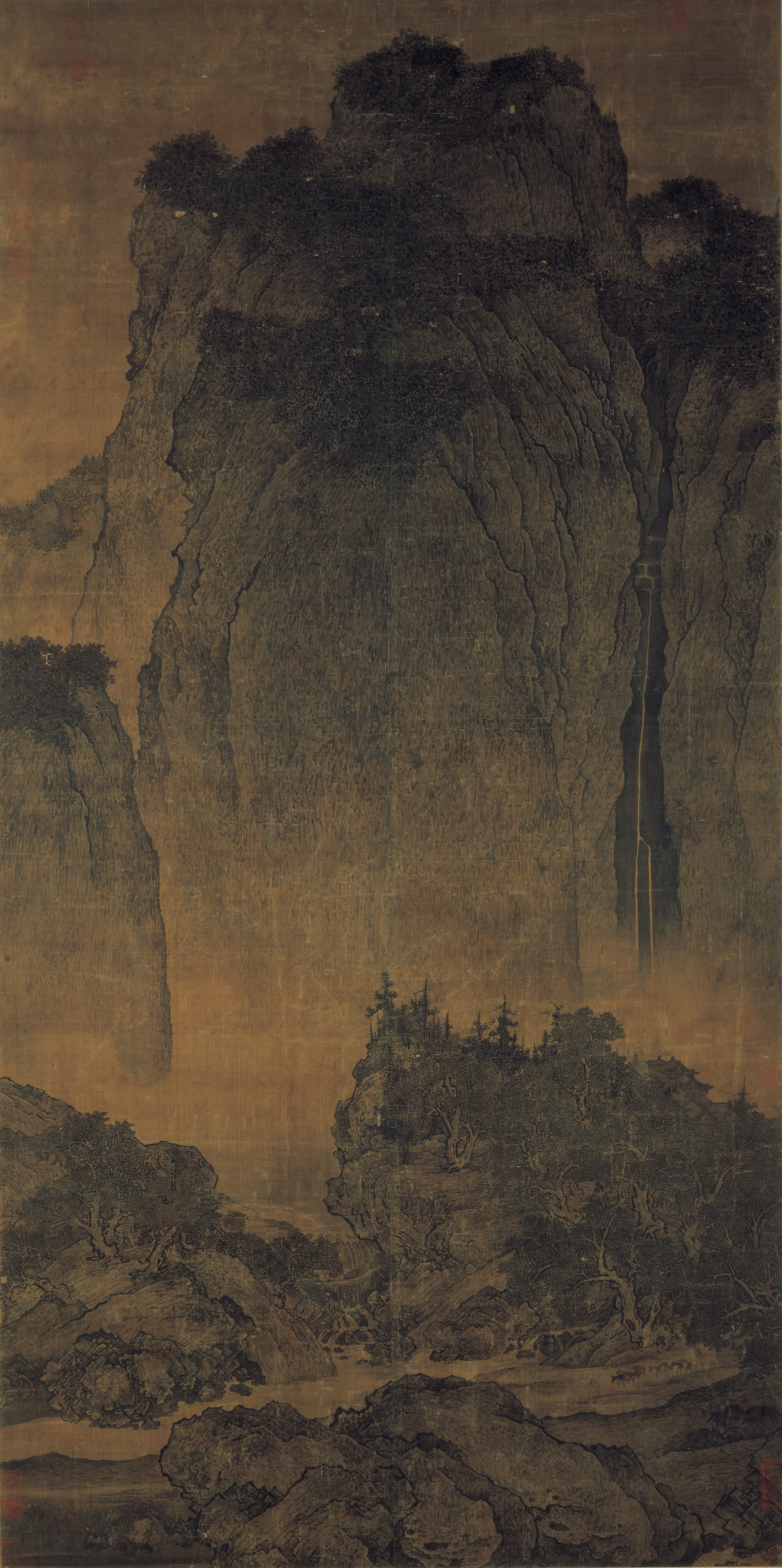
Fan Kuan⁠(d), c. 960 – c. 1030), Călători printre munți și râuri, cerneală și ușor colorat pe mătase, secolul al XI-lea, China.[48] National Palace Museum⁠(d), Taipei
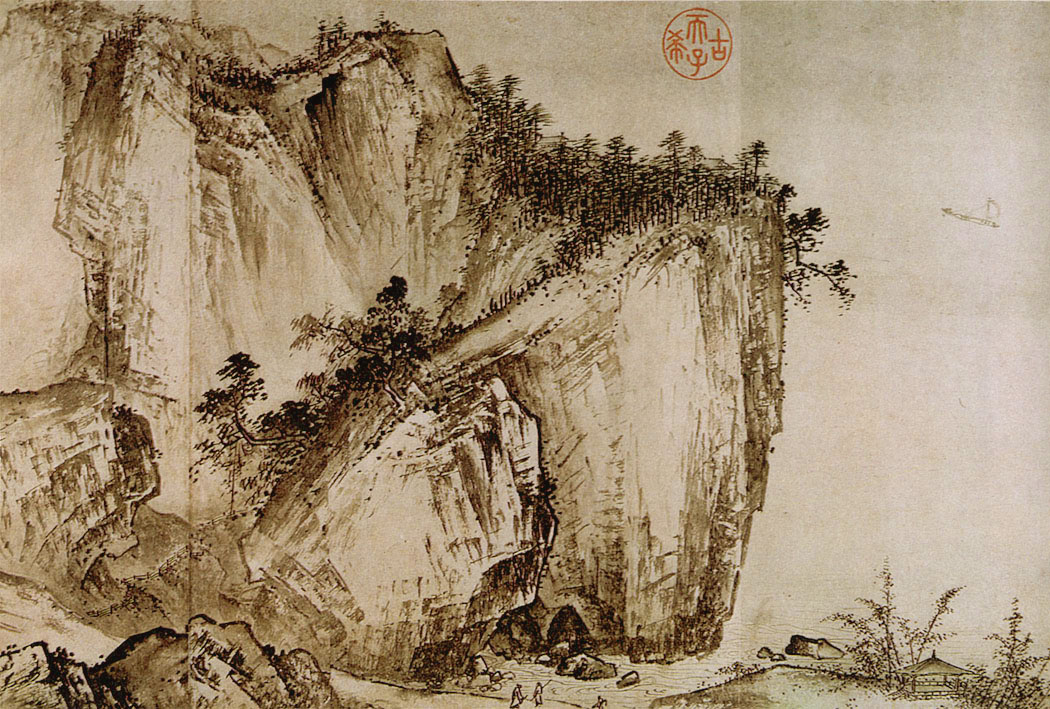
Detaliu din pergamentul manual Vedere pură și îndepărtată a râurilor și munților, una dintre cele mai importante lucrări ale lui Xia Gui⁠(d), secolul al XIII-lea, China
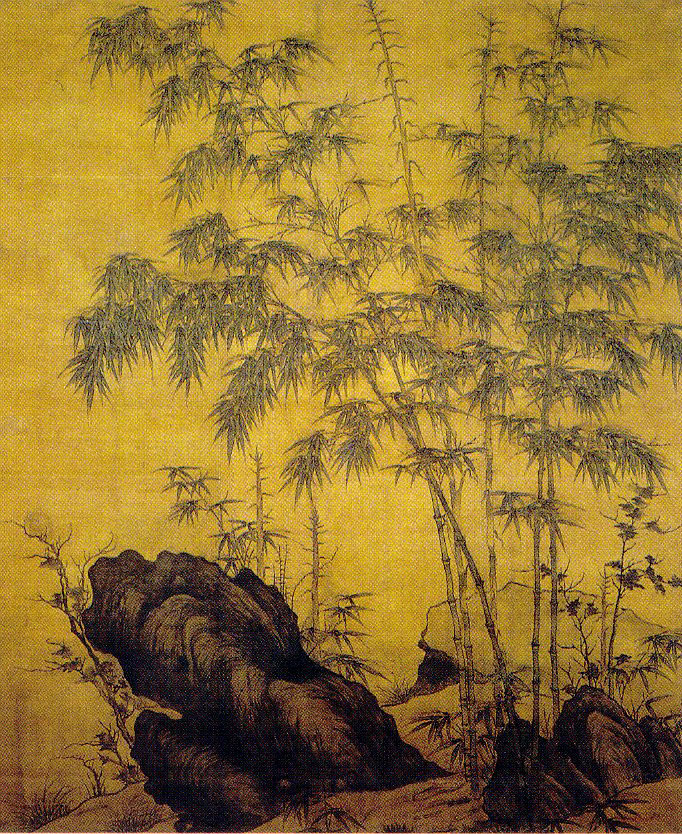
Li Kan, Bambus și pietre c. 1300 d.Hr., China
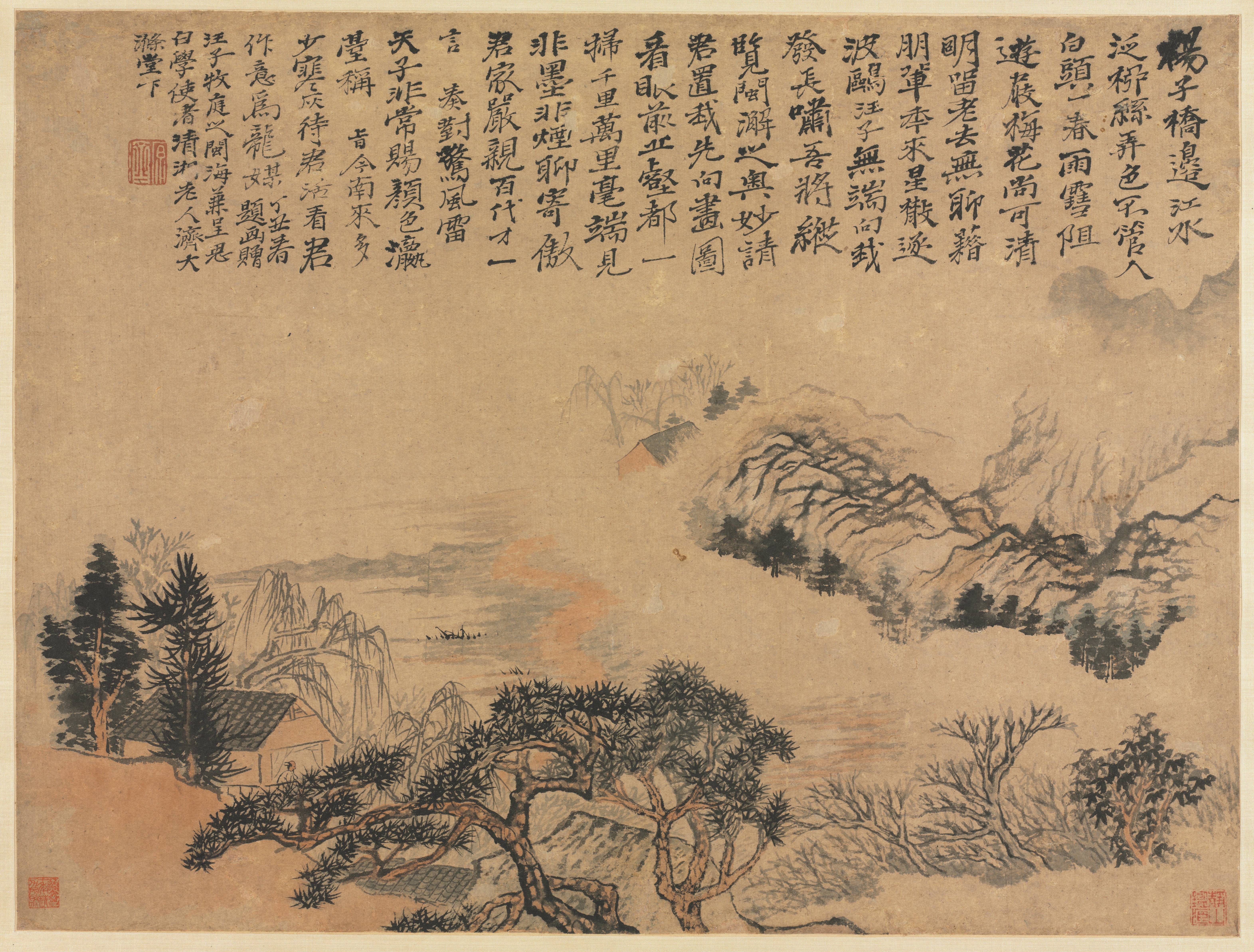
Tao Chi, sfârșitul secolului al XVII-lea, China
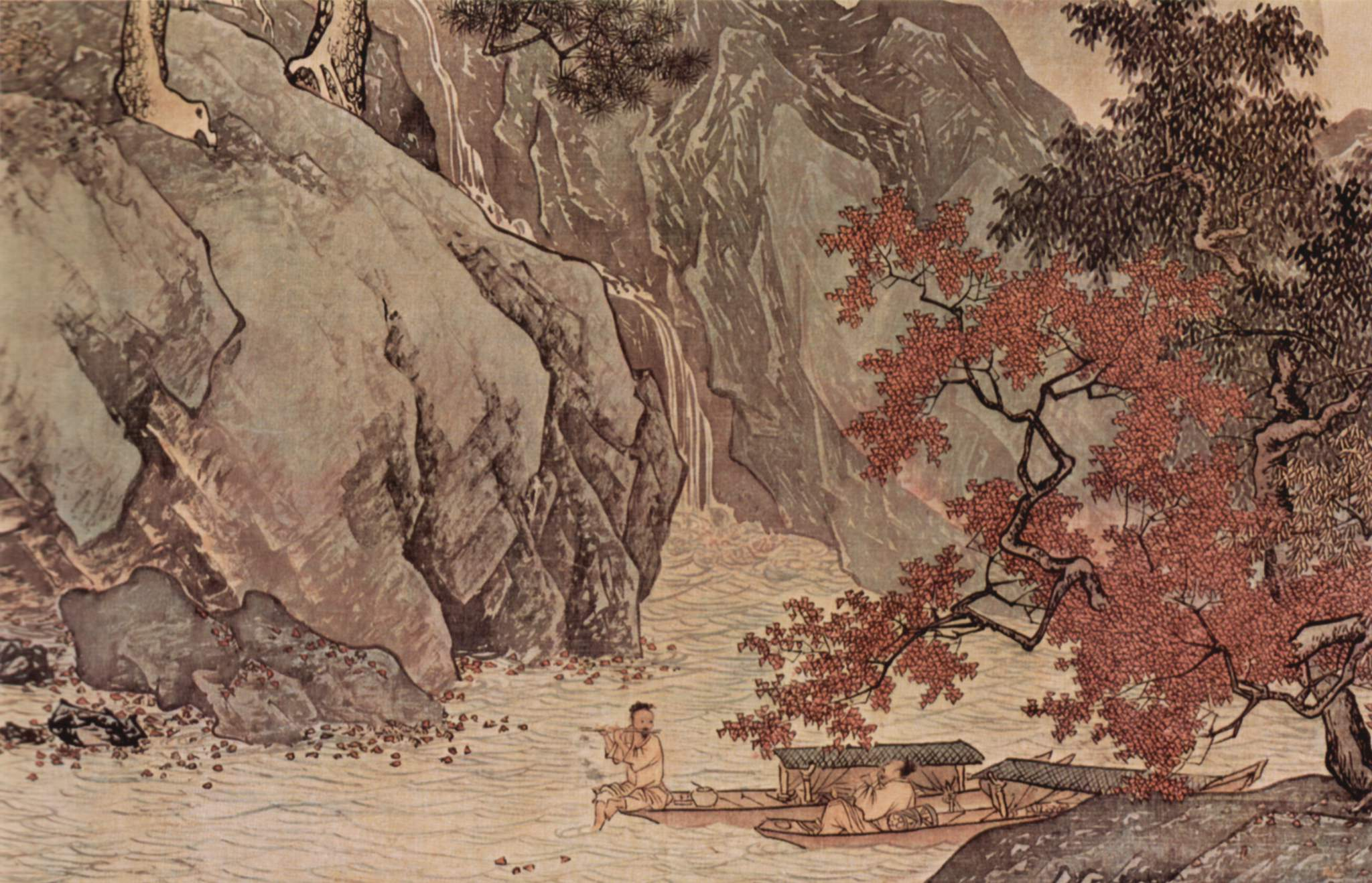
Tang Yin⁠(d), Un pescar toamna, 1523 d.Hr., China
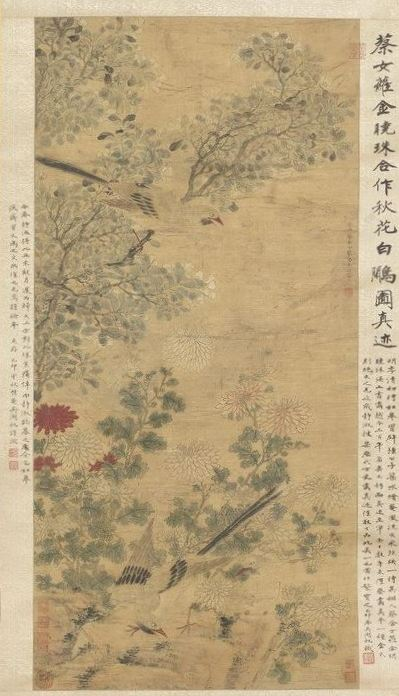
Cai Han⁠(d) și Jin Xiaozhu, Flori de toamnă și fazani albi, secolul al XVII-lea, China.
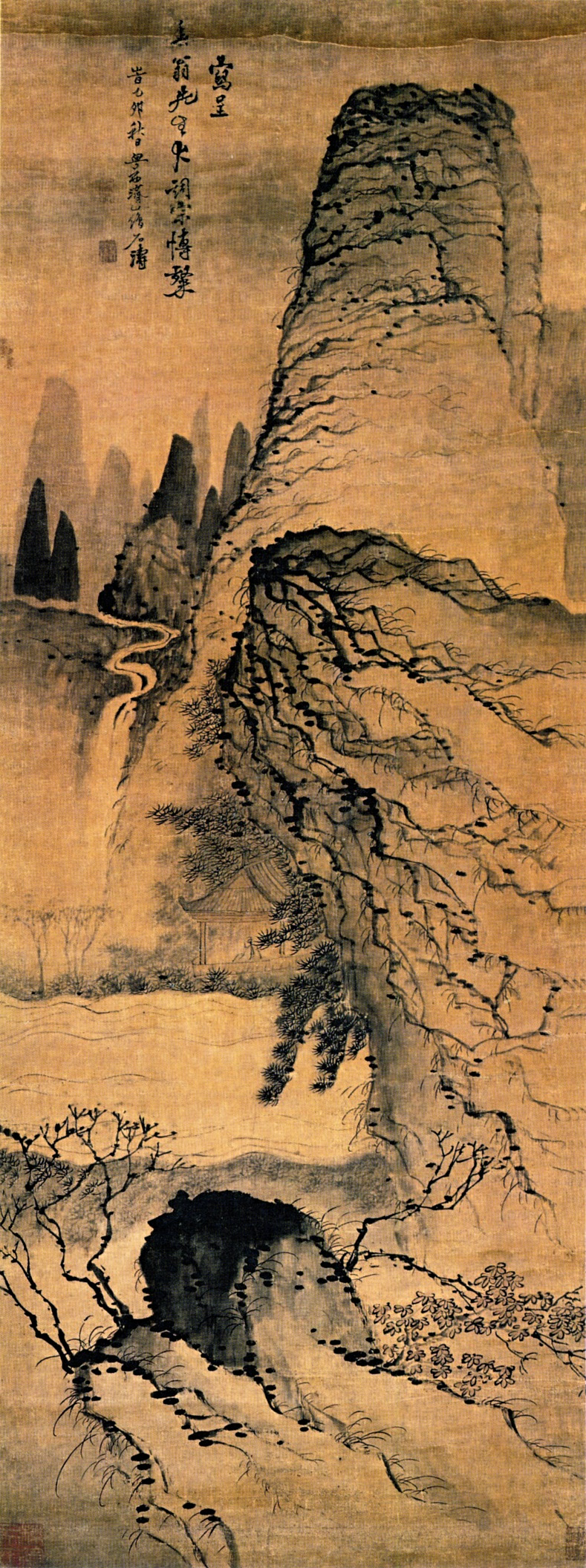
Shitao, Pavilion de pin lângă un izvor, 1675, colecția [[|Muzeul din ShanghaiMuzeului din Shanghai]], secolul al XVII-lea, China.

#### Japonia

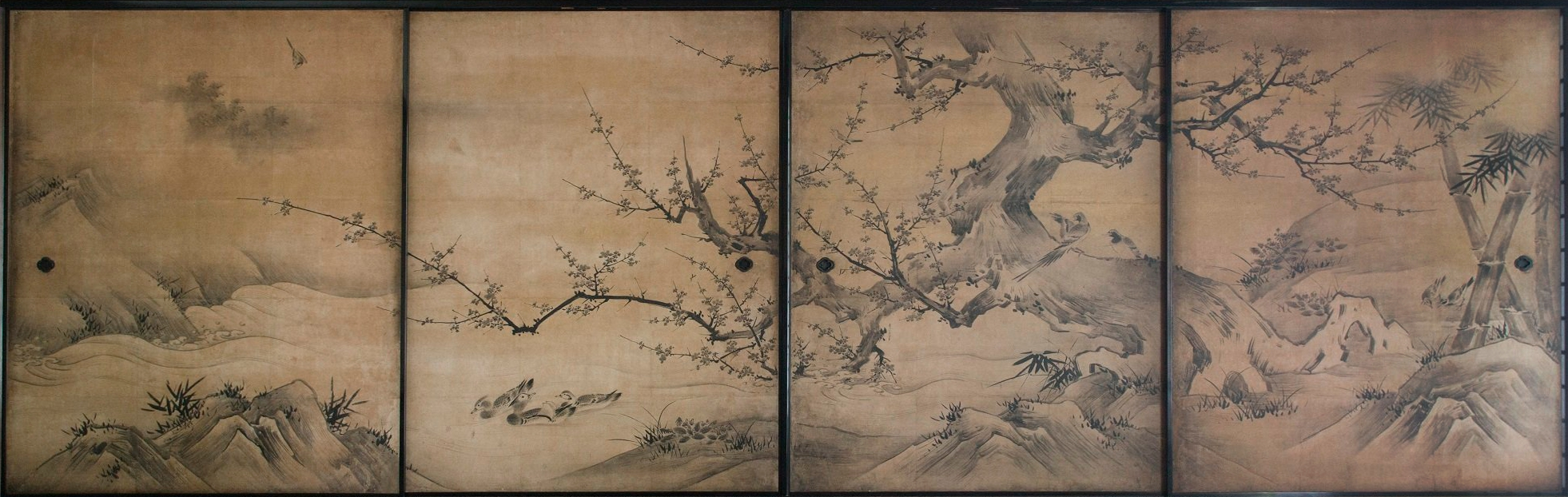
Patru dintr-un set de șaisprezece pereți despărțitori glisanți realizați pentru un abate japonez din secolul al XVI-lea. În mod tipic pentru peisajele japoneze de mai târziu, accentul principal se pune pe un element din prim-plan.

Inițial, arta japoneză a adaptat stilurile chinezești pentru a reflecta interesul lor pentru temele narative în artă, scenele plasate în peisaje amestecându-se cu cele care prezintă scene de palat sau de oraș folosind același punct de vedere înalt, tăind acoperișurile după cum era necesar. Acestea au apărut în sulurile foarte lungi Yamato-e⁠(d) ale scenelor care ilustrează Povestea lui Genji și alte subiecte, majoritatea din secolele al XII-lea și al XIII-lea. Conceptul de gentleman-pictor amator nu avea prea multă rezonanță în Japonia feudală, unde artiștii erau, în general, profesioniști care aveau o legătură puternică cu maestrul lor și cu școala acestuia, mai degrabă decât cu artiștii clasici din trecutul îndepărtat, din care pictorii chinezi aveau tendința să se inspire. Inițial, pictura era complet colorată, adesea în culori vii, iar peisajul nu copleșea niciodată figurile, care erau adesea destul de supradimensionate.
Scena din Biografia preotului Ippen ilustrată mai jos provine dintr-un pergament care, în întregime, măsoară 37,8 cm × 802,0 cm, fiind doar unul dintre cele douăsprezece pergamente care ilustrează viața unui călugăr budist; la fel ca omologii lor occidentali, mănăstirile și templele au comandat multe astfel de lucrări, iar acestea au avut mai multe șanse de supraviețuire decât echivalentele de la curte.  Și mai rare sunt supraviețuirea paravanelor pliabile cu peisaje byōbu⁠(d) și ale pergamentelor suspendate , care par să fi fost comune în cercurile curții – Povestea lui Genji are un episod în care membrii curții produc cele mai bune picturi din colecțiile lor pentru un concurs. Acestea erau mai aproape de shan shui-ul chinezesc, dar totuși complet colorate.
Din secolul al XV-lea încoace au supraviețuit mai multe peisaje pure; mai mulți artiști importanți sunt clerici budiști Zen și au lucrat într-un stil monocrom, punând un accent mai mare pe tușele de pensulă în stil chinezesc. Unele școli au adoptat un stil mai puțin rafinat, cu vederi mai mici care pun un accent mai mare pe prim-plan. Un tip de imagine care a avut o atracție durabilă pentru artiștii japonezi și a ajuns să fie numit „stilul japonez” se găsește, de fapt, pentru prima dată în China. Acesta combină una sau mai multe păsări, animale sau copaci mari în prim-plan, de obicei pe o parte într-o compoziție orizontală, cu un peisaj mai larg dincolo, care adesea acoperă doar porțiuni din fundal. Versiunile ulterioare ale acestui stil au renunțat adesea complet la peisaj de fundal.
Stilul ukiyo-e, care s-a dezvoltat începând cu secolul al XVI-lea, mai întâi în pictură și apoi în xilogravuri colorate care erau ieftine și disponibile pe scară largă, s-a concentrat inițial pe figura umană, individual și în grupuri. Dar, de la sfârșitul secolului al XVIII-lea, ukiyo-e peisagistic s-a dezvoltat sub conducerea lui Hokusai și Hiroshige, devenind cel mai cunoscut tip de artă peisagistică japoneză.

Tenshō Shūbun⁠(d), călugăr budist Zen, o figură timpurie în renașterea stilurilor chinezești în Japonia. Citind într-o livadă de bambus, 1446, Japonia
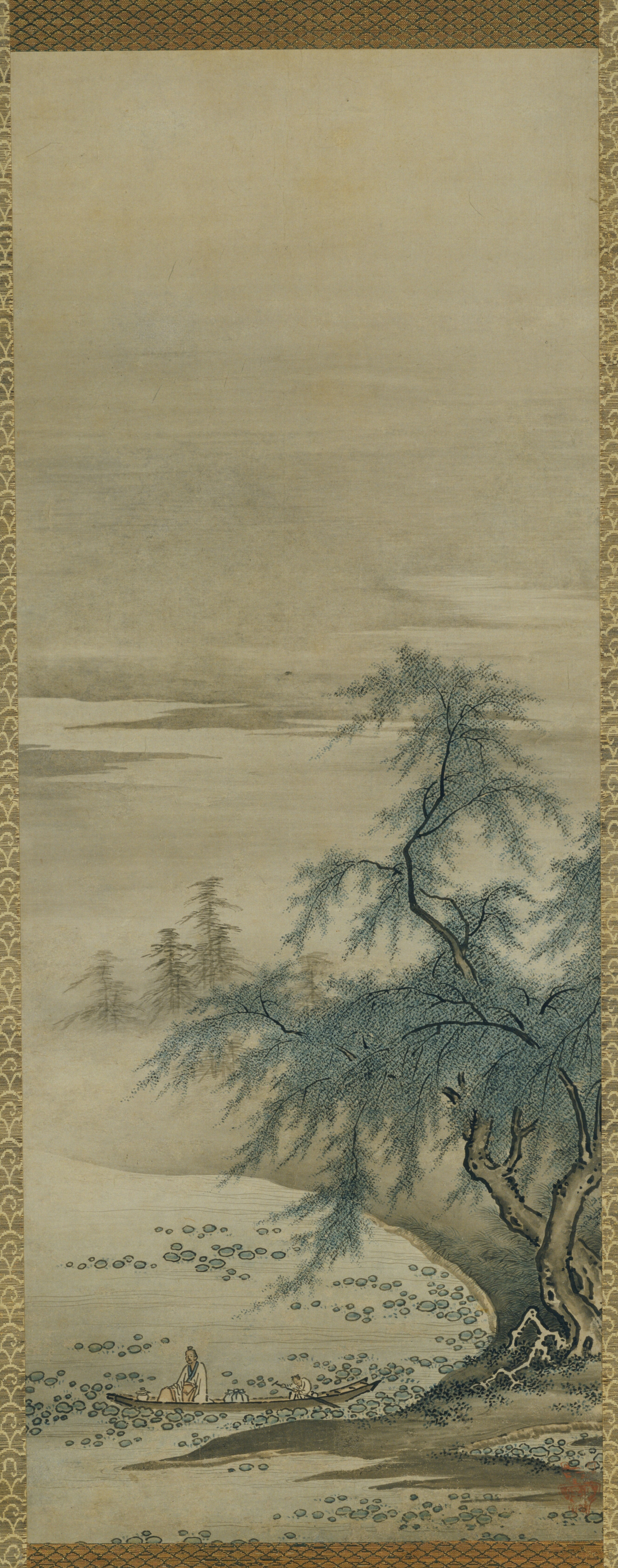
Kanō Masanobu⁠(d), fondatorul din secolul al XV-lea al școlii Kanō, care a dominat pictura japoneză cu pensula până în secolul al XIX-lea, Zhou Maoshu apreciind lotuși, sul agățat
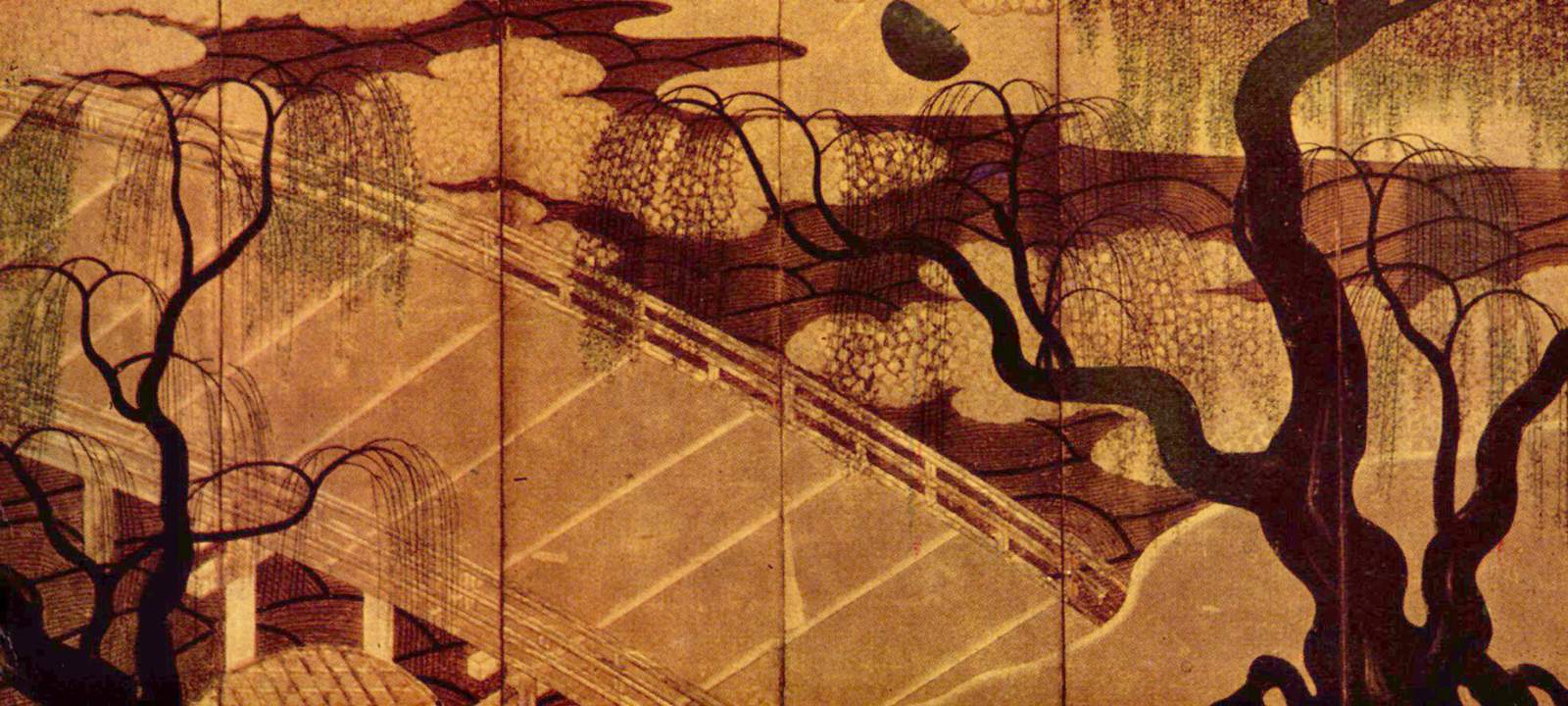
Podul de la Ubi o faimoasă compoziție paravan, întâlnită în multe versiuni din secolele al XVI-lea sau al XVII-lea, care prezintă stilul abstractizat colorat al pictorilor profesioniști.[55] Stilul Yamato-e⁠(d) al picturii japoneze.
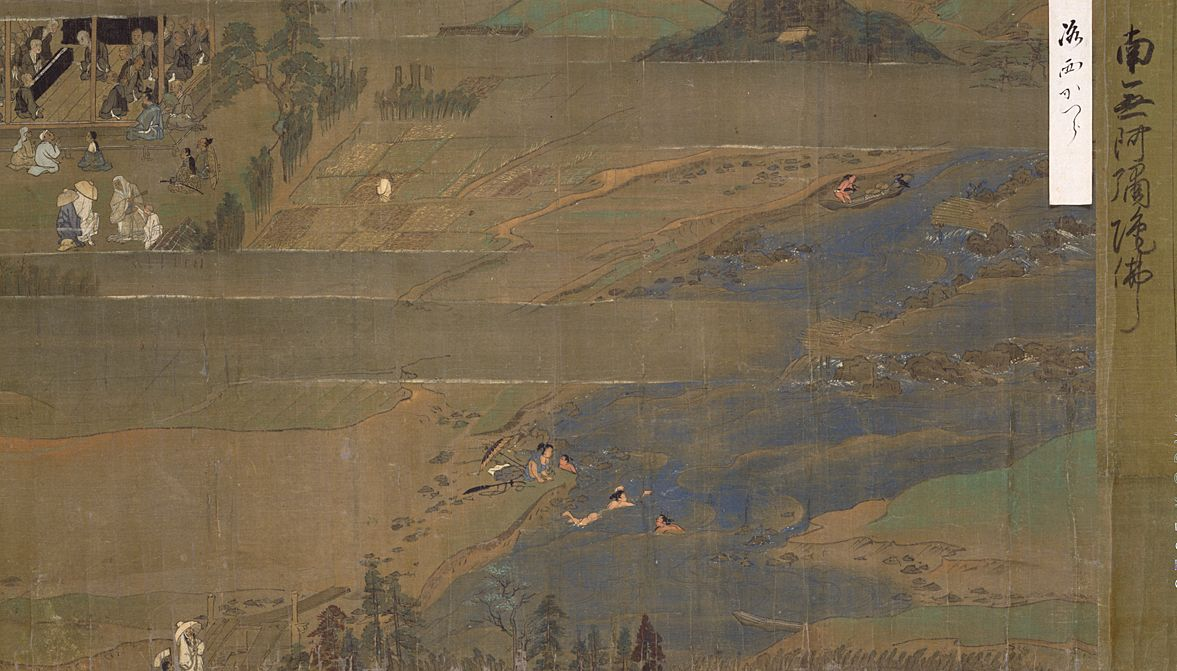
Scenă din Biografia preotului Ippen sul Yamato-e⁠(d), 1299

### Persia și India

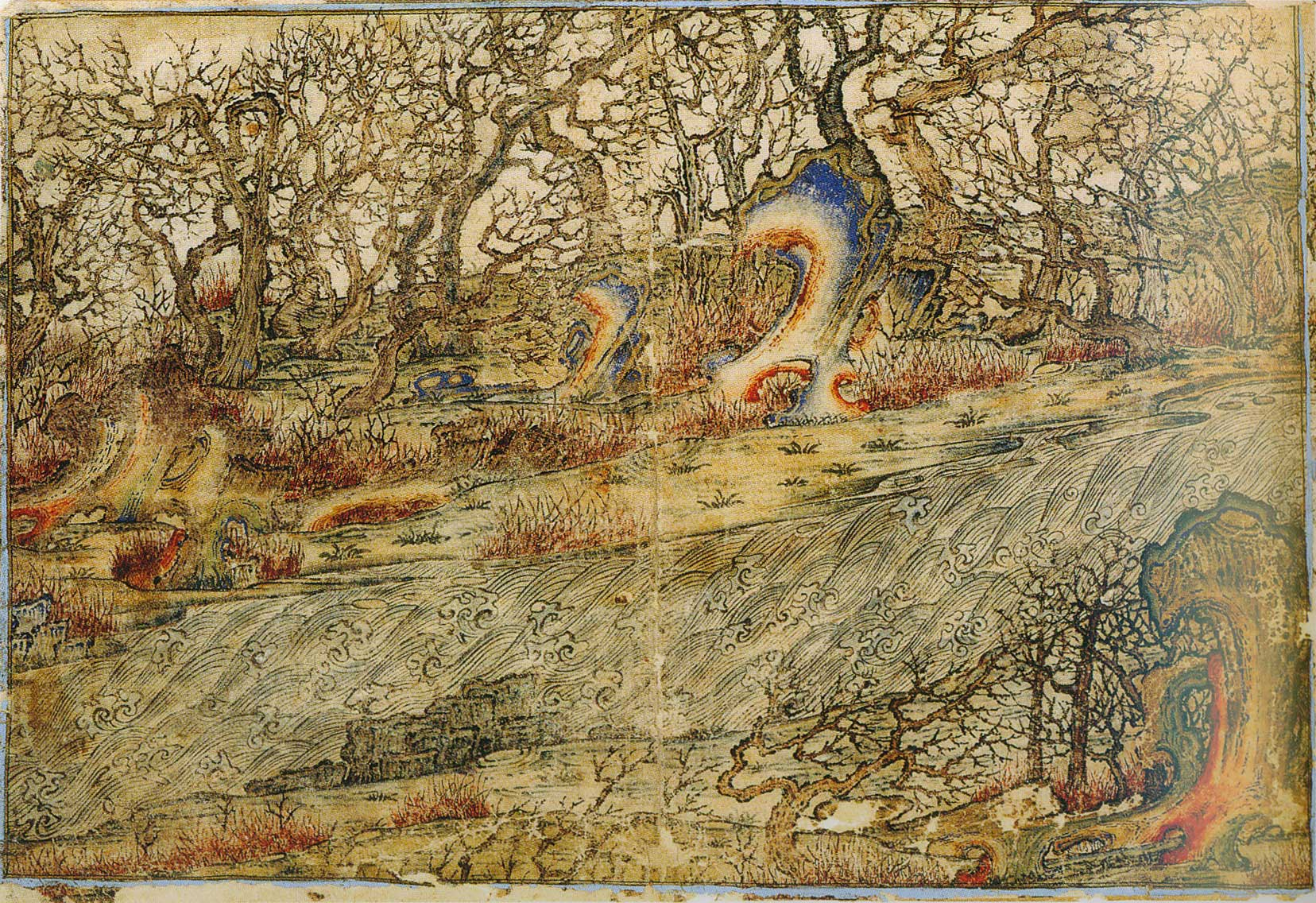
Un peisaj pur rar într-o miniatură persană, cu un râu, Tabriz (?), primul sfert al secolului al XIV-lea

Deși există unele elemente peisagistice în arta anterioară, tradiția peisagistică aminiaturii persane începe cu adevărat în perioada ihanidă, în mare parte sub influența chineză. Sunt preferate ținuturile muntoase stâncoase, care sunt înfățișate pline de animale și plante care sunt descrise cu atenție și individual, la fel ca și formațiunile stâncoase. Convenția particulară a punctului de vedere ridicat, care s-a dezvoltat în cadrul acestei tradiții, umple majoritatea spațiilor de imagine în format vertical cu peisaje, deși norii sunt, de asemenea, reprezentați în mod obișnuit pe cer, într-o convenție de curbură inspirată din arta chineză. De obicei, tot ceea ce se vede este destul de aproape de privitor și există puține vederi îndepărtate. În mod normal, toate imaginile de peisaj prezintă scene narative cu figuri, dar există câteva scene de peisaj pur desenate în albume.
Pictura hindusă a plasat mult timp scene în mijlocul vegetației luxuriante, așa cum cereau multe dintre poveștile descrise. Pictura mogulă combină acest stil cu cel persan, iar în miniaturile de vânătoare regală sunt adesea descrise peisaje vaste. Scenele plasate în timpul ploilor musonice, cu nori întunecați și fulgere, sunt populare. Mai târziu, influența tipăriturilor europene este evidentă.

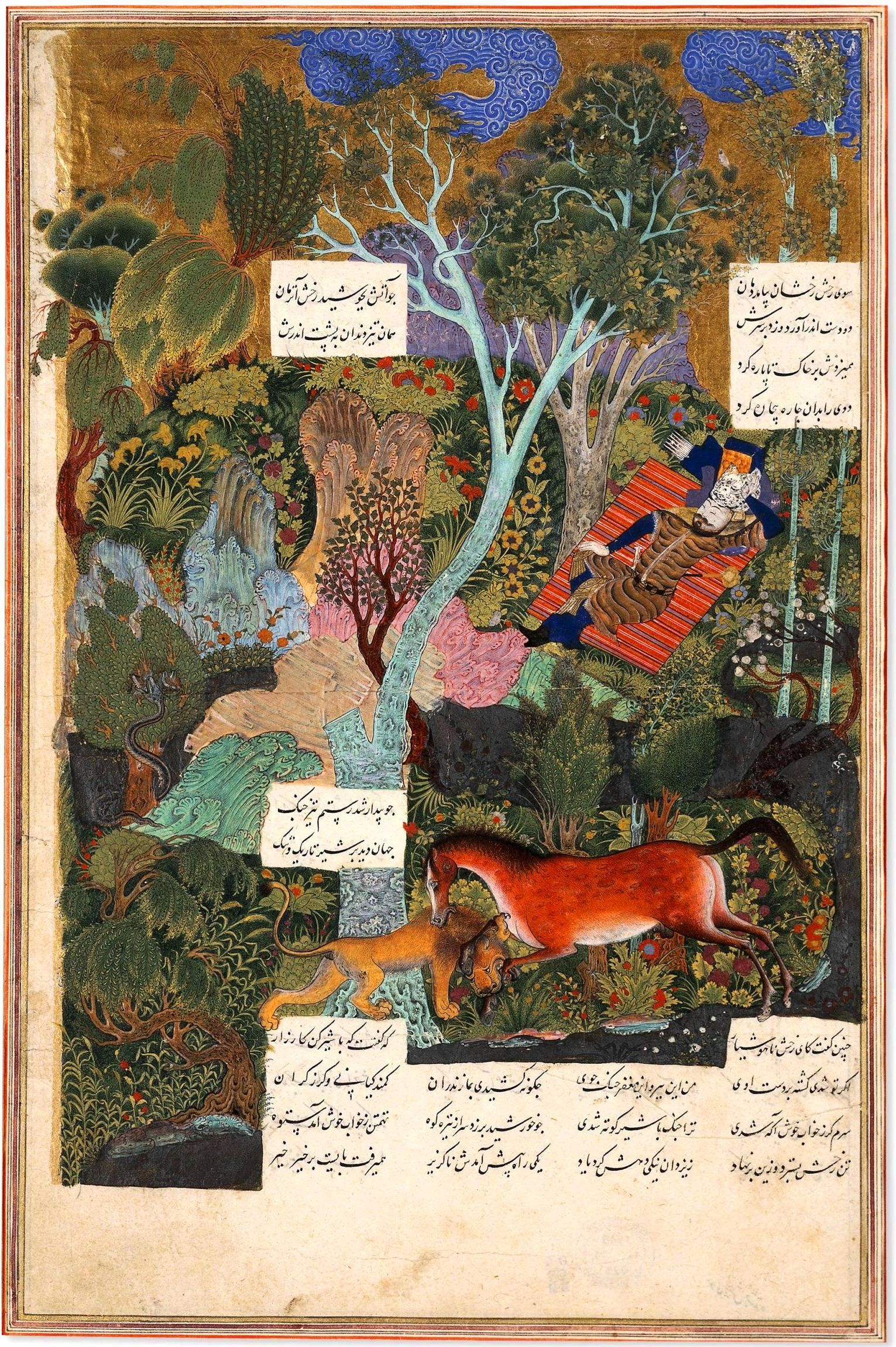
Eroul persan Rustam⁠(d) doarme, în timp ce calul său Rakhsh⁠(d) se ferește de un leu. Probabil o lucrare timpurie a lui Sultan Mohammed⁠(d), 1515–20
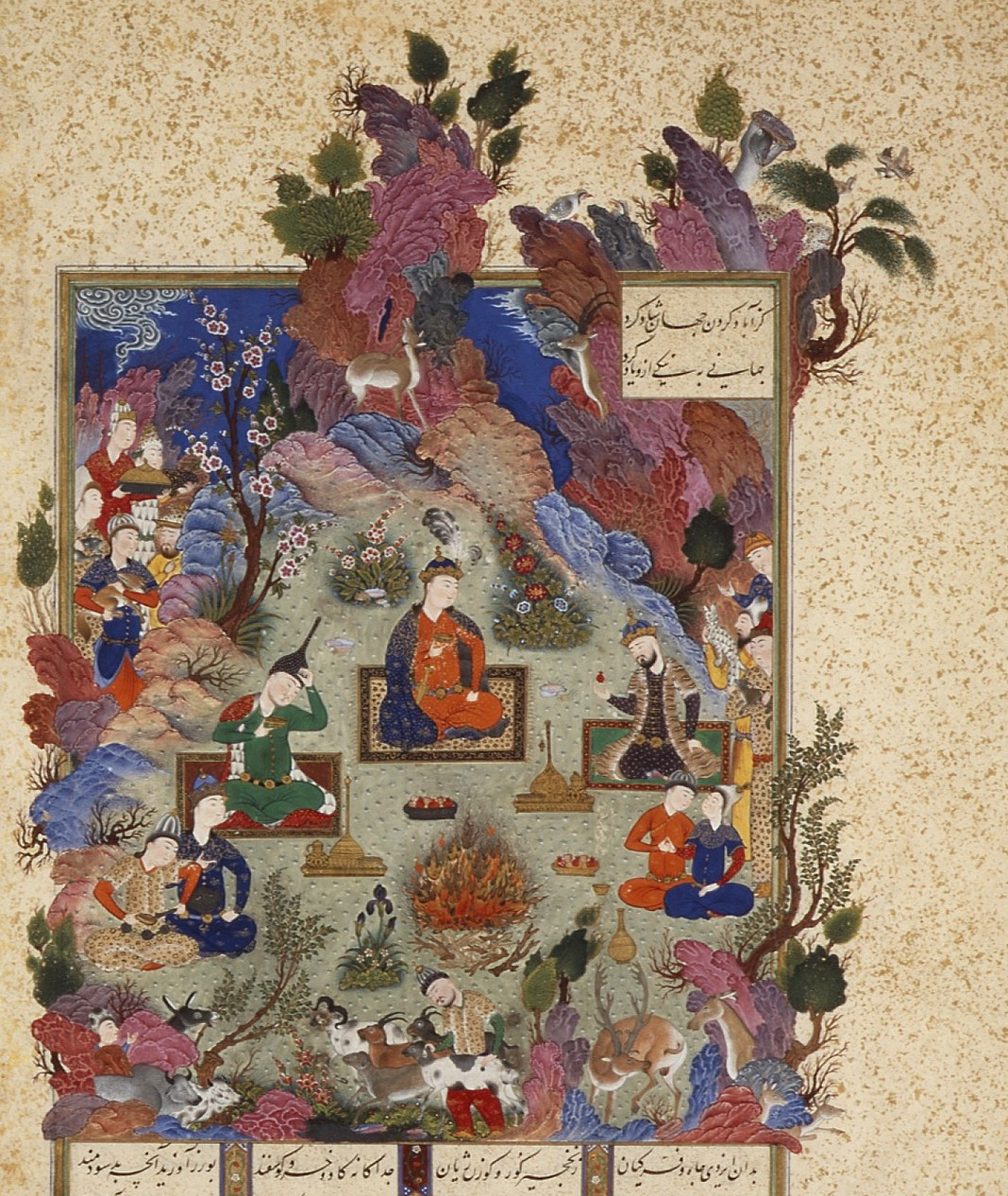
Sărbătoarea lui Sada, Folio 22v din Shahnama de Shah Tahmasp, Sultan Mohammed⁠(d), c. 1525
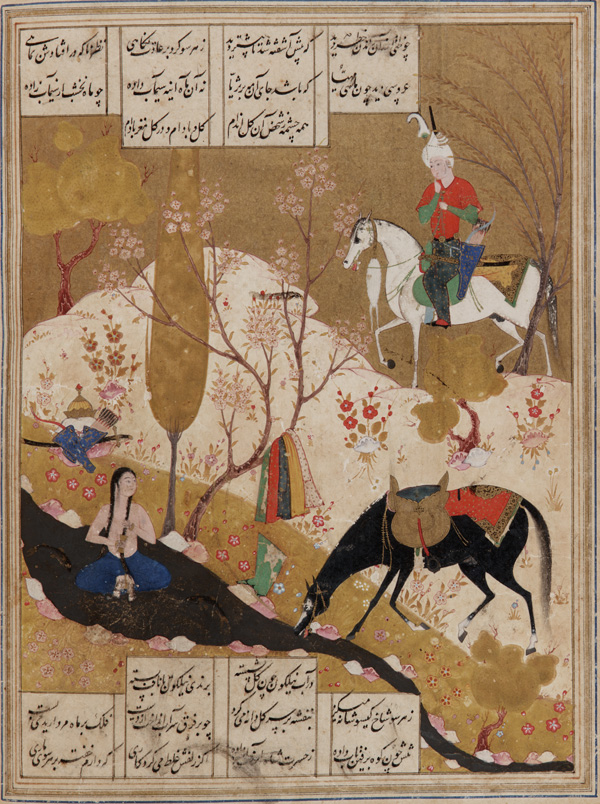
Hosrow o găsește pe Șirin scăldându-se într-o piscină, 1548. Izvorul negru este argintul care s-a oxidat.
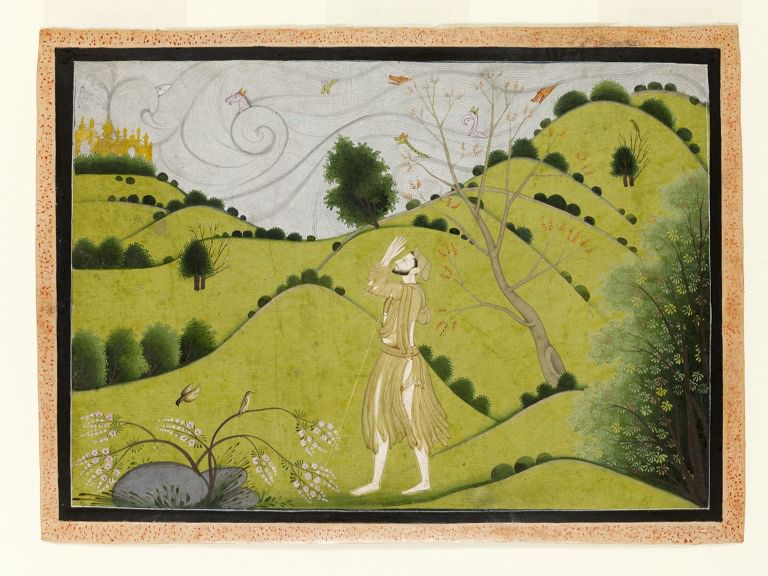
Sudama⁠(d) se înclină la vederea palatului de aur al lui Krishna din Dwarka⁠(d). ca 1775-1790 pictură Pahari.
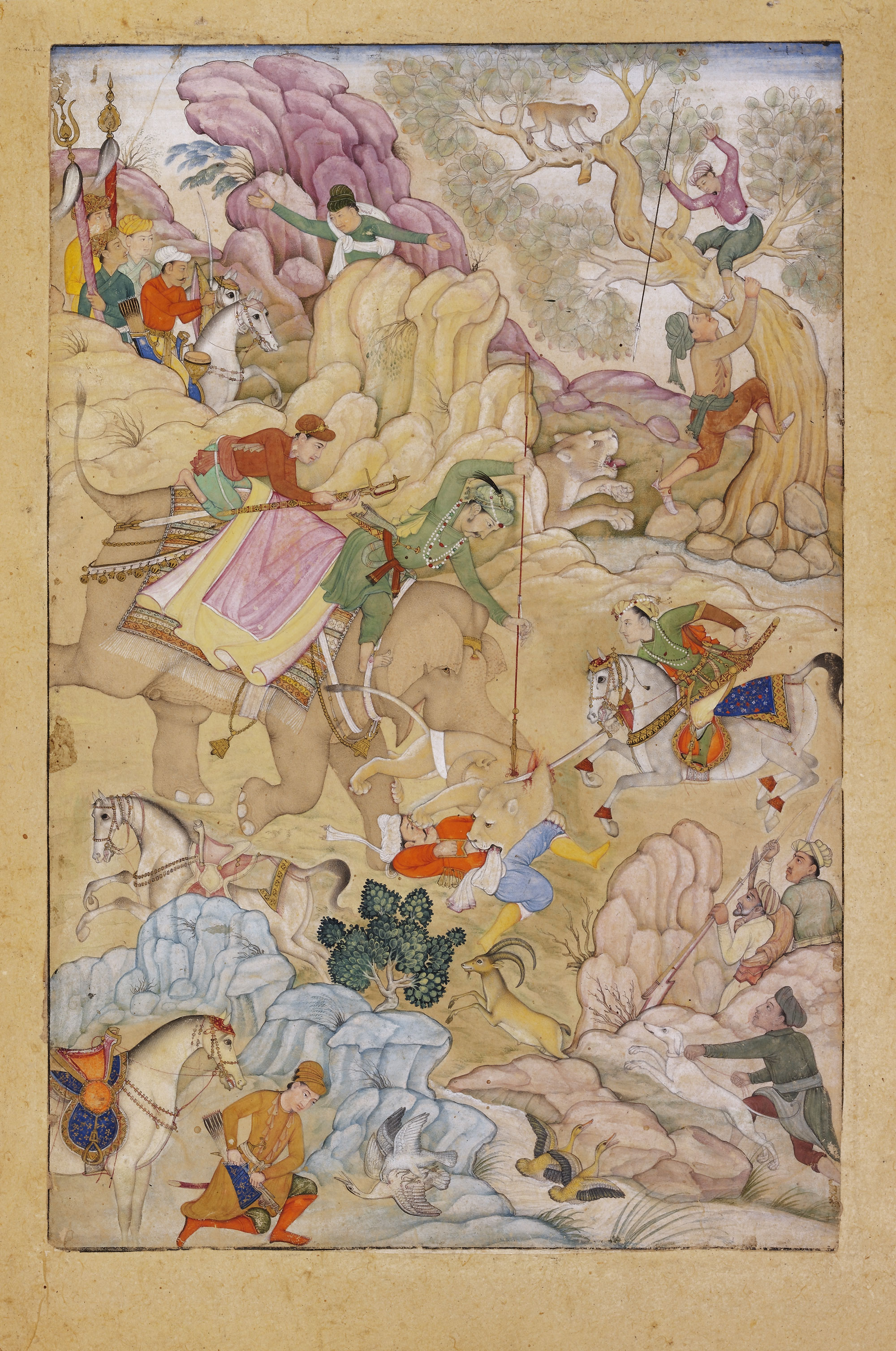
Vânătoarea de lei a împăratului mogul Jahangir⁠(d), c. 1615, peisaj în stil persan
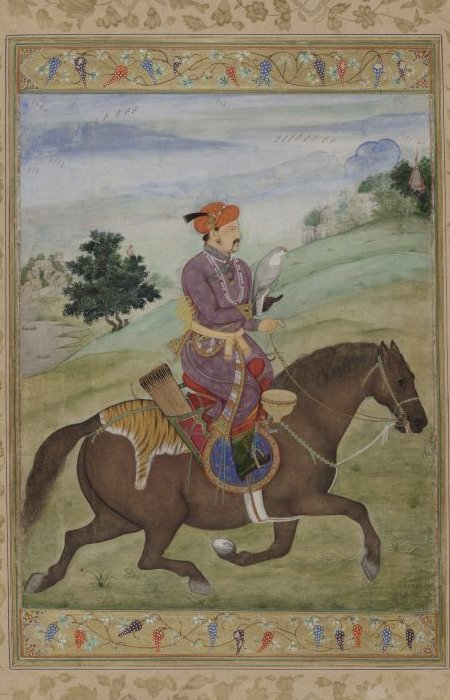
Jahangir⁠(d) vânând cu un șoim, într-un stil occidental.
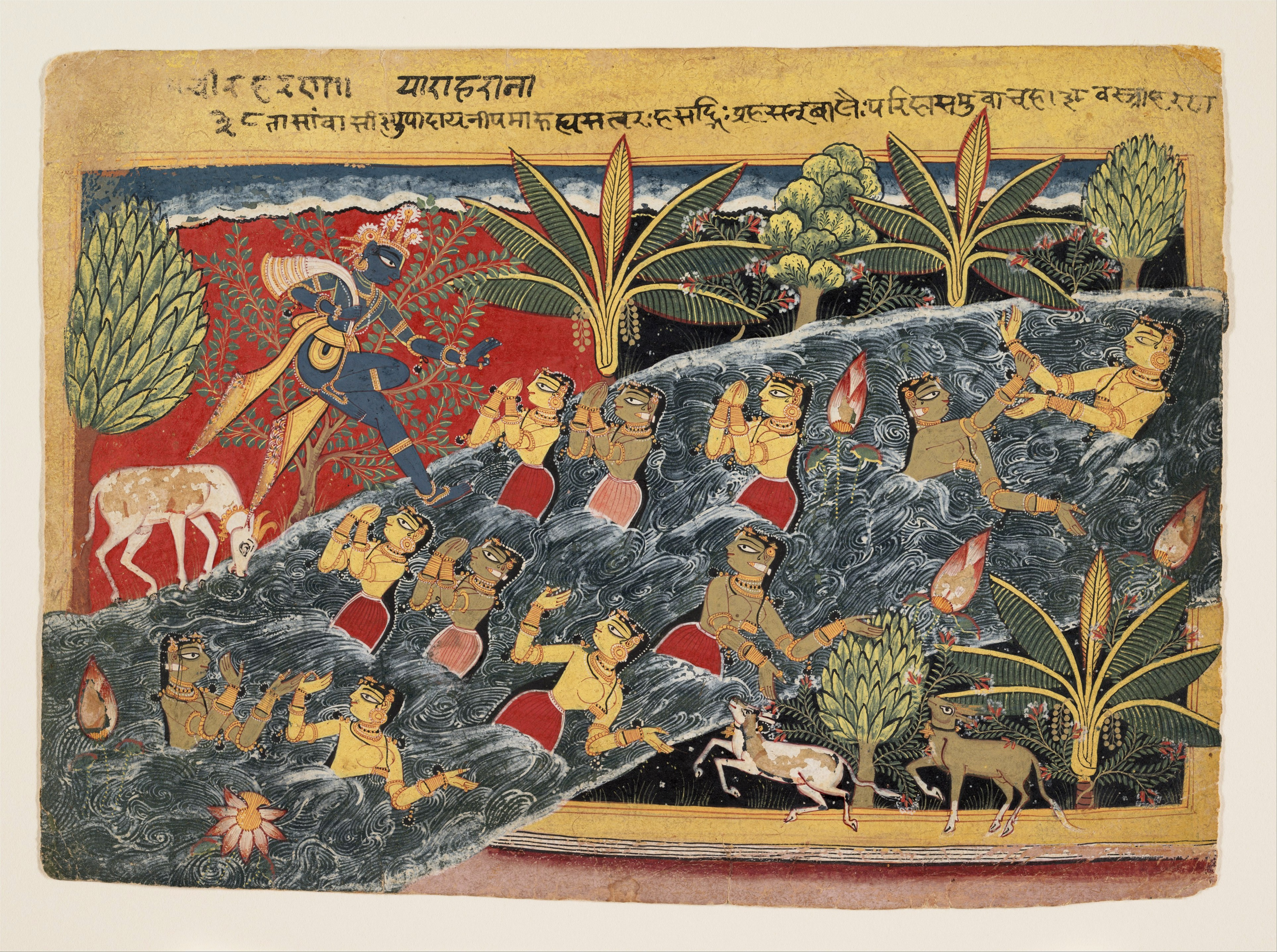
Gopi⁠(d) îi cer lui Krishna să le înapoieze hainele, 1560

## Tehnici

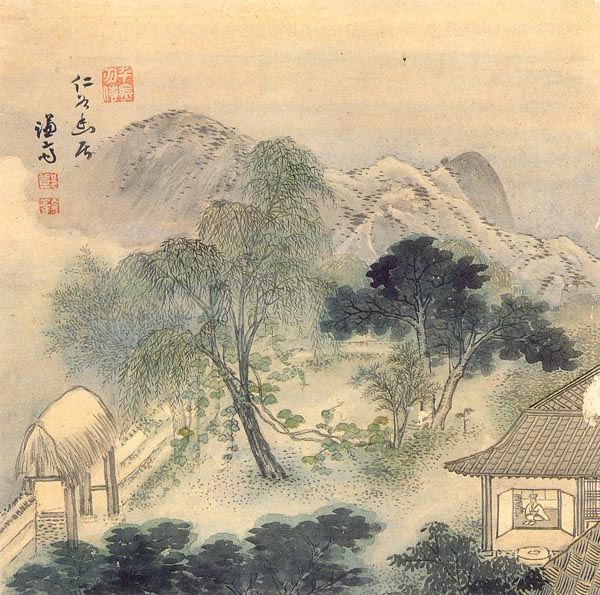
O versiune coreeană din secolul al XVIII-lea a stilului literaților chinezi, realizată de care era neobișnuit prin faptul că picta deseori peisaje din realitate.

Majoritatea peisajelor timpurii sunt în mod clar imaginare, deși încă de la început peisajele urbane sunt destinate în mod clar să reprezinte orașe reale, cu diferite grade de acuratețe. Diferite tehnici au fost utilizate pentru a simula caracterul aleatoriu al formelor naturale în compozițiile inventate: sfatul medieval al lui Cennino Cennini⁠(d) de a copia stânci zdrențuite din roci mici și aspre a fost urmat, se pare, atât de Poussin, cât și de Thomas Gainsborough, în timp ce Degas a copiat formele norilor dintr-o batistă mototolită ținută la lumina. Sistemul lui Alexander Cozens folosea pete de cerneală aleatorii pentru a da forma de bază a unui peisaj inventat, care urma să fie elaborată de artist.
Priveliștea de fundal distinctă dinspre Lacul Geneva spre vârful Le Môle⁠(d) din Miraculoasa adunătură de pești de Konrad Witz⁠(d) (1444) este adesea citată ca fiind primul peisaj rural occidental care prezintă o scenă specifică. Studiile peisagistice ale lui Dürer reprezintă în mod clar scene reale, care pot fi identificate în multe cazuri, și au fost cel puțin parțial realizate la fața locului; desenele lui Fra Bartolomeo par, de asemenea, clar schițate din natură. Lucrările finalizate ale lui Dürer par să folosească, în general, peisaje inventate, deși spectaculoasa vedere cu ochi de pasăre din gravura Nemesis prezintă o priveliște reală din Alpi, cu elemente suplimentare. Se știe că mai mulți peisagiști au realizat desene și schițe în acuarelă din natură, însă dovezile că primele picturi în ulei au fost realizate în aer liber sunt limitate. Frăția Prerafaelită a depus eforturi deosebite în această direcție, însă abia după introducerea vopselelor în ulei gata preparate în tuburi, în anii 1870, urmată de „șevaletul de cutie” portabil, pictura En plein air⁠(d) a devenit practicată pe scară largă.
O cortină de munți în spatele peisajului este standard în vederile romane largi și chiar mai mult în peisajele chinezești. Relativ puțin spațiu este acordat cerului în lucrările timpurii din ambele tradiții; chinezii foloseau adesea ceață sau nori între munți și, de asemenea, uneori arată nori pe cer mult mai devreme decât artiștii occidentali, care inițial foloseau norii în principal ca suporturi sau acoperiri pentru figurile divine sau cer. Atât picturile pe panouri, cât și miniaturile din manuscrise prezentau de obicei un „cer” sau un fundal auriu sau cu motive deasupra orizontului până în jurul anului 1400, însă frescele lui Giotto și ale altor artiști italieni prezentau de mult timp ceruri albastre simple. Singurul piesă de altar rămasă de la Melchior Broederlam⁠(d), terminată pentru Champmol⁠(d) în 1399, are un cer auriu populat nu numai de Dumnezeu și îngeri, ci și de o pasăre zburătoare. O scenă de coastă din Orele Torino-Milano are un cer acoperit de nori atent observați. În xilogravură, un spațiu liber mare poate cauza căderea hârtiei în timpul tipăririi, astfel încât Dürer și alți artiști includ adesea nori sau mâzgăleli reprezentând păsări pentru a evita acest lucru.
Tradiția chineză monocromă a folosit cerneală pe mătase sau pe hârtie încă de la începuturile sale, punând un accent deosebit pe tușa individuală pentru a defini ts'un sau „ridurile” din versanții munților, precum și alte caracteristici ale peisajului. Acuarela occidentală este un mediu mai tonal, chiar și cu subdesenul⁠(d) vizibil.

## Peisajeînrudite

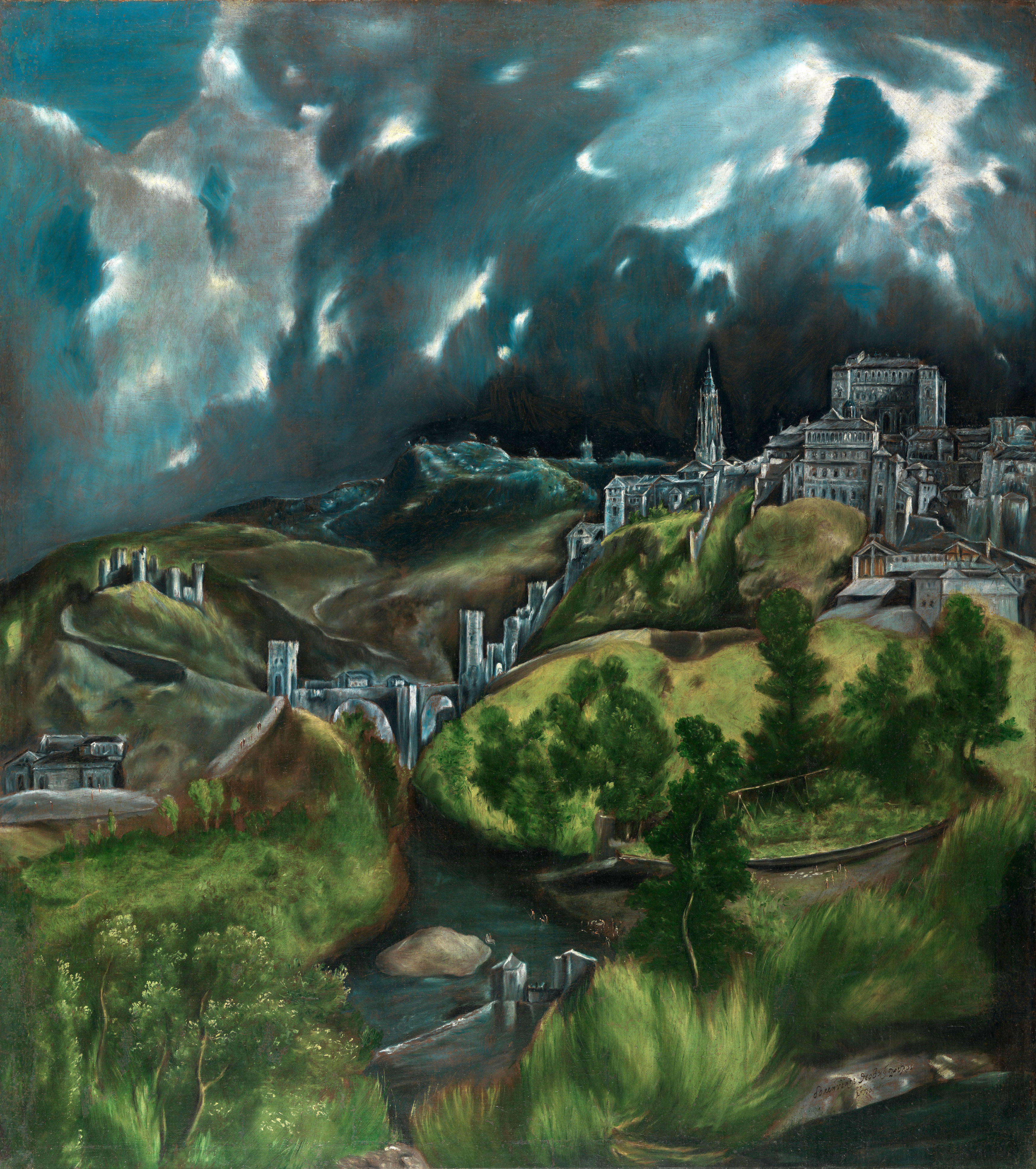
El Greco, Vedere a orașului, c. 1596–1600, ulei pe pânză, 47,75 × 42,75 cm}}, Metropolitan Museum of Art, New York City, este unul din cele două peisaje despre Toldeo care au supraviețuit. Manipularea agresivă a vopselei pe cer prefigurează [[Expresionism

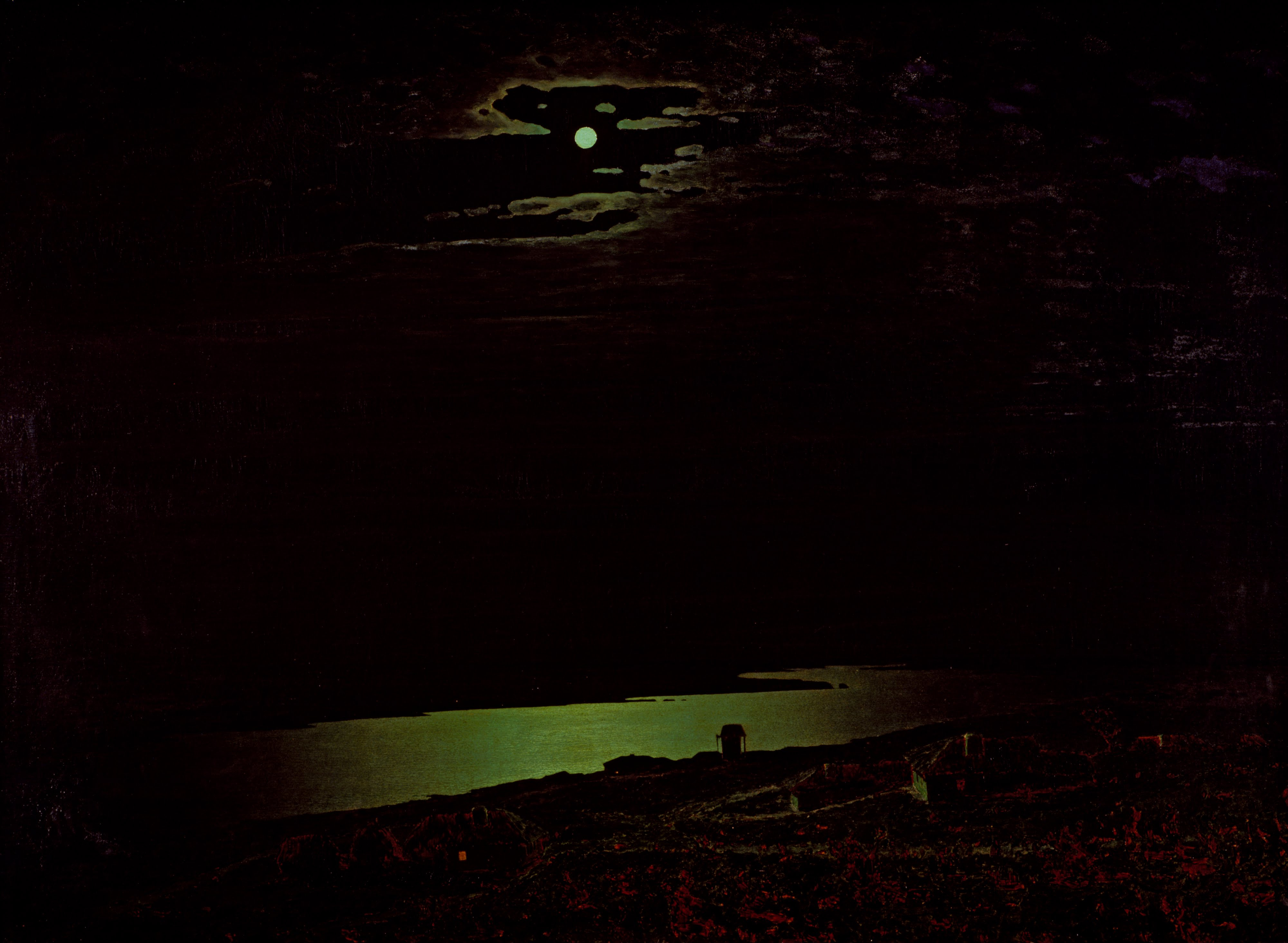
Arhip Kuindji, Noapte cu lună pe Nipru, 1882

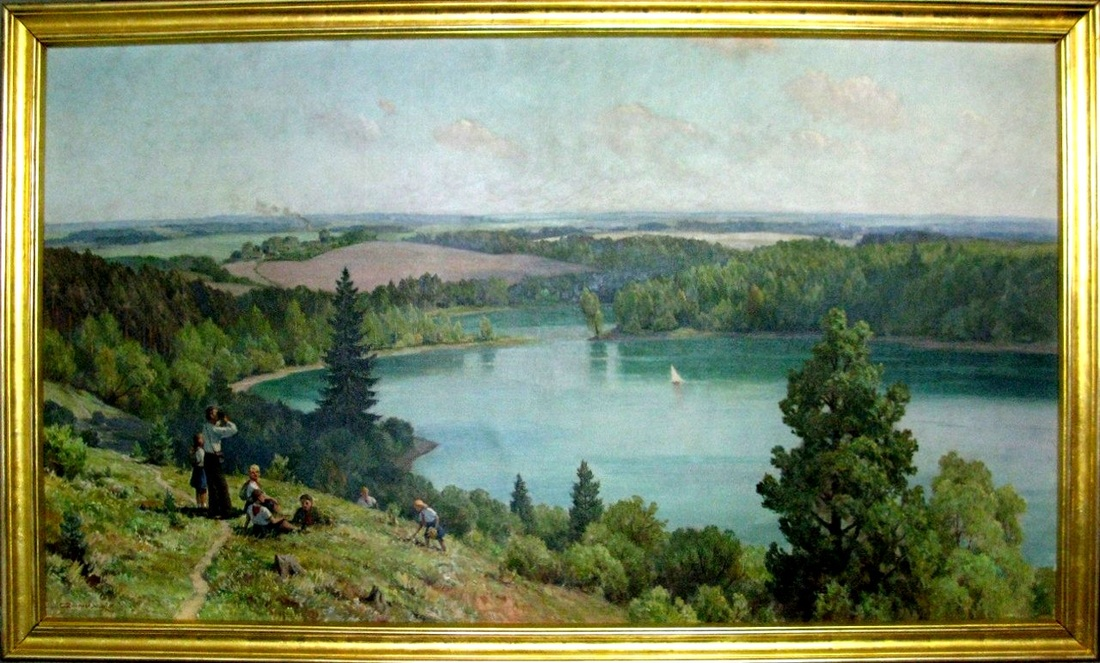
, Lacurile Verzi, 1955, URSS (Lituania), realism socialist.

În mod tradițional, arta peisagistică descrie suprafața Pământului, dar există și alte tipuri de peisaje, cum ar fi peisajele lunare.
- Peisaje cu cer sau Peisaje cu nori sunt reprezentări ale norilor, formelor meteorologice și condițiilor atmosferice.
- Peisajele lunare arată peisajul unei luni.
- Peisajele marine înfățișează oceane sau plaje.
- Peisajele fluviale descriu râuri sau pârâuri.
- Peisajele urbane descriu orașe (peisaje urbane).
- Scenele de luptă sunt o subdiviziune a picturii militare care, atunci când prezintă o bătălie de la distanță, sunt plasate într-un peisaj, peisaj marin sau chiar într-un peisaj urban.
- Peisajele dure⁠(d) sunt zone pavate, precum străzile și trotuarele, marile complexe comerciale și ansamblurile rezidențiale, precum și zonele industriale.
- Peisajele aeriene descriu o suprafață sau un sol, în special așa cum sunt văzute dintr-un avion sau o navă spațială. (În cazul în care punctul de vedere este direct deasupra capului, privind în jos, nu există, bineînțeles, nici o reprezentare a orizontului sau a cerului.) Acest gen poate fi combinat cu altele, ca în peisajele aeriene cu nori ale Georgiei O'Keeffe, peisajele aeriene cu lună ale lui Nancy Graves, sau peisajele urbane aeriene ale lui Yvonne Jacquette⁠(d).
- Inscape sunt opere de artă asemănătoare peisajelor (de obicei suprarealiste sau abstracte) care caută să transmită viziunea psihanalitică a minții ca spațiu tridimensional.
- Vedute este termenul italian pentru vedere și este folosit în general pentru peisajul pictat, adesea peisaje urbane care erau o temă comună a picturii din secolul al XVIII-lea.
- Fotografie de peisaj

### Peisaj și modernism

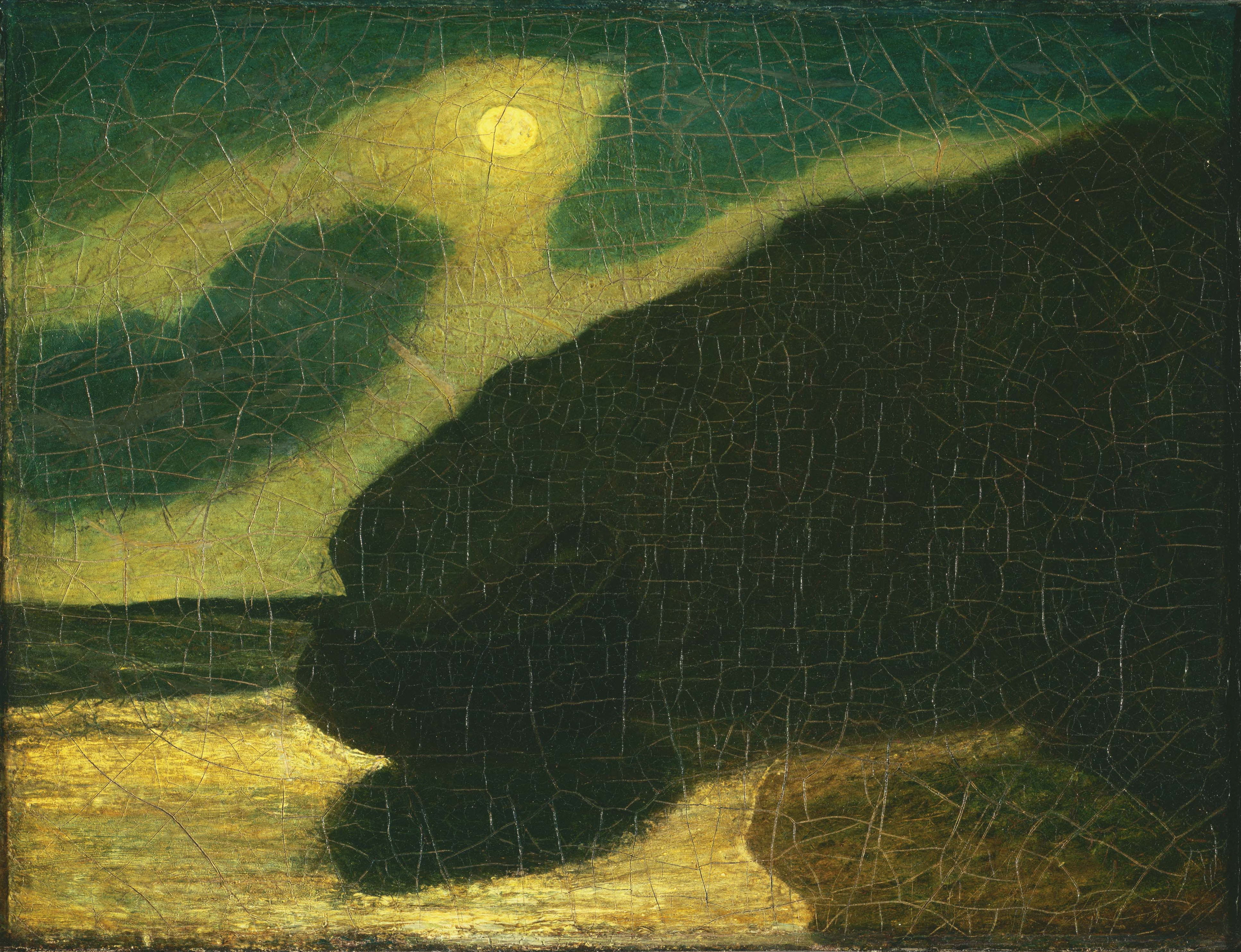
Albert Pinkham Ryder⁠(d), Coasta mării în lumina lunii, 1890, Colecția Phillips, Washington, D.C.
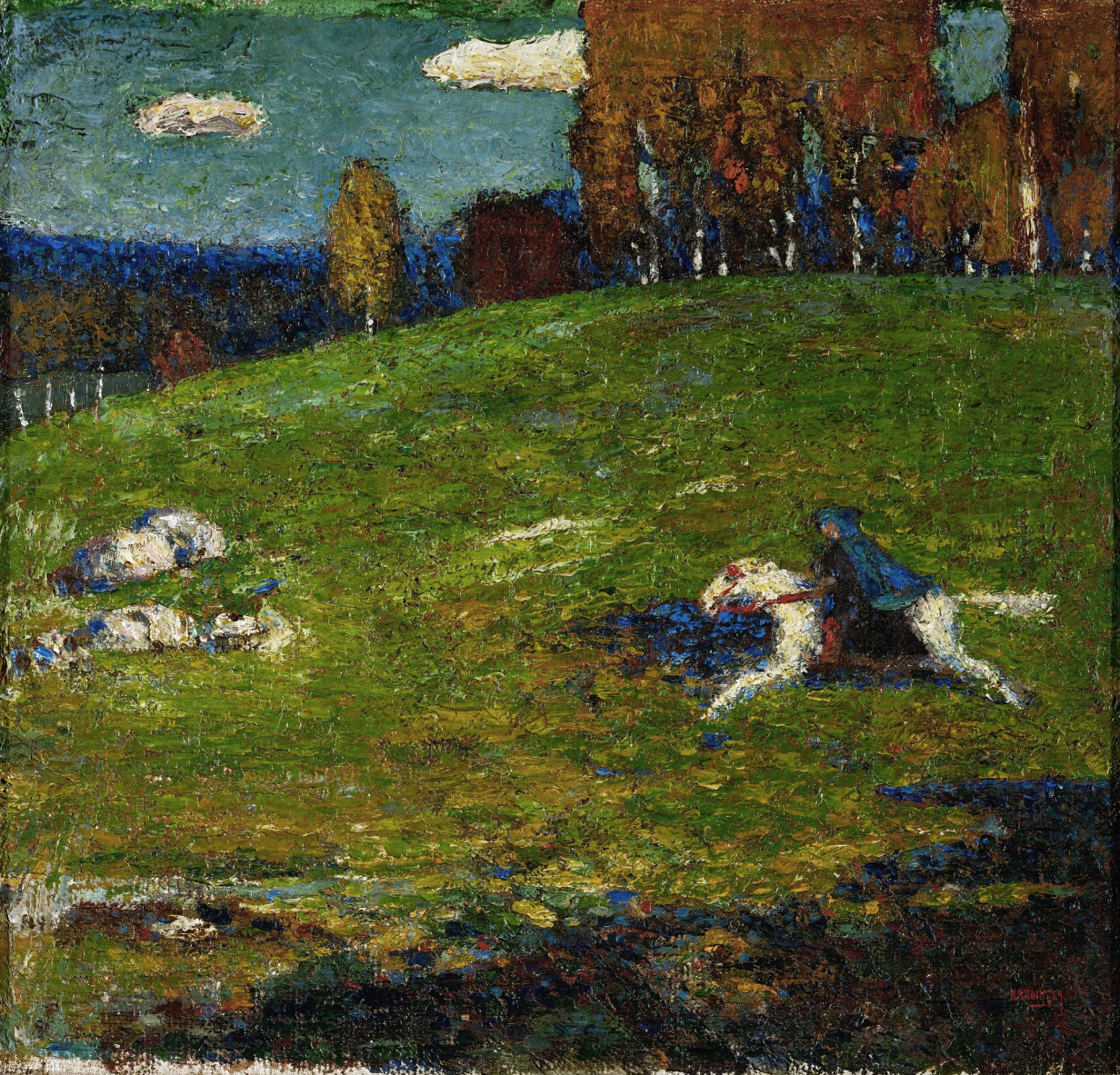
Wassily Kandinsky, Der Blaue Reiter, 1903. Der Blaue Reiter, un grup expresionist activ în perioada 1911 - 1914.
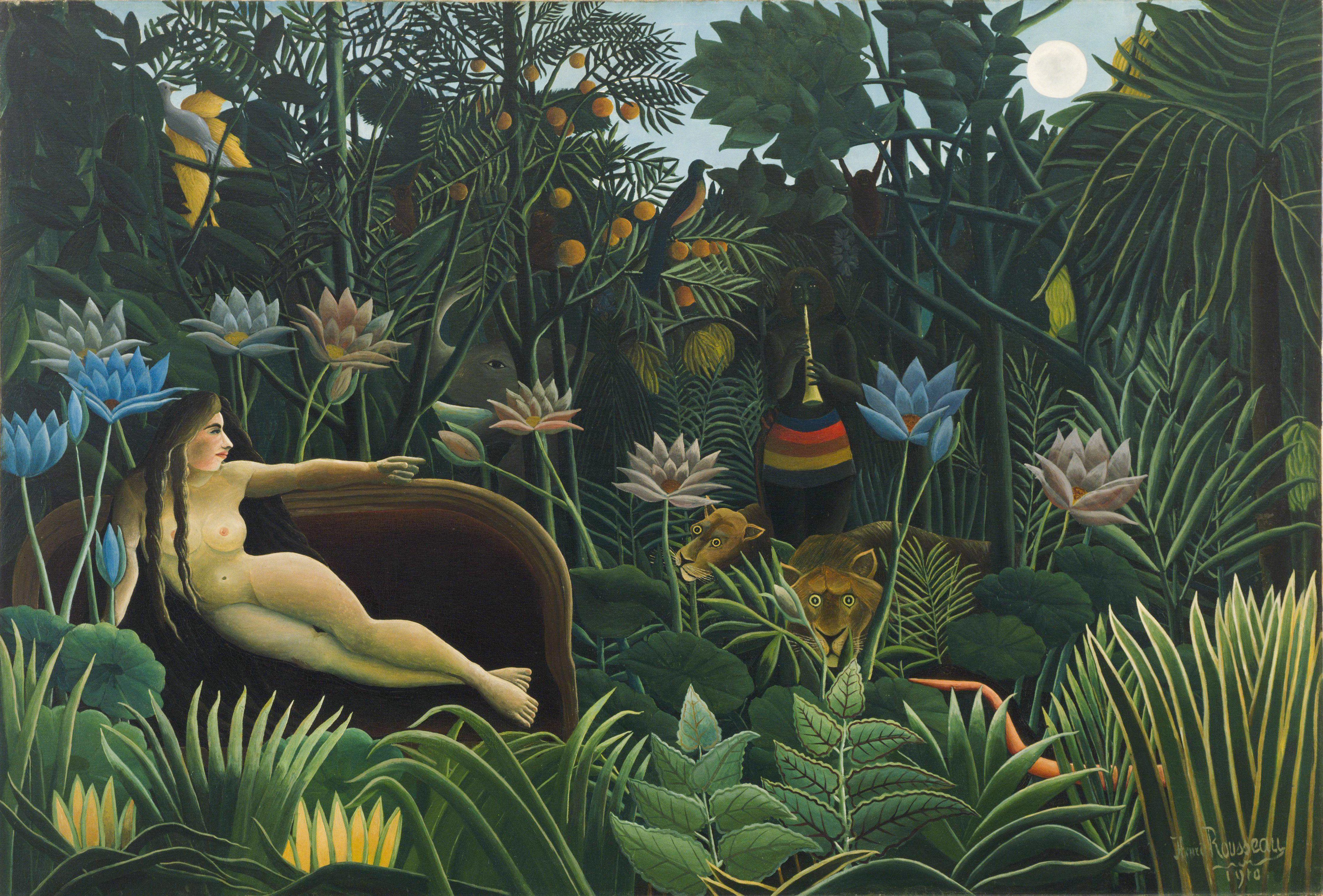
Henri Rousseau, Visul, 1910, Museum of Modern Art, New York
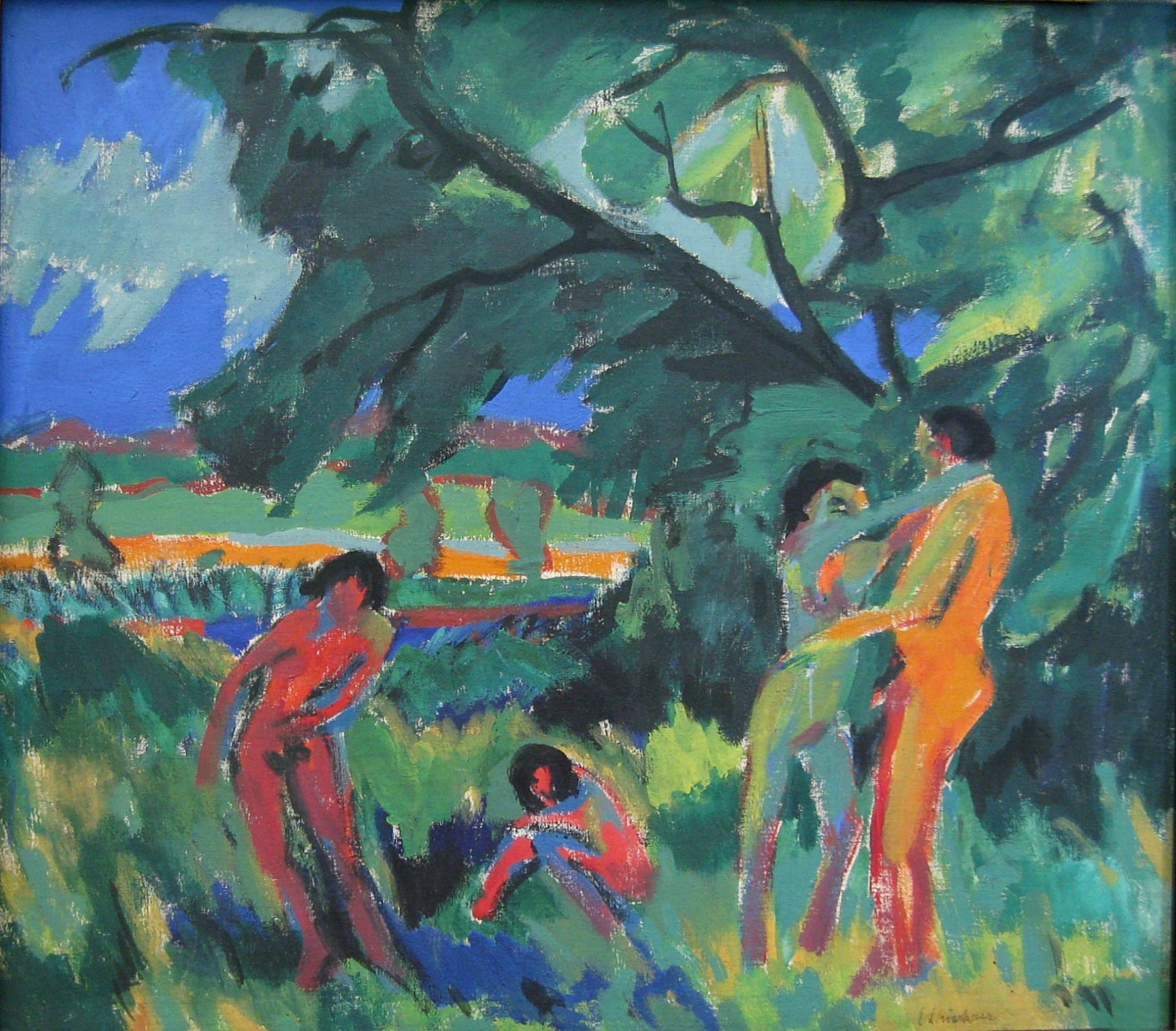
Ernst Ludwig Kirchner, Oameni dezbrăcați care se joacă, 1910. Die Brücke, un grup expresionist activ după 1905.
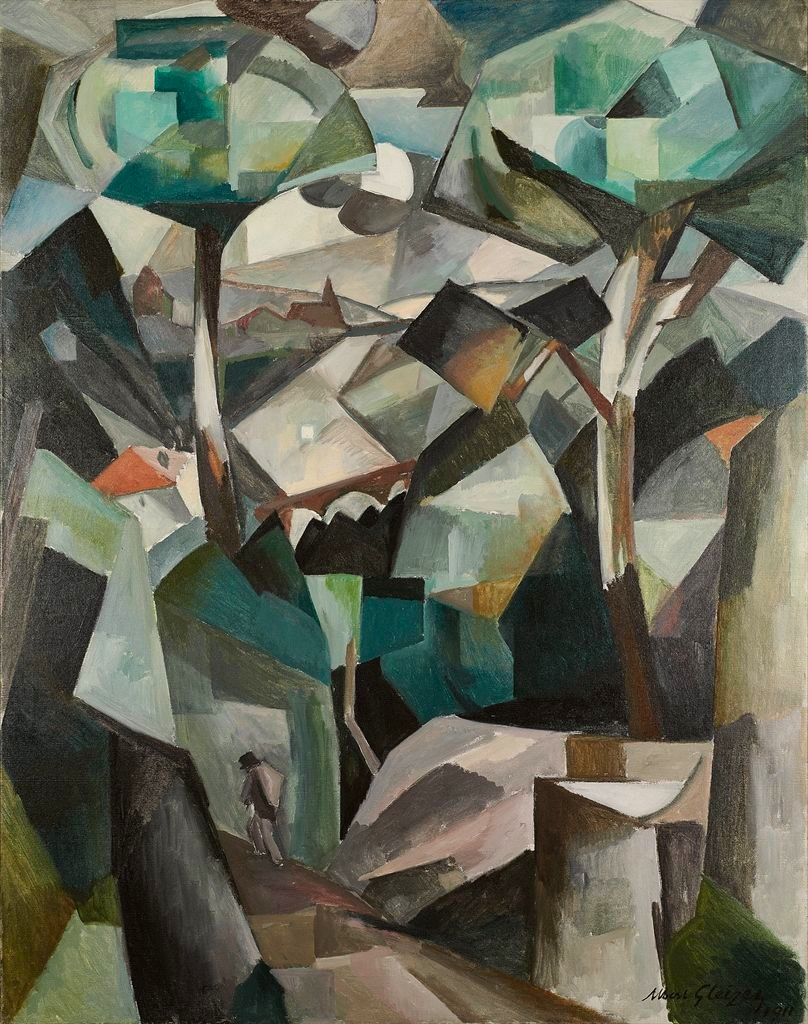
Albert Gleizes⁠(d), 1911, Le Chemin, Paysage à Meudon, Paysage avec personnage⁠(d), ulei pe pânză, 146,4 × 114,4 cm. Furat de ocupanții naziști din casa colecționarului Alphonse Kann în timpul celui de-Al Doilea Război Mondial.